# Ploërmel
Ne doit pas être confondu avec Ploemel.
Vous lisez un « article de qualité » labellisé en 2019.
Ploërmel (/plo.ɛʁ.mɛl/ ) est une commune française située dans le département du Morbihan, en région Bretagne. Elle a été créée en 2019 avec le statut de commune nouvelle par le regroupement de la commune historique de Ploërmel (51 km2) avec celle de Monterrein (7 km2).
Même si plusieurs monuments mégalithiques remarquables (allées couvertes et menhirs) témoignent de l'occupation du territoire communal à l'époque du néolithique final (3000 à 2300 av. J.-C.) et que différents indices d'occupation protohistorique et antique ont pu être relevés, le toponyme Plebs Arthmael, qui donnera Ploërmel, est attesté pour la première fois en 835 dans le cartulaire de Redon. À la fin du XIIe siècle, Ploërmel avec sa modeste châtellenie qui s'étend sur une dizaine de paroisses, est l'une des composantes de l'important domaine du duché de Bretagne, la seule alors du centre Bretagne. La ville va ensuite être honorée jusqu'au XVIe siècle de la présence des ducs de Bretagne pour sa position stratégique. Au XVIe siècle, elle entre dans le domaine royal. Les guerres de la Ligue sont à l’origine de la destruction du couvent des Carmes, reconstruit plus tard. Après la période révolutionnaire marquée par une série d’embuscades, Jean-Marie de La Mennais crée en 1824 l’Institut des Frères de l'Instruction chrétienne.
L'arrivée du chemin de fer en 1882 sort la ville de son isolement et contribue au développement des foires et des commerces. En 1904, les frères sont expulsés par l'armée. Occupée par les Allemands pendant la Seconde Guerre mondiale, Ploërmel est bombardée le 12 juin 1944. La ville connaît un important développement économique et démographique à partir des années 1970, puisque sa population progresse de 61 % entre 1968 et 2013, notamment grâce à l'aménagement de la voie rapide Rennes-Lorient (RN 24) et une importante urbanisation. Le 1er janvier 2019, la commune absorbe la commune de Monterrein en prenant le statut administratif de commune nouvelle.
La ville possède un patrimoine architectural tant civil que religieux particulièrement riche. Si peu de parties des fortifications ont résisté aux différents conflits qui ont affecté la ville, certaines peuvent encore être observées sur l’enceinte nord de la ville, comme la tour des Thabor. De nombreux bâtiments anciens subsistent en centre-ville, comme l'hôtel des Ducs de Bretagne (1150), la maison des Marmousets (1586), la maison Bigarré (1669) ou l'hôtel du Crévy (aujourd’hui Café des Quatre Soldats) (XVIIe siècle). Sur le plan religieux, la ville présente la particularité d'avoir hébergé trois couvents, le couvent des Carmes, le couvent des Ursulines et le couvent des Carmélites (partiellement détruit dans un incendie en 2006). Enfin l'église Saint-Armel est le monument le plus emblématique et le plus important de Ploërmel. Il abrite le tombeau des ducs Jean II et Jean III de Bretagne.
Au nord du territoire communal se trouve l'étang au Duc, une étendue d’eau de 2,5 km2 d’intérêt naturel reconnu du fait de la présence de nombreuses plantes aquatiques et qu’il s'agit d’une étape migratoire pour l'avifaune. Un centre nautique ainsi qu'un circuit botanique dédié aux hortensias ont été aménagés à proximité.

## Géographie

### Situation et communes limitrophes
Ploërmel est située au nord-est du Morbihan, à proximité du massif forestier de Paimpont, à 50 km au sud-ouest de Rennes, 35 km au nord-est de Vannes et 47 km au nord-ouest de Redon, approximativement au centre géographique de la Bretagne.
| Taupont                  | Loyat                                     | Gourhel Campénéac |
| Guillac                  | Ploërmel                                  | Augan             |
| Quily Le Roc-Saint-André | Montertelot, La Chapelle-Caro, Monterrein |                   |

Les communes limitrophes sont Loyat, Gourhel, Campénéac, Augan, Val d'Oust, Montertelot, Guillac et Taupont.

### Évolution du territoire
De 1793 au 1er janvier 2019, les deux communes de Ploërmel et Monterrein sont autonomes. Le 1er janvier 2019, la commune nouvelle de Ploërmel est créée en lieu et place des communes de Monterrein (56138) et de Ploërmel (56165).

### Superficie
La superficie géographique de la commune de Ploërmel, issue de la BD Topo, est de 58,44 km2 (51,37 km2 pour la commune historique et 7,07 pour la commune déléguée). Elle est légèrement différente de la superficie cadastrale définie par l'Insee, qui s'établit en 2015 à 57,8 km2 (50,81 km2 pour la commune historique, et 7,0 pour la commune déléguée). Cette différence s'explique par le fait que la surface cadastrale comprend « toutes les surfaces du domaine public et privé, cadastrées ou non cadastrées, à l'exception des lacs, étangs et glaciers de plus d'un kilomètre carré, ainsi que des estuaires ». Dans le cas de Ploërmel, le lac au Duc, situé au nord-ouest du territoire communal, d'une superficie d'environ 250 ha et se partageant entre les communes de Ploërmel, Loyat et Taupont, n'est dès lors pas pris en compte dans le décompte de la superficie cadastrale.

### Relief et paysages
Un atlas des paysages du Morbihan a été réalisé entre 2008 et 2011 par les services de l'État, le conseil régional de Bretagne, le conseil général du Morbihan et le conseil d'architecture, d'urbanisme et de l'environnement du Morbihan. Les paysages du Nord Morbihan se décomposent en quatre grandes entités paysagères : le plateau de Pontivy-Loudéac, l’ensemble le plus vaste, qui occupe une grande moitié nord du territoire et dont fait partie la commune de Ploërmel, les reliefs des landes de Lanvaux, les vallées naviguées et le massif de Brocéliande,.
Le plateau de Pontivy-Loudéac présente un relief peu marqué, mais animé par les réseaux de petites vallées qui l’innervent en surface : l'Yvel, l'Ével, leurs affluents et ceux de l'Oust. Ainsi, le sol n’est jamais complètement plat et donne une ambiance générale de plateau ondulé dans lesquels s'inscrit l'ensemble du territoire de Ploërmel. Sur le plan topographique, les pentes des différents vallons de la commune sont plutôt douces avec un plateau qui s'élève progressivement vers l'est. Cette topographie confère un paysage remarquable sur le site des Rochers de la Ville Bouquet.
Le point le plus bas se situe à la confluence du Ninian et du canal de Nantes à Brest, au sud-ouest de la commune, avec une altitude de 25 m NGF. Le point culminant de la commune historique se situe au lieu-dit du Moulin de la Chapelle, à 105 m NGF, celui de la commune déléguée Monterrein est à 123 m NGF, au droit du Moulin de la Haute-Touche.

### Cadre géologique
- Centre-ville
- Limites communales

Carte géologique simplifiée de Ploërmel (commune historique).
Centre-ville
Km : roches volcaniques
AKm : roches volcaniques altérées
o2B : siltites micacées (Ordovicien inférieur)
b1 : siltites gréseuses (Briovérien)
b2G : grès argileux (Briovérien)
b2S : siltites argilo-gréseuses (Briovérien)
b2SA : siltites argilo-gréseuses altérées
b3G : siltites à grès fin (Briovérien)
b3S : siltites lustrées (Briovérien)
b3SA : siltites lustrées altérées
Cg : conglomérats à galets (Briovérien)
AS : sables (Éocène)
S : sables et graviers (Éocène)
E : éboulis de pente
Fw-x : alluvions de terrasse (Quaternaire)
Fz : alluvions fluviatiles (Quaternaire)
- failles

Carte géologique du Massif armoricain.

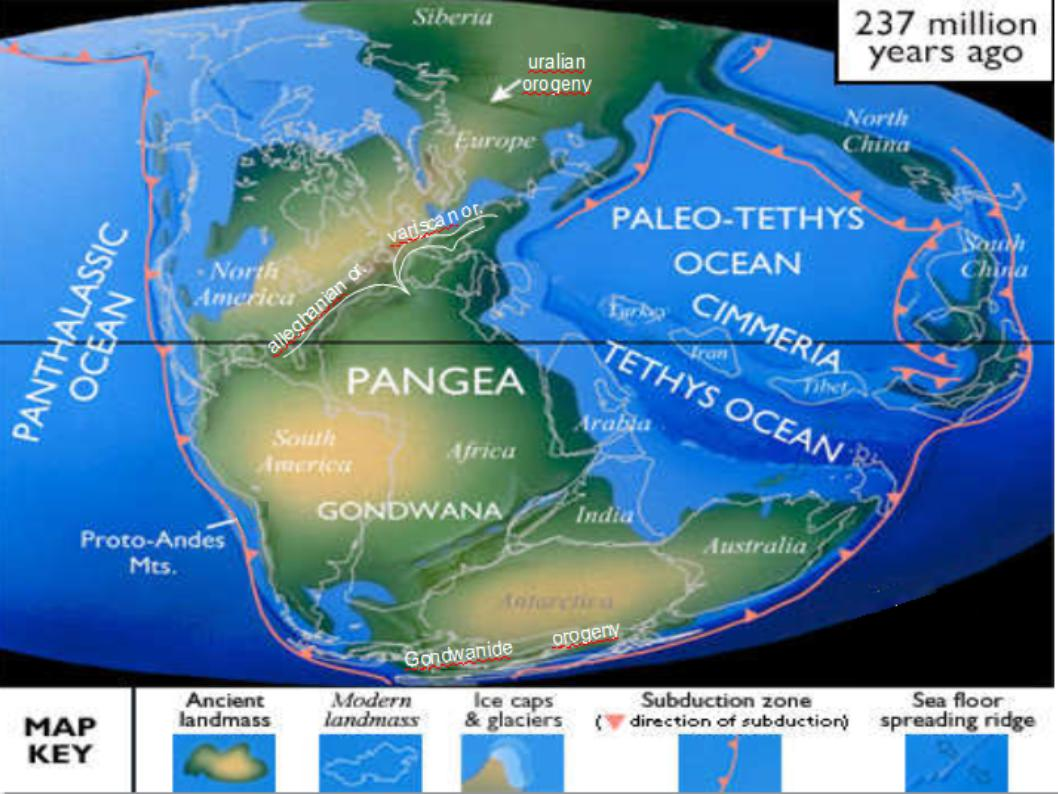
Reconstruction moderne de la Pangée (il y a 237 millions d'années). La collision entre la Laurussia et le Gondwana à l'origine de ce supercontinent est le moteur de l'orogène varisque (en sur la carte) dont l'empreinte subsiste notamment à travers l'Europe (dessinant un V dont la pointe serait le Massif central, avec la virgation occidentale majeure, l'arc ibéro-armoricain), rappelant que l'Ibérie et l'Armorique étaient raccordées à cette époque.

Au point de vue géologique, la région de Ploërmel se situe au cœur du domaine centre armoricain, dans la partie médiane du Massif armoricain qui est un socle ouest-européen de faible altitude (maximum 400 m), caractérisé par des surfaces d'aplanissement et qui résulte d'une histoire complexe composée de trois orogenèses : icartienne (Paléoprotérozoïque, ca. 2,2-1,8 Ga), cadomienne (Édiacarien 750-540 Ma) et surtout varisque (ou hercynienne, au Dévonien-Carbonifère, 420-300 Ma). 
Ploërmel est située dans un vaste bassin sédimentaire briovérien au relief peu marqué. Dans ce bassin, les sédiments issus de l'érosion de la chaîne cadomienne se sont accumulés sur plus de 15 000 m d'épaisseur. Le métamorphisme et le plissement de ces sédiments qui font partie de l'ensemble du « Briovérien de Bretagne centrale », les a transformés en roches métasédimentaires du Néoprotérozoïque-Cambrien composées de schistes, et poudingues de Gourin. Le paléozoïque est marqué par la transgression de la mer ordovicien ne qui atteint le sud et l'est du territoire ploërmelais, formant une grande unité sédimentaire qui a été déformée par des plissements.
Le gisement de Cô, au sud-ouest de Ploërmel fait l'objet d'une exploitation artisanale d'ardoises des années 1840 aux années 1920, puis d'une exploitation industrielle à partir de 1927 (date de la reprise du site par la commission des ardoisières d'Angers) jusqu'au 18 juillet 1980, malgré des manifestations à Ploërmel pour protester contre la fermeture des carrières. Les ardoises de Cô ont été utilisées pour la couverture du château de Josselin, du Parlement de Bretagne de Rennes, et beaucoup d'autres monuments historiques de la région.
Entre 2003 et 2005, la Société géologique et minéralogique de Bretagne (SGMB) en collaboration avec le conseil régional de Bretagne, a dressé un inventaire des sites géologiques patrimoniaux ayant des besoins de préservation ou de protection. Parmi la trentaine de sites faisant partie de cet inventaire des sites géologiques remarquables, figure le site des Rochers de la Ville-Bouquet et leurs abords, localisé au sud-ouest de la commune, à la confluence entre l'Yvel et le Ninian. Ce site date du Protérozoïque briovérien et est composé de conglomérat de Gourin et de grès,,.
Les principaux aspects de la géologie du sud-ouest de Rennes peuvent être abordés au cours de promenades géologiques qui permettent d'observer sur un espace réduit du territoire ploërmelais, des roches d'âge et de nature différents, des structures géologiques (cisaillement, faille, pli, schistosité) témoins de phénomènes géologiques d'ampleur (magmatisme, tectogenèse, métamorphisme, érosion…).

### Hydrographie

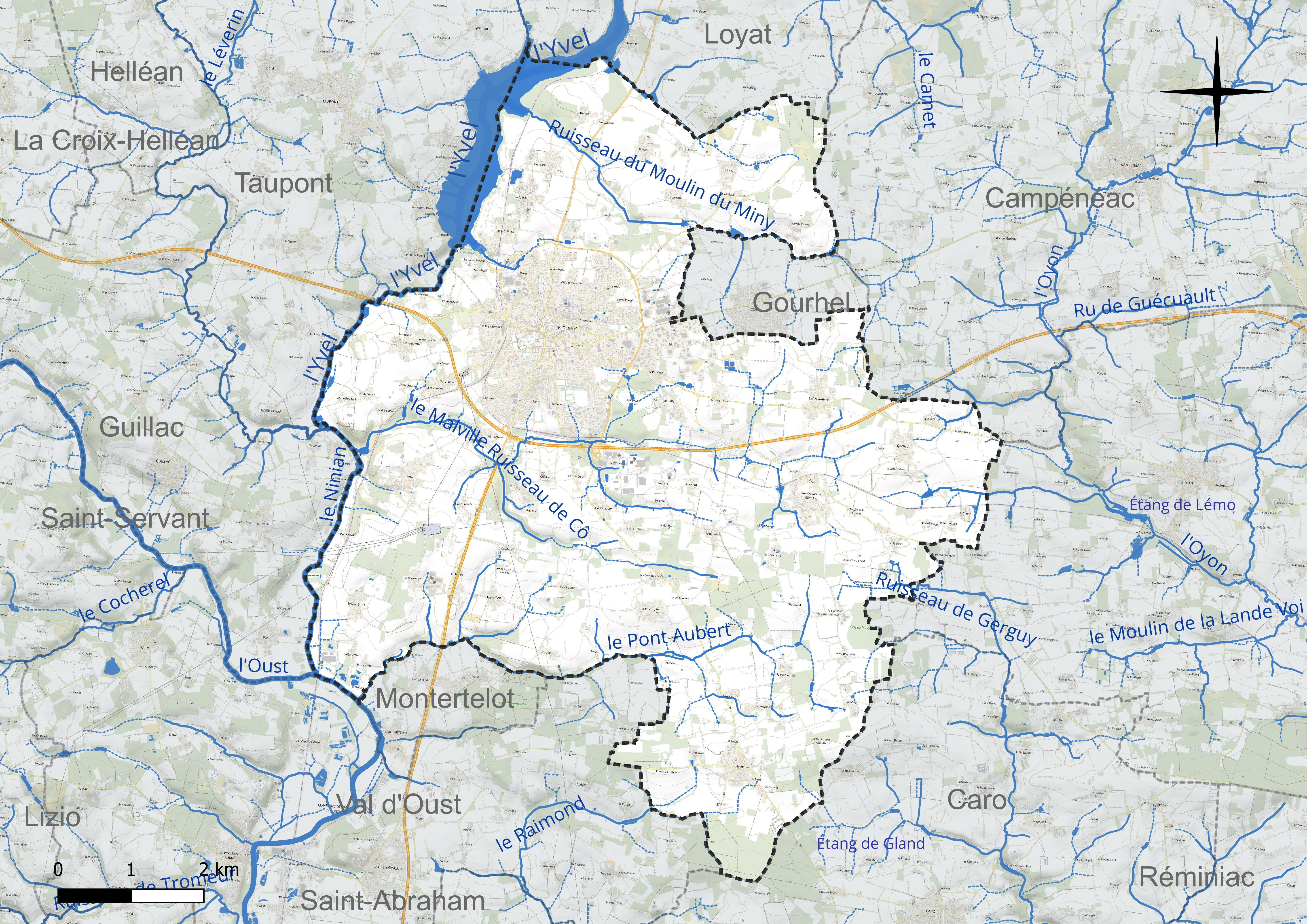
Carte du réseau hydrographique de la commune de Ploërmel.

La totalité du territoire de la commune de Ploërmel est incluse dans le bassin versant de l'Oust, cours d'eau qui constitue d'ailleurs sur une petite longueur la limite séparative de la commune avec Val d'Oust. La longueur totale du réseau hydrographique irriguant la commune est établie par le BRGM à 39,1 km (34 km pour la commune historique et 5,1 km pour la commune déléguée). Les deux principaux sous-bassins versants de la commune sont le bassin versant du Ninian, en limite sud-ouest, avec ses affluents (le ruisseau des Vieux Prés, le ruisseau de Malville et le ruisseau du Pont Aubert qui tient aussi lieu de limite communale) et le bassin versant du ruisseau de l'Yvel, qui délimite le nord-ouest de la commune.
L'Yvel, d’une longueur de 58,3 km, prend sa source dans le département d'Ille-et-Vilaine, et traverse la commune du nord vers le sud sur une longueur d'environ 3,5 km. Il alimente l'étang au Duc puis longe la limite communale ouest et rejoint le Ninian au droit du Rocher de la Ville Bouquet. Le régime de l’Yvel est pluvio-océanique, avec un débit maximum en hiver. Le débit moyen sur l’Yvel est de 2,1 m3/s et connaît des variations saisonnières avec un maximum de 5,5 m3/s atteint en janvier et un minimum de 0,01 m3/s en août. Toutefois les valeurs maximales connues de l’Yvel sont bien supérieures au débit moyen : 76,3 m3/s de débit instantané maximal le 5 janvier 2001 - 3,03 m de hauteur maximale instantanée le 5 janvier 2001, 57,6 m3/s de débit journalier maximal le 6 janvier 2001,. Sur le plan piscicole, l'Yvel est classé en deuxième catégorie piscicole. L'espèce biologique dominante est constituée essentiellement de poissons blancs (cyprinidés) et de carnassiers (brochet, sandre et perche). Le principal affluent de l'Yvel est le ruisseau du moulin du Miny qui prend sa source au droit du hameau La Ville Péro sur la commune de Campénéac et se jette, après environ 7 km, dans l'étang au Duc, alimentant, sur son passage, trois grands plans d'eau.
Le Ninian, d’une longueur de 59,63 km, prend sa source au hameau de la Sauvegarde dans le département des Côtes-d'Armor sur les landes du Mené. Il longe la limite sud-ouest de la commune et conflue ensuite avec l'Oust, appelé plus en amont le canal de Nantes à Brest. Comme l'Yvel, le Ninan est classé en deuxième catégorie piscicole. Le principal affluent du Ninian est le ruisseau de Malville qui prend sa source sur la commune de Ploërmel, entre les hameaux de Saint-Jean-de-Villenard et La Couardière. Il longe la RN 24, reçoit son principal affluent en rive gauche, le ruisseau de Cô (qui prend sa source au droit des carrières de Cô, les anciennes ardoisières de la commune), puis se jette dans le ruisseau du Ninian au droit du Châtelet de Bézon après avoir traversé un étang. Il reçoit les rejets de la station d'épuration de la ville de Ploërmel.
En limite communale sud, le ruisseau des Vieux Près prend sa source dans un étang situé entre les hameaux du Hino et de Montaigu et se jette dans l'étang au Duc après un parcours de 2,3 km. Juste en amont de sa confluence, deux bassins sont implantés de chaque côté de son cours d'eau.

### Climat
Pour des articles plus généraux, voir Climat de la Bretagne et Climat du Morbihan.
En 2010, le climat de la commune est de type climat océanique franc, selon une étude du CNRS s'appuyant sur une série de données couvrant la période 1971-2000. En 2020, Météo-France publie une typologie des climats de la France métropolitaine dans laquelle la commune est exposée à un climat océanique et est dans la région climatique Bretagne orientale et méridionale, Pays nantais, Vendée, caractérisée par une faible pluviométrie en été et une bonne insolation. Parallèlement l'observatoire de l'environnement en Bretagne publie en 2020 un zonage climatique de la région Bretagne, s'appuyant sur des données de Météo-France de 2009. La commune est, selon ce zonage, dans la zone « Intérieur Est », avec des hivers frais, des étés chauds et des pluies modérées.
Pour la période 1971-2000, la température annuelle moyenne est de 11,4 °C, avec une amplitude thermique annuelle de 12,4 °C. Le cumul annuel moyen de précipitations est de 834 mm, avec 12,9 jours de précipitations en janvier et 6,5 jours en juillet. Pour la période 1991-2020, la température moyenne annuelle observée sur la station météorologique installée sur la commune est de 12,0 °C et le cumul annuel moyen de précipitations est de 767,2 mm,. Pour l'avenir, les paramètres climatiques de la commune estimés pour 2030, 2050 ou 2100 selon différents scénarios d'émission de gaz à effet de serre sont consultables sur un site dédié publié par Météo-France en novembre 2022.
| Mois                                  | jan.             | fév.             | mars            | avril           | mai             | juin           | jui.           | août           | sep.            | oct.            | nov.            | déc.             | année      |
| ------------------------------------- | ---------------- | ---------------- | --------------- | --------------- | --------------- | -------------- | -------------- | -------------- | --------------- | --------------- | --------------- | ---------------- | ---------- |
| Température minimale moyenne (°C)     | 3,3              | 3                | 4,3             | 5,5             | 8,6             | 11,4           | 13,1           | 13             | 10,7            | 8,9             | 5,7             | 3,6              | 7,6        |
| Température moyenne (°C)              | 6,2              | 6,5              | 8,5             | 10,5            | 13,7            | 16,7           | 18,6           | 18,7           | 16,1            | 12,8            | 9,1             | 6,6              | 12         |
| Température maximale moyenne (°C)     | 9                | 10               | 12,7            | 15,5            | 18,8            | 21,9           | 24,2           | 24,3           | 21,5            | 16,8            | 12,4            | 9,5              | 16,4       |
| Record de froid (°C) date du record   | −15,4 20.01.1963 | −14,5 10.02.1986 | −8,4 02.03.04   | −5 01.04.1967   | −2,5 03.05.1967 | 0,8 07.06.1952 | 4,1 17.07.1970 | 3,5 31.08.1986 | 0,3 30.09.1972  | −4,4 30.10.1997 | −8,3 29.11.10   | −11,8 24.12.1963 | −15,4 1963 |
| Record de chaleur (°C) date du record | 18,8 27.01.03    | 21,3 27.02.19    | 23,9 30.03.1965 | 27,7 22.04.1984 | 32,8 25.05.1953 | 38,7 18.06.22  | 39,5 18.07.22  | 38,6 05.08.03  | 35,3 01.09.1961 | 29,2 05.10.1964 | 22,1 02.11.1970 | 18,5 04.12.1953  | 39,5 2022  |
| Précipitations (mm)                   | 84,1             | 62,8             | 52,8            | 57,6            | 57,7            | 52,8           | 40,2           | 47,4           | 56,7            | 80,9            | 85              | 89,2             | 767,2      |

### Milieux naturels et biodiversité

#### Le lac au Duc, zone nationale d'intérêt écologique, faunistique et floristique
L’inventaire des zones naturelles d'intérêt écologique, faunistique et floristique (ZNIEFF) a pour objectif de réaliser une couverture des zones les plus intéressantes sur le plan écologique, essentiellement dans la perspective d’améliorer la connaissance du patrimoine naturel national et de fournir aux différents décideurs un outil d’aide à la prise en compte de l’environnement dans l’aménagement du territoire. Le territoire communal de Ploërmel comprend une ZNIEFF : l'« étang au Duc », au nord-ouest du territoire communal. Il s'agit d'une ZNIEFF de type 1, à savoir un secteur de grand intérêt biologique ou écologique, de 254 hectares de superficie. Cette zone s'étend sur trois communes (Ploërmel, Loyat et Taupont). Les berges de cet étang présentent un intérêt floristique indéniable, avec en particulier la présence de nombreuses plantes amphibies comme le coleanthe délicat, la littorelle à une fleur, la gratiole officinale, le souchet brun ou la limoselle aquatique ; la loutre y a été également observée en 2010. Par ailleurs l'étang constitue une étape migratoire importante pour l'avifaune. De nombreux anatidés, laridés et rapaces fréquentent le site à différentes étapes de leur cycle de vie (nidification, migration, hivernage).
Depuis 2000, un circuit botanique consacré aux hortensias et dénommé « circuit des hortensias » et localisé en bordure du lac est ouvert au public. Il est agréé par le Conservatoire national des collections végétales spécialisées depuis 2003. Sur une boucle de plus de 3 km, le visiteur peut observer de juin à octobre 5 500 Hydrangeas et 550 variétés,.

Le lac au Duc
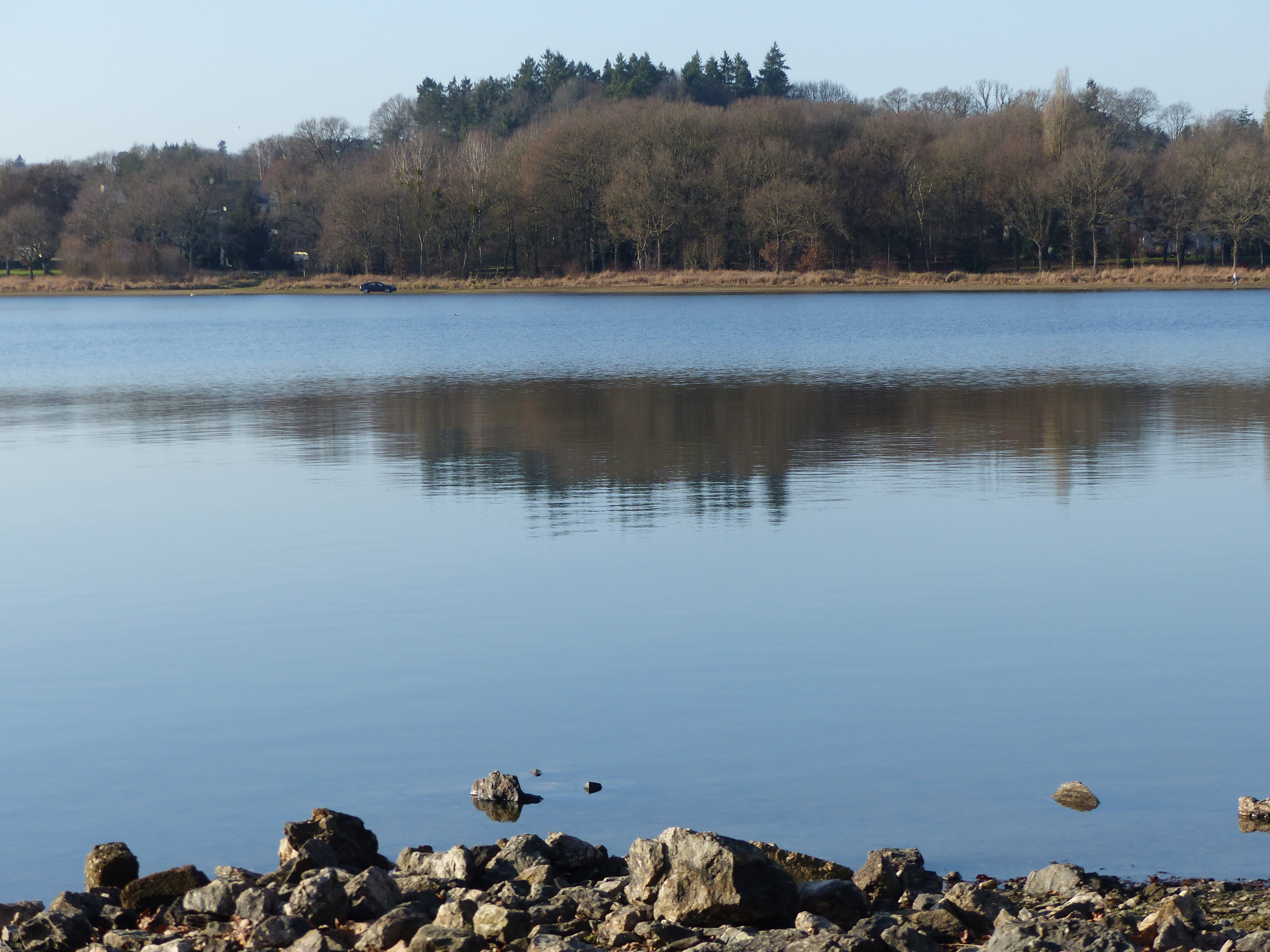
Le lac au Duc est une ZNIEFF de type 1.
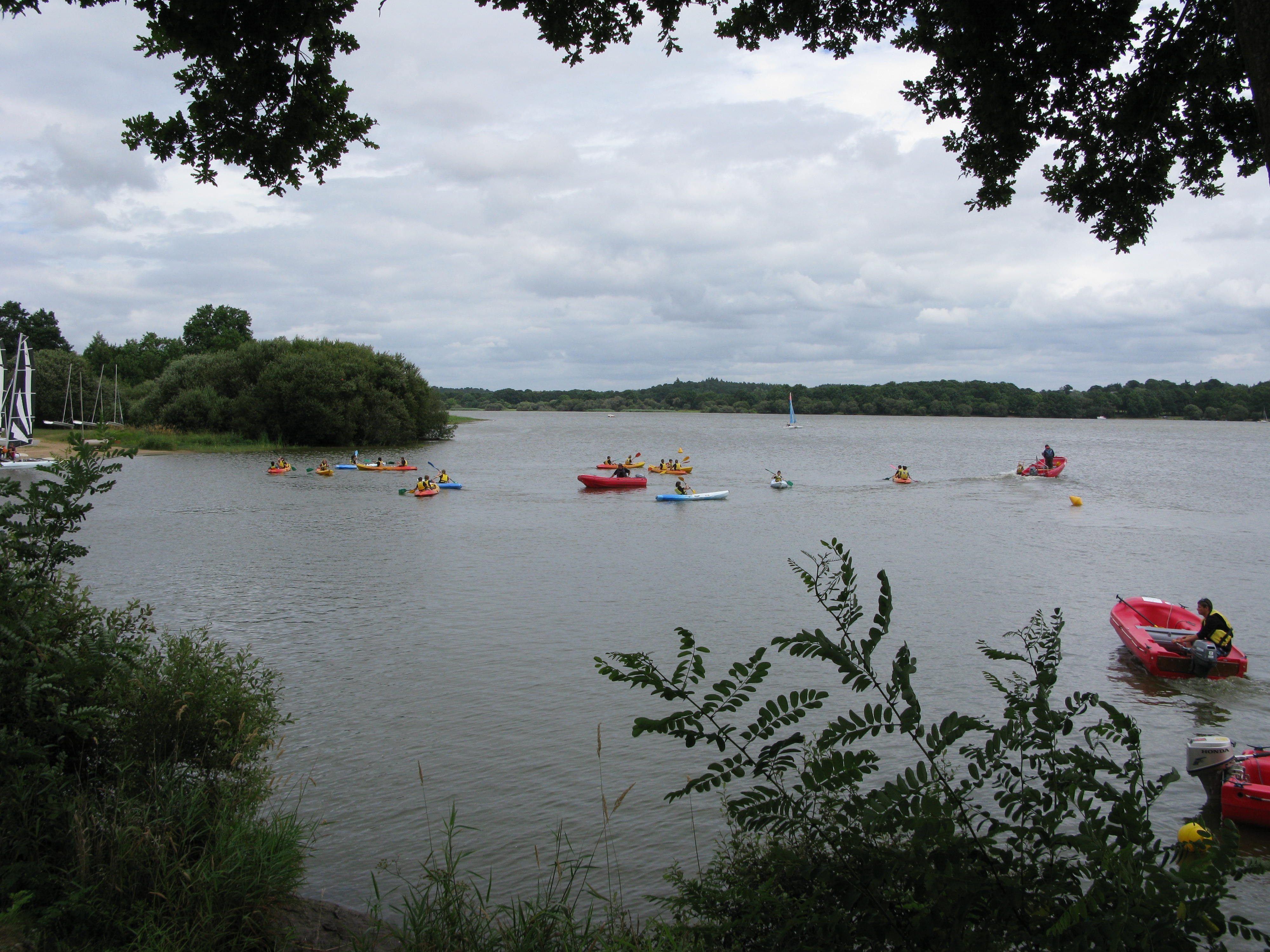
La base de loisirs.
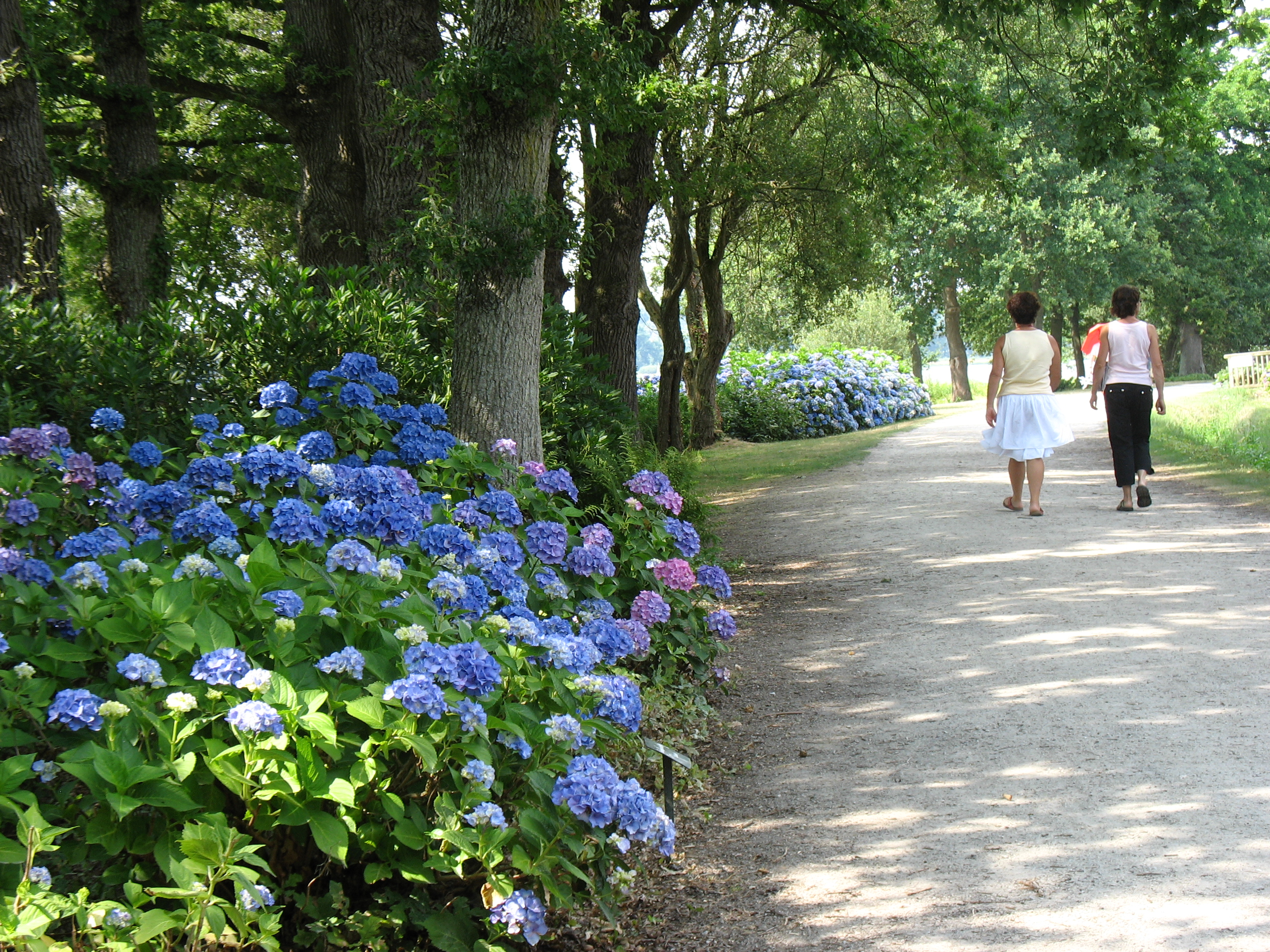
Le circuit botanique des hortensias.
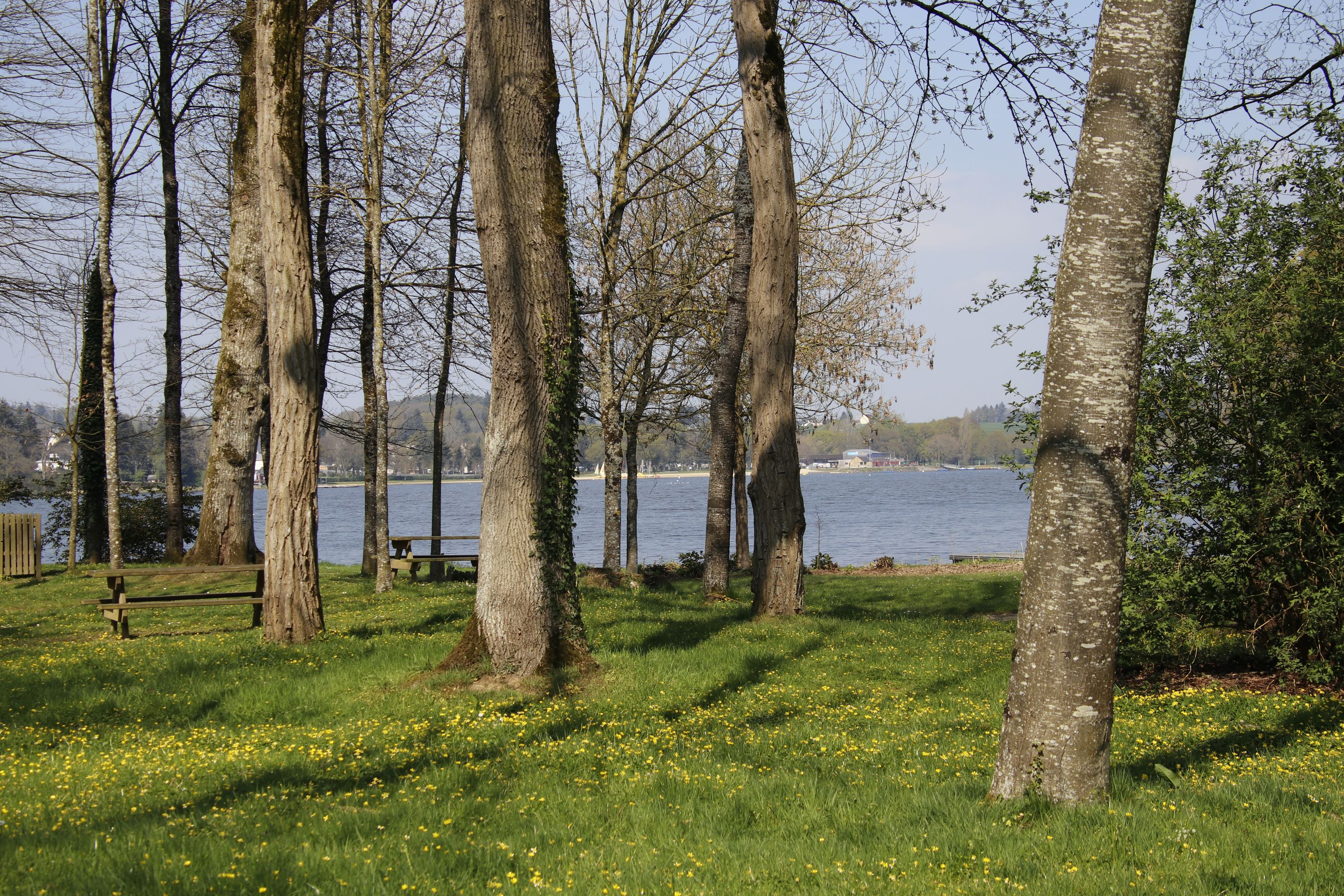
Lac au Duc - Vue côté Ploërmel.
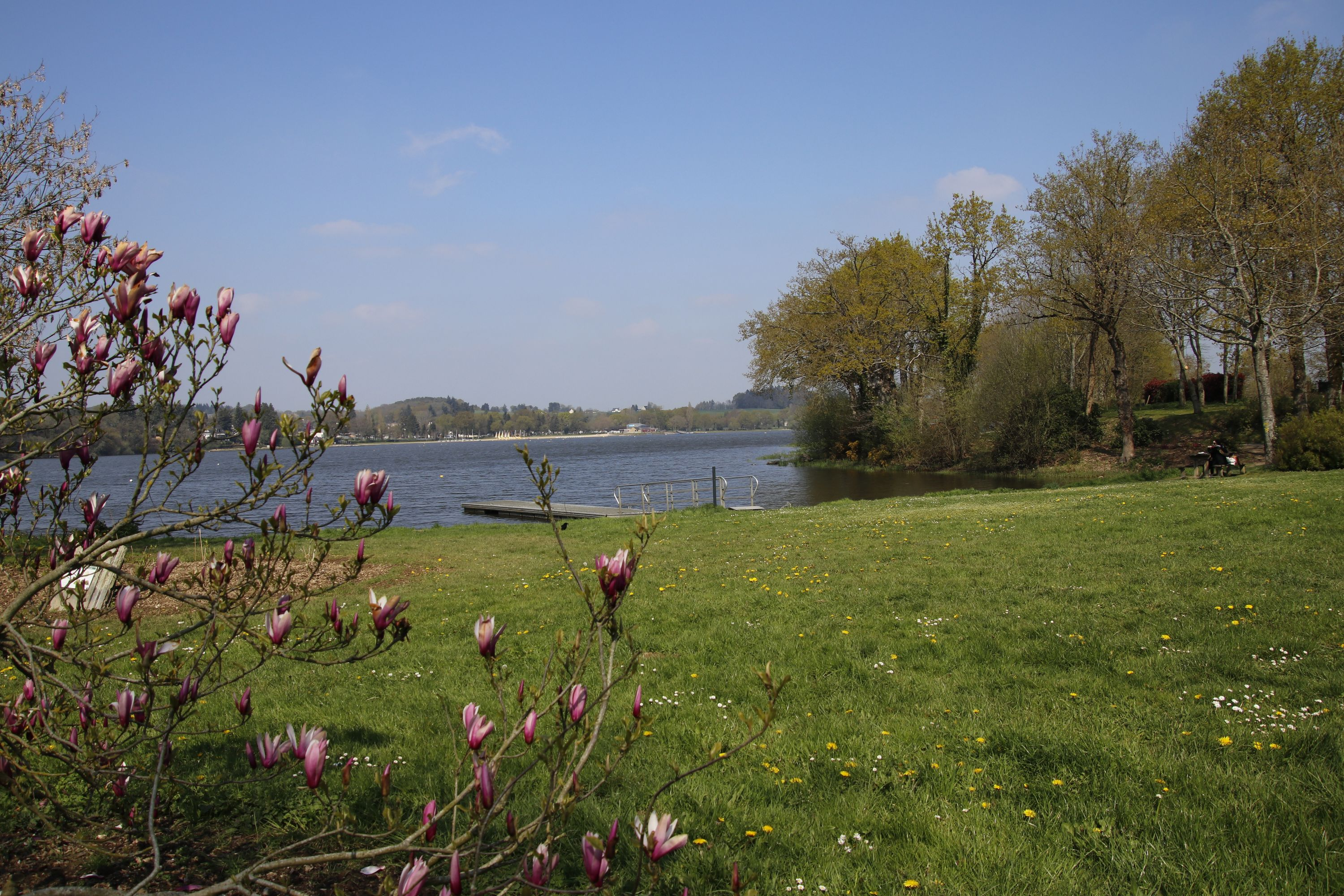
Lac au Duc – Vue côté Ploërmel.

#### Zones humides
Un inventaire exhaustif des zones humides et des cours d'eau a été réalisé sur la commune en 2005 et 2006. L'ensemble des zones humides occupe 490 ha sur la commune. En dehors des plans d'eau, 386 ha de zones humides « terrestre » ont été retenues dans l'inventaire, soit 7,5 % du territoire. Avec les plans d'eau cela représente presque 10 % du territoire. Différentes typologies de zones humides ont été observées sur la commune : plans d'eau, prairies humides eutrophes, prairies à jonc diffus, prairies à jonc acutiflorc, pâtures à grands joncs, forêts riveraines, forêts et fourrés humides, formations riveraines de saules, forêt de frênes ou d'aulnes, cultures, plantation de peupliers à strate herbacée élevée.

#### Bois, bocage et landes
Plus de 540 ha de zones boisées sont recensées sur la commune, soit plus de 10 % de la superficie communale. Les bois sont répartis sur toute la commune en petits éléments distincts (40 à 50 ha d'un seul tenant maximum). Cette dispersion de nombreuses petites zones boisées est une des caractéristiques principales de la commune. Les bois sont principalement situés sur les coteaux des vallons marqués et sur certaines crêtes.
Les haies bocagères sont peu nombreuses dans l'espace agricole. De grands secteurs sont exempts de haies. C'est près des hameaux qu'elles sont souvent le mieux conservées.
Il n'existe pas de zone de lande très étendue sur la commune. Ce sont davantage des fourrés (ajonc, ronces, genêt) et des friches rudérales que l'on observe. Cette végétation est transitoire et marque l'abandon des pratiques agricoles sur les parcelles les moins favorables (zones humides, sol peu épais, etc.). Ces friches ont le plus souvent été incluses aux zones boisées adjacentes. Une zone de lande est présente au nord ouest de la Halnaudais. On y trouve une mosaïque de lande méso hygrophile à Erica ciliaris, de bruyère ciliée et Ulex minor, d'ajonc nain et de lande sèche à Erica cinerea, la bruyère cendrée, et la callune. L'enfrichement par Ulex europaeus, l'ajonc d'Europe, et Molinia caerulea, la molinie bleue, entraîne une fermeture du milieu et un appauvrissement floristique important. Cette zone joue, de plus, un rôle de refuge et de reproduction important.

#### Autres espaces verts
En 1992, la ville obtient sa première fleur au Concours des villes et villages fleuris. La seconde est attribuée en 1997, et la troisième en 2009. Plusieurs arbres remarquables (séquoia, chêne rouge d'Amérique…) existent dans le parc du lycée la Mennais.

## Urbanisme

### Typologie
Au 1er janvier 2024, Ploërmel est catégorisée petite ville, selon la nouvelle grille communale de densité à sept niveaux définie par l'Insee en 2022. Elle appartient à l'unité urbaine de Ploërmel, une agglomération intra-départementale regroupant deux communes, dont elle est ville-centre,,. Par ailleurs la commune fait partie de l'aire d'attraction de Ploërmel, dont elle est la commune-centre,. Cette aire, qui regroupe 19 communes, est catégorisée dans les aires de moins de 50 000 habitants,.

### Zonages d'études
Selon les zonages d'études définis par l'Insee, Ploërmel appartient à l'unité urbaine de Ploërmel (code 56216), à l'aire urbaine de Ploërmel (code 349), à la zone d'emploi de Ploërmel (code 5316) et au bassin de vie de Ploërmel (code 56165).

### Organisation territoriale et urbaine

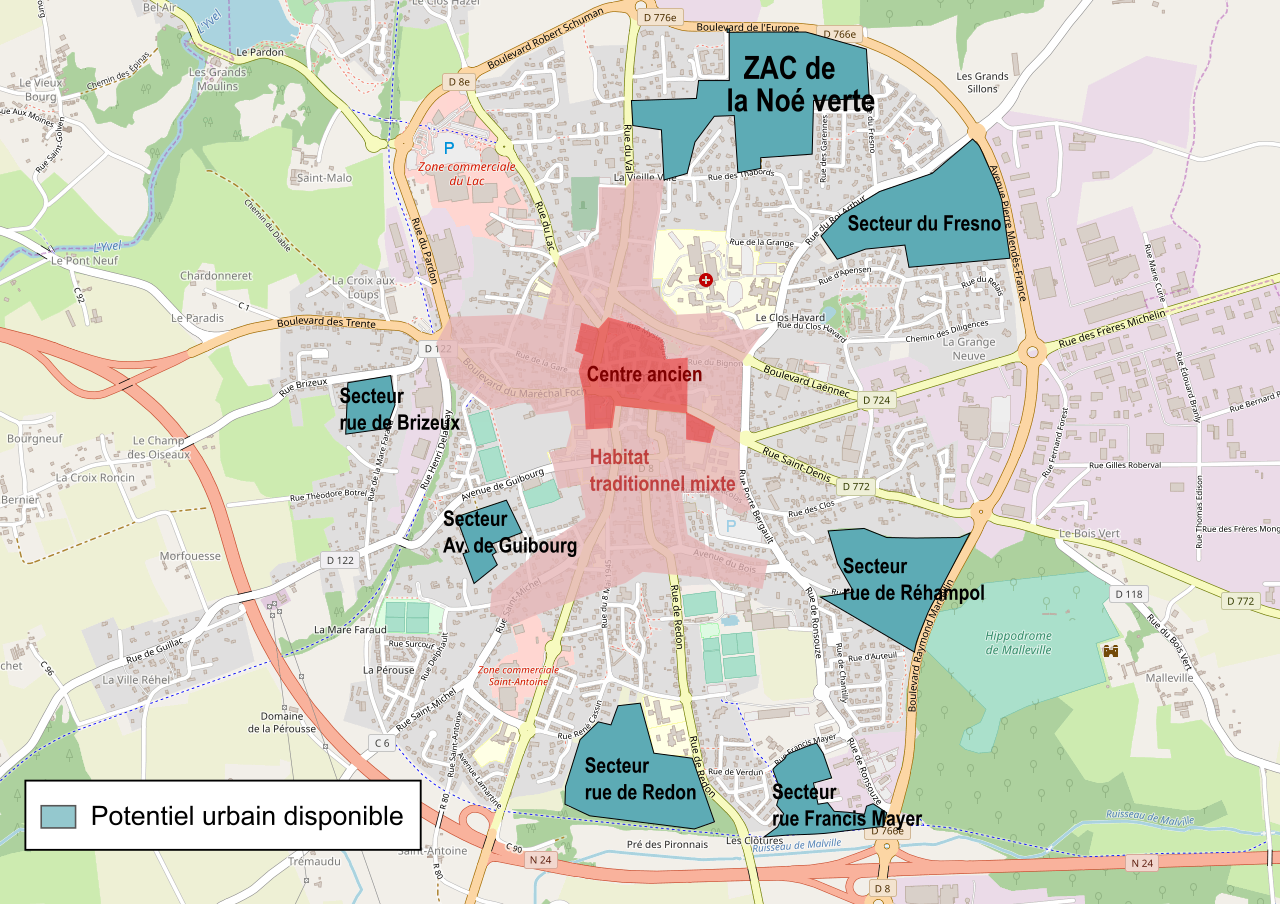
Carte de l'organisation urbaine de la ville de Ploërmel.

Malgré la cohérence urbaine de la zone agglomérée, la ville de Ploërmel se caractérise par un étalement urbain récent important notamment sur sa frange est. Si le bourg regroupe tout de même 70 % de la population communale, environ 110 hameaux, lieux-dits et fermes et un village (Saint-Jean-de-Villenard) ont été recensés sur la commune historique, auxquels il convient d'ajouter les hameaux de la commune déléguée qui présente également un habitat dispersé. De nombreux hameaux comptent plus de 100 habitants, comme les hameaux de Bézon, Malville, la Ville au Vy, le Roc Brien, la Couardière… Le seul village présent sur le territoire de la commune historique est celui de Saint-Jean de Villenard.
Concernant les perspectives d'urbanisation, le diagnostic réalisé en 2010 dans le cadre de l'élaboration du plan local d'urbanisme (PLU) de la commune historique, a mis en évidence une sous-densification notable de l'habitat sur l'ensemble du territoire communal au regard des moyennes départementales et un potentiel d'urbanisation très important. Il existerait ainsi à cette date une capacité théorique d'urbanisation de 1 100  à   1 500 logements a minima, du fait du potentiel d'extension en dents creuses et en extension très important dans les 29 hameaux inventoriés, à Saint-Jean de Villenard, mais aussi dans l'enveloppe urbaine de Ploërmel.
L’État, la région Bretagne, l’Établissement public foncier Bretagne et la Caisse des Dépôts ont lancé en 2016 un appel à projets visant à réinventer les villes et bourgs de Bretagne. Le projet « Ploërmel 2035 » fait partie des 70 projets retenus. Il prévoit différentes actions visant à aménager un grand centre-ville animé et attractif à l'horizon 2035.
Dans les années 2010-2020 le centre-ville est aménagé et la ZAC de la Noë verte est créée sur un périmètre de 15 ha (280 à 300 logements). Envisagé dès 2012, le projet d’aménagement des voies de desserte est présenté aux riverains en 2017, avant le début de ces travaux en juin 2017. La première phase de commercialisation est lancée à la fin de l'année 2018.

### Habitat et logement
L'habitat s'est développé depuis les années 1980 notamment dans le centre-ville de Ploërmel sous forme de lotissements mais aussi de quelques opérations d'habitat collectif. La plupart des hameaux a connu un développement depuis cette même période avec l'implantation de pavillons en linéaire des voies existantes. Dans le village de Saint-Jean de Villenard et les hameaux, l'habitat ancien est particulièrement typé. Le matériau unique est le schiste en moellons irréguliers en raison de la présence de carrières de schiste ardoisiers au lieu-dit Carrières de Cô. La toiture traditionnelle est à coyau en ardoises. Cette image patrimoniale a su être conservée dans certains hameaux tels que Roc Brien, Saint Maur.
Le tableau ci-dessous présente la répartition en catégories et types de logements à Ploërmel en 2015 en comparaison avec celles du Morbihan et de la France entière. Une caractéristique marquante du parc de logements est ainsi la très faible proportion des résidences secondaires et logements occasionnels (3,3 %) par rapport au département (17,9 %) et la France entière (9,5 %). Concernant le statut d'occupation de ces logements, 62,1 % des habitants de la commune sont propriétaires de leur logement (62,6 % en 2010), contre 67,6 % pour le Morbihan et 57,6 pour la France entière.
|                                                         | Ploërmel | Morbihan | France entière |
| ------------------------------------------------------- | -------- | -------- | -------------- |
| Résidences principales (en %)                           | 86,8     | 74,6     | 82,5           |
| Résidences secondaires et logements occasionnels (en %) | 3,3      | 17,9     | 9,5            |
| Logements vacants (en %)                                | 9,8      | 7,5      | 8              |

### Voies de communication et transports

#### Infrastructures routières

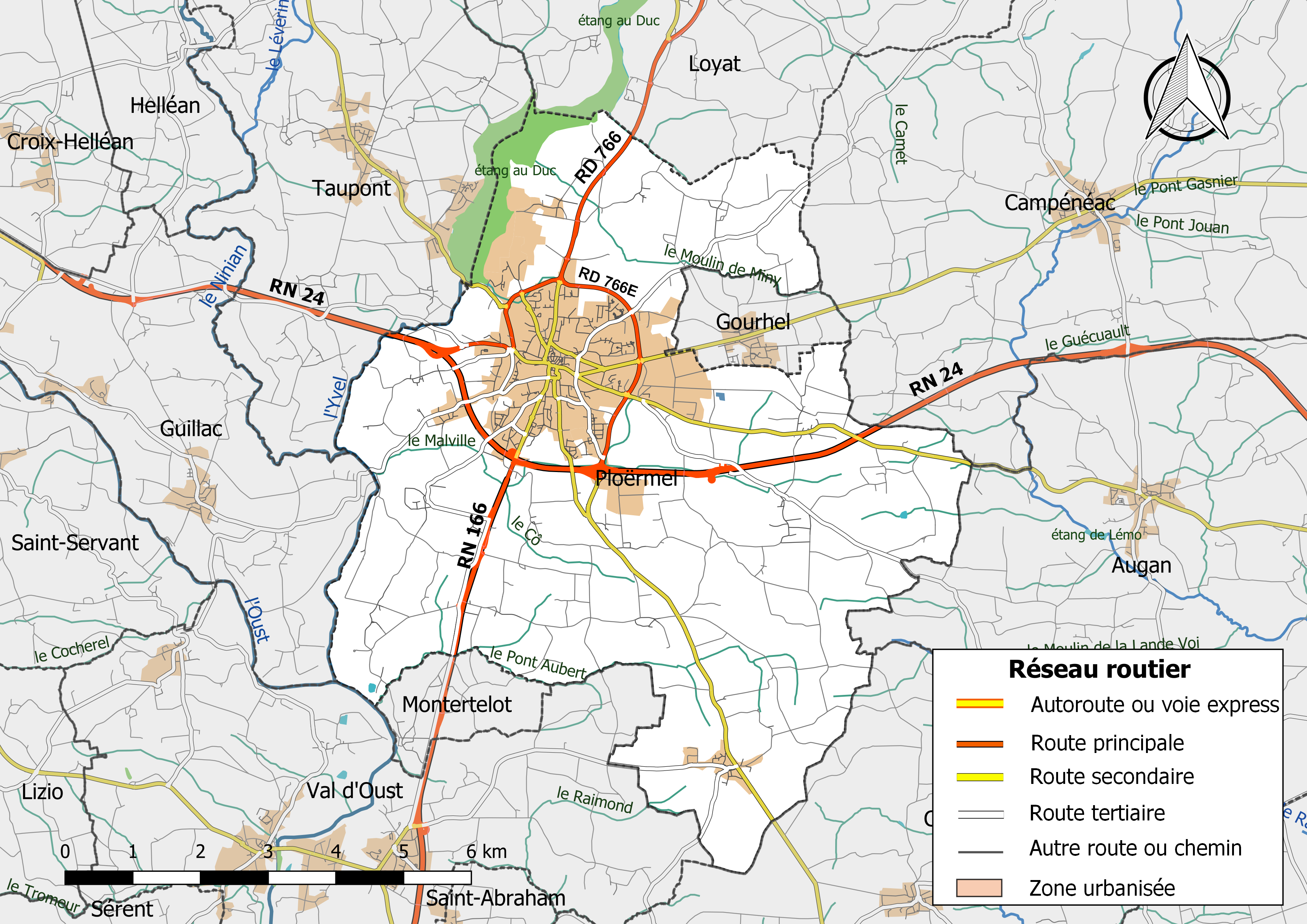
Carte du réseau routier de la commune de Ploërmel.

Ploërmel est traversée par deux axes routiers structurants à l'échelle de la Bretagne, calibrés en 2 x 2 voies : la RN 24, reliant Rennes à Lorient et traversant la commune d'est en ouest, et un axe nord-sud constitué de la RN166 au sud, reliant la commune à Vannes en direction du sud-ouest, et de la RD 766 au nord. La route nationale 24 (RN 24) a fait l'objet d'un aménagement intégral en voie express jusqu'aux portes de Rennes achevé en 1994 : la section Ploërmel-Josselin est réalisée entre 1973 et 1985, la déviation de Ploërmel est effectuée en 1987. En 2012 le trafic supporté par cette route était de 18 500 v/j à l'entrée ouest de Ploërmel, de 29 400 v/j dans la traversée de la ville et de 22 400 v/j à l'est. La route nationale 166 (RN 166), créée en 1824, est déclassée au nord de la ville le 1er février 1973 et devient la RD 766. L’amélioration du fonctionnement de l’échangeur de Saint-Antoine (RN24/RN166) à Ploërmel, un projet initialement inscrit au CPER 2000-2006, est prévu au contrat de plan État-région 2015-2020,,.
Les temps de parcours enregistrés pour les liaisons de la commune avec les pôles principaux sont les suivants : 55 min pour Ploërmel-Rennes, 40 min pour Ploërmel-Vannes, 1 h pour Ploërmel-Lorient, 30 min pour Ploërmel-Saint-Méen-le-Grand.

#### Transports en commun
Deux lignes structurantes de transport en commun par autocar du réseau régional BreizhGo (anciennement Transport Interurbain du Morbihan) desservent la commune : la ligne régionale interdépartementale Rennes-Pontivy qui dessert Guer, Ploërmel et Josselin et la ligne régionale BreizhGo morbihannaise no 4, liant Ploërmel à Vannes.
Par ailleurs, la communauté de communes Ploërmel Communauté a mis en service le 1er septembre 2018 un nouveau service de transports de commun local par minibus, le Réseau intercommunal de voyage (RIV), desservant neuf communes, dont Ploërmel. Il y a la possibilité de transporter son vélo sur les porte-vélo a l'arrière de bus sur les lignes désignées. L'établissement public souhaite faciliter la mobilité sur son territoire. Le dispositif comprend également la mise à disposition des usagers de services de location de vélos électriques ou de voitures, ainsi que la possibilité de covoiturage. Mis en service à titre expérimental, un bilan sera fait après un an d’exploitation,.
La commune n’est par contre pas directement desservie par une ligne voyageurs SNCF. La gare de Ploërmel, qui a été en service de 1881 à 1991 est, depuis 2002, située sur la voie verte Mauron Questembert qui doit relier Saint-Malo à Arzal[réf. à confirmer]. Deux axes ferrés majeurs bretons encadrent toutefois au large la commune : au nord, la ligne de Paris à Brest et, à l'est et au sud, la ligne entre Rennes et Quimper, via Redon et Vannes.
Dans le domaine du transport aérien, la commune est desservie par l'aérodrome de Ploërmel - Loyat, situé 8 km au nord-nord-est de Ploërmel, sur la commune de Loyat. Il s'agit d'un aérodrome civil, ouvert à la circulation aérienne publique (CAP) et utilisé pour la pratique d'activités de loisirs et de tourisme (aviation légère).

### Risques naturels et technologiques

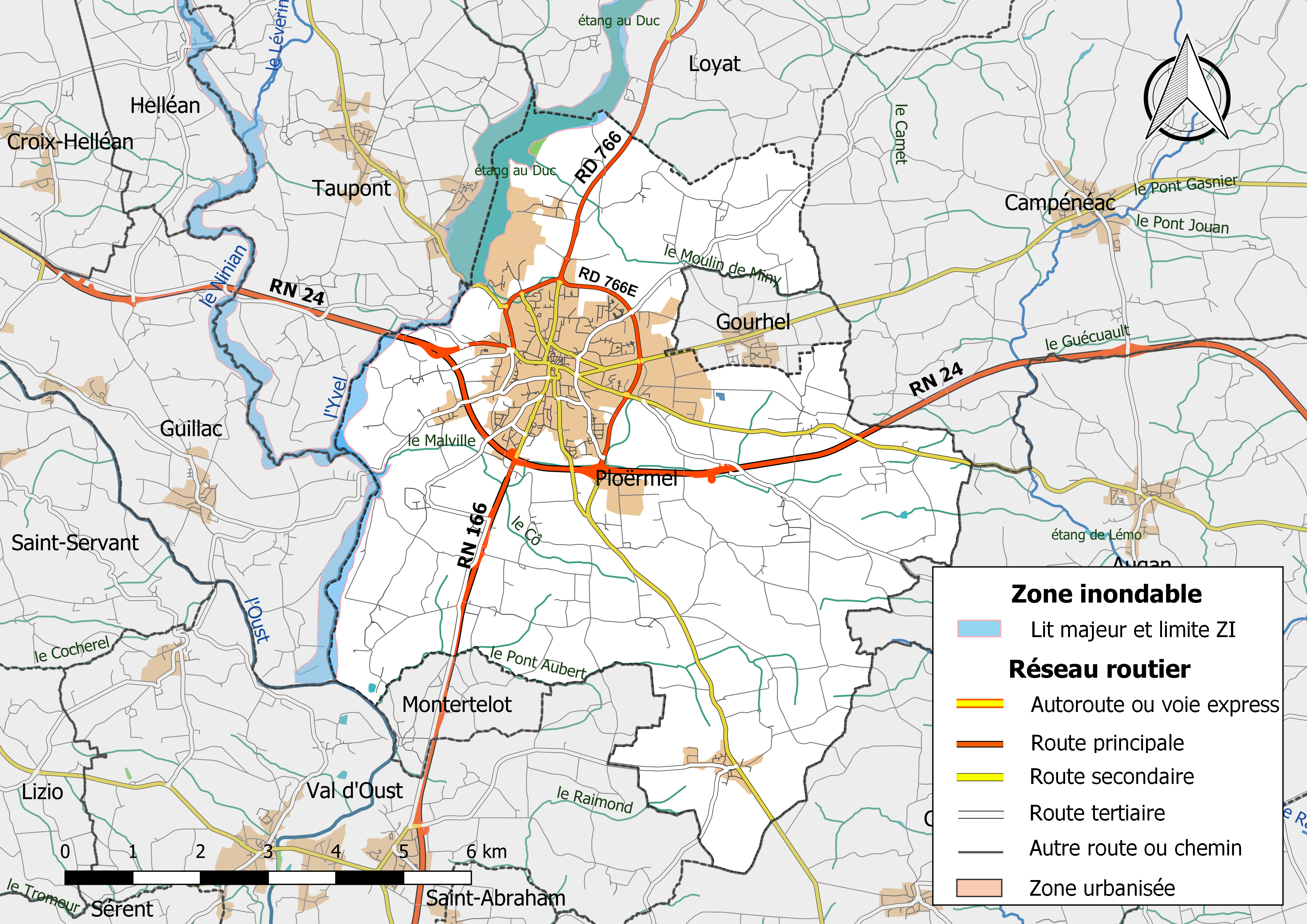
Carte indicative des zones inondables (Ninian et Yvel) de la commune de Ploërmel.

La commune de Ploërmel est vulnérable à différents aléas naturels : inondations (par débordement du Ninian ou de l'Yvel), climatiques (hiver exceptionnel ou canicule), mouvements de terrains ou sismique (sismicité faible). Elle est également exposée à deux risques technologiques : le transport de matières dangereuses et le risque de rupture de barrage.
Entre 1999 et 2018, dix arrêtés ministériels portant ou ayant porté reconnaissance de catastrophe naturelle ont été pris pour le territoire de la commune de Ploërmel dont neuf pour des inondations et coulée de boue et un pour tempête.
Les cours d'eau le Ninian et l'Yvel, sont susceptibles de déborder en cas de fortes intempéries et d'affecter la partie sud-ouest du territoire communal. Les zones inondables ont été répertoriées dans l'atlas départemental des zones inondables élaboré en 1995. Un plan de prévention du risque inondation (PPRI) a été prescrit le 11 mai 2001 pour l'ensemble du bassin de l'Oust (dont le Ninian et l'Yvel sont des affluents), concernant 26 communes (lors de son approbation, dont Ploërmel) et approuvé le 16 juin 2004,. L'ensemble des prescriptions définies dans le PPRI s'impose au plan local d'urbanisme de la commune.
Si l'ensemble du département est en zone de sismicité faible, le BRGM a néanmoins recensé deux épicentres de séismes sur la commune. Le premier est localisé à proximité du lieu-dit La Touche et correspond à l'épicentre du séisme du 8 novembre 1965 d'intensité 5, c'est-à-dire un séisme avec de fortes secousses. Le second se situe à proximité de la zone agglomérée et correspond au séisme du 1er janvier 1749. Son intensité n'est pas précisée.
Dans le domaine des risques technologiques, la commune est concernée par le transport de matières dangereuses, en raison du passage sur la commune d'itinéraires structurants supportant un fort trafic (la RN 24, la RN 166 et la RD 766) et de la présence de canalisations de gaz haute pression dans son sous-sol. Elle est aussi concernée par le risque de rupture de barrage du fait de la présence de la retenue de l'étang au Duc, classée en catégorie C,,. En cas de rupture de cette digue, les terres en aval seraient inondées.
Un plan communal de sauvegarde a été élaboré par la commune et publié en février 2014. Il établit le diagnostic des risques et définit l'organisation prévue pour assurer l'alerte, l'information, la protection et le soutien de la population en cas de crise liée à un événement majeur.

### Qualité de l’environnement
L'urbanisation du territoire et les activités humaines ont un impact sur l'environnement et contribuent à la dégradation de la qualité des eaux, des sols, de l'air ou génèrent des nuisances comme le bruit. Différentes mesures de planification, de prévention ou de protection permettent de limiter cet impact ou d'améliorer la qualité de l'environnement.

#### Eau
En France, la gestion de l’eau, soumise à une législation nationale et à des directives européennes, se décline par bassin hydrographique. Ploërmel est située dans le bassin Loire-Bretagne. Chaque bassin élabore un document de planification dans le domaine de l’eau, le schéma directeur d'aménagement et de gestion des eaux (Sdage), faisant un état des lieux et visant à atteindre un objectif de qualité des eaux à un horizon donné en mettant en place certaines mesures. Depuis 2000, la directive européenne cadre sur l’eau (DCE) impose de parvenir au bon état écologique. 42 % des masses d’eau du Morbihan sont en bon état, l'objectif est d'atteindre 76 % en 2021. Dans le secteur de Ploërmel, l’état écologique des masses d’eau superficielles (étang au Duc et cours d’eau) était en 2013 moyen et l’état chimique des masses d’eau souterraines était médiocre.
Pour atteindre le bon état, des actions doivent être mises en œuvre à niveau de planification plus restreint que le Sdage, à savoir le schéma d'aménagement et de gestion des eaux (SAGE), fondé sur une unité de territoire où s’imposent une solidarité physique et humaine (bassins versants, nappes souterraines, estuaires…). La commune est dans le périmètre du SAGE Vilaine, couvrant six départements et 534 communes, prescrit en 1995 et approuvé en 2003, puis révisé en 2015.
Le programme de mesures 2016-2021 vise à atteindre les objectifs assignés à l’horizon 2021.

#### Sols
Concernant les sols, le ministère de la Transition écologique et solidaire (MTES) met à disposition du public la base de données BASOL sur les sites et sols pollués (ou potentiellement pollués) appelant une action des pouvoirs publics, à titre préventif ou curatif. Sur le territoire de la commune de Ploërmel, un site est répertorié, celui de la société Aciéries API. Cette société a été autorisée à exploiter une fonderie en 1971, puis a cessé partiellement son activité en juillet 2014. Les zones déclassées ont fait l'objet de dépôts de sables de fonderie, laissés en place, autorisés par arrêté préfectoral du 22 octobre 1997.

#### Bruit
À Ploërmel, comme dans toutes les communes françaises, les dispositions de la loi du 31 décembre 1992 relative à la lutte contre le bruit sont susceptibles de s'appliquer. En effet, certaines infrastructures de transports doivent être classées suivant leur impact sonore. Il s'agit des routes supportant plus de 5 000 véhicules/jour au moment du classement ainsi que les projets routiers pour lesquels les prévisions de trafic à la mise en service sont également supérieures à 5 000 Véh/j, mais aussi les voies ferrées supportant plus de 50 trains par jour. L’arrêté du 4 mai 2018 précise les routes concernées et les prescriptions imposées. Il s’agit des RN 24 et 166, des RD 724 et 766E et de la voie communale Boulevard des Trente.

## Toponymie
Le toponyme Ploërmel serait issu, selon la plupart des auteurs, du préfixe ploe-, dérivé du latin plebs, suivi de la forme contractée de l'hagionyme Arthmaël,.
La plebs fait son apparition dans les textes bretons au IXe siècle. Environ cent soixante communes portent actuellement un nom composé du préfixe ploe-.
Arthur de La Borderie, historiographe breton, définit la plebs ou plou comme une structure clanique. Mais cette thèse est contredite par Joseph Loth, linguiste et historien français pour qui la plou était une structure religieuse et non civile, mise en place par des moines missionnaires bretons. Son élève, René Largillière, développa cette idée en 1925en étudiant les noms de lieux formés à partir du préfixe ploe- dans l’archidiaconé de Plougastel. Il établit que les toponymes comme Ploërmel contiennent tous comme second élément un nom d’homme et plus précisément un hagionyme, qui peut être identifié au fondateur de la plou : Ploërmel (plebs Arthmaël) serait la plebs fondée par le saint Armel,.
Plebs Arthmael apparaît dans le Cartulaire de Redon en 835 puis Plebe Arthmael en 858
et en 859. Dans une chronique datant de 1175, rapportée par Robert de Torigni dans un ouvrage publié par Léopold Lelisle en 1872, la paroisse apparaît sous le nom de Ploasmel dans un texte relatant le fait que Geoffroy, duc de Bretagne, s’empare alors des places qu’Eudon avait dans son dominium depuis le déclenchement de la révolte, à savoir Vannes, Ploërmel, Auray et à moitié de la Cornouailles.
KerOfis, la base de données du service Patrimoine linguistique et signalisation de l'Office public de la langue bretonne, recense diverses autres formes anciennes du toponyme (Plormel, Ploismel, Plosmel, Plormel, Ploarmel, Ploermel) jusqu'à la fixation du toponyme à la fin du XVe siècle.
Pyeurmè en gallo.

## Histoire

### Préhistoire

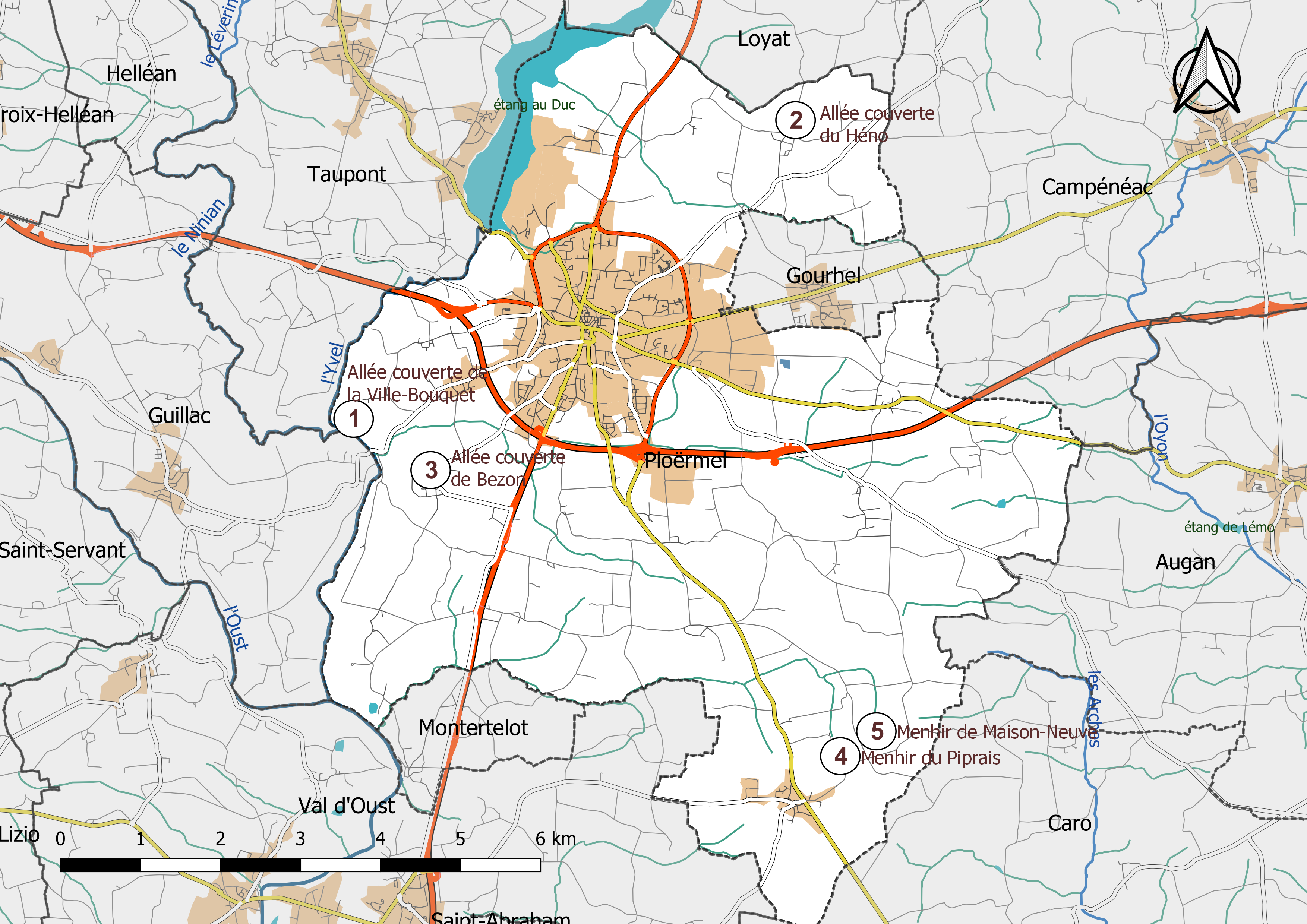
Carte des mégalithes situés sur le territoire de la commune de Ploërmel.

Plusieurs monuments mégalithiques remarquables attestent de l'occupation du territoire communal à l'époque du néolithique (de 5 000 à 3 000 ans av. J.-C.). Il s'agit des allées couvertes de la Ville-Bouquet au sud-ouest du territoire communal et du Hino au nord-est, d’un dolmen qui se situe près du hameau de Bezon et de deux menhirs situés sur le territoire de la commune déléguée de Monterrein, les menhirs de Maison-Neuve et de Piprais.
Cette période de la préhistoire se caractérise par les développements de l’agriculture (élevage, cultures) induisant la sédentarisation, de l’utilisation de la pierre polie, de la céramique et du mégalithisme (particulièrement dans la région). Selon une étude archéologique pluridisciplinaire exécutée en 1989, les hommes du néolithique récent édifient en forêt de Paimpont et dans ses abords l'Hotié de Viviane (dit le tombeau des Druides) et le jardin aux Moines en milieu semi-boisé, à l'écart de toute zone d'activité, et parallèlement les allées couvertes de la Ville-Bouquet et du Hino sont construites dans un milieu très ouvert, où règne une immense activité agricole (pâturages, cultures céréalières),.

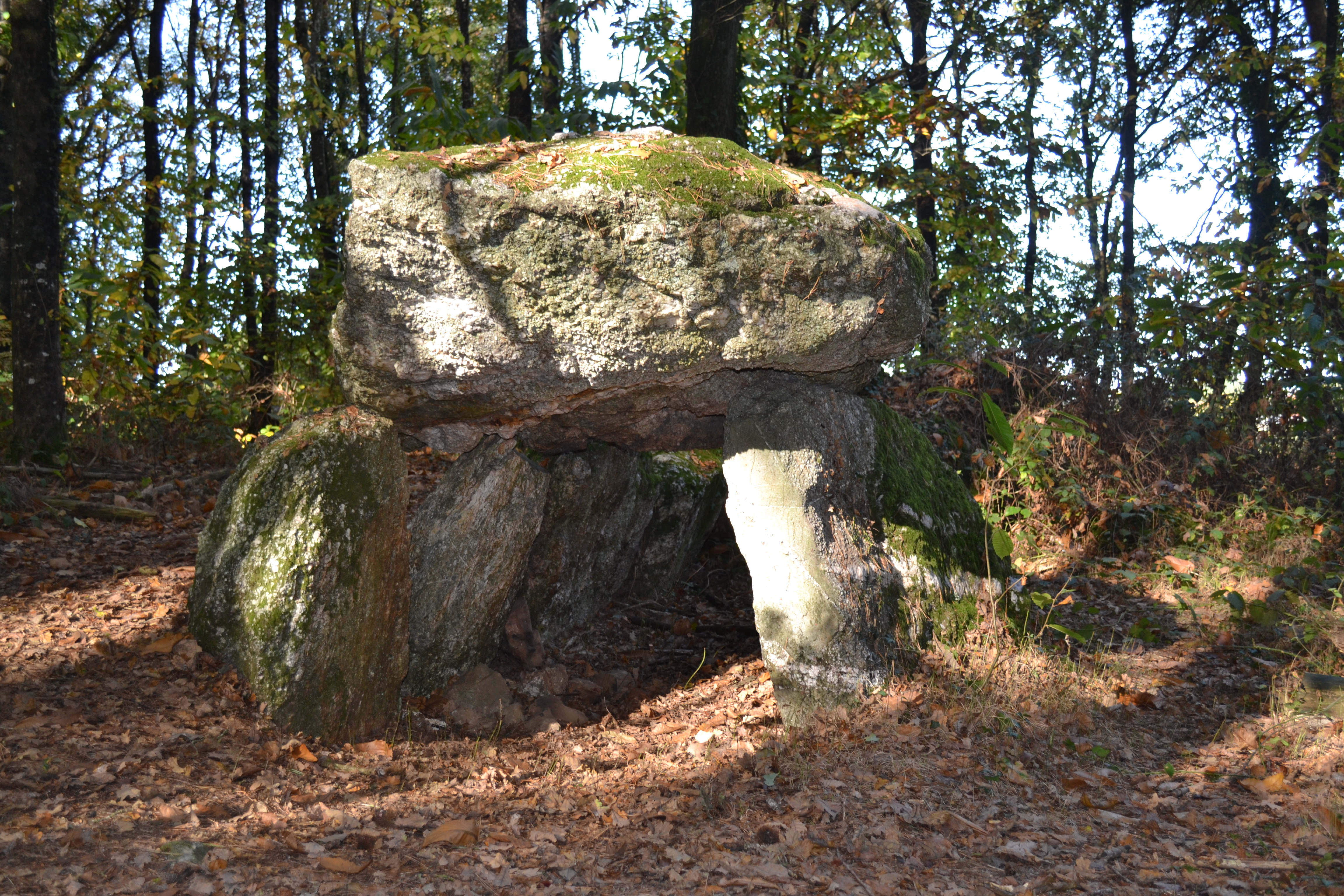
Allée couverte de la Ville-Bouquet.
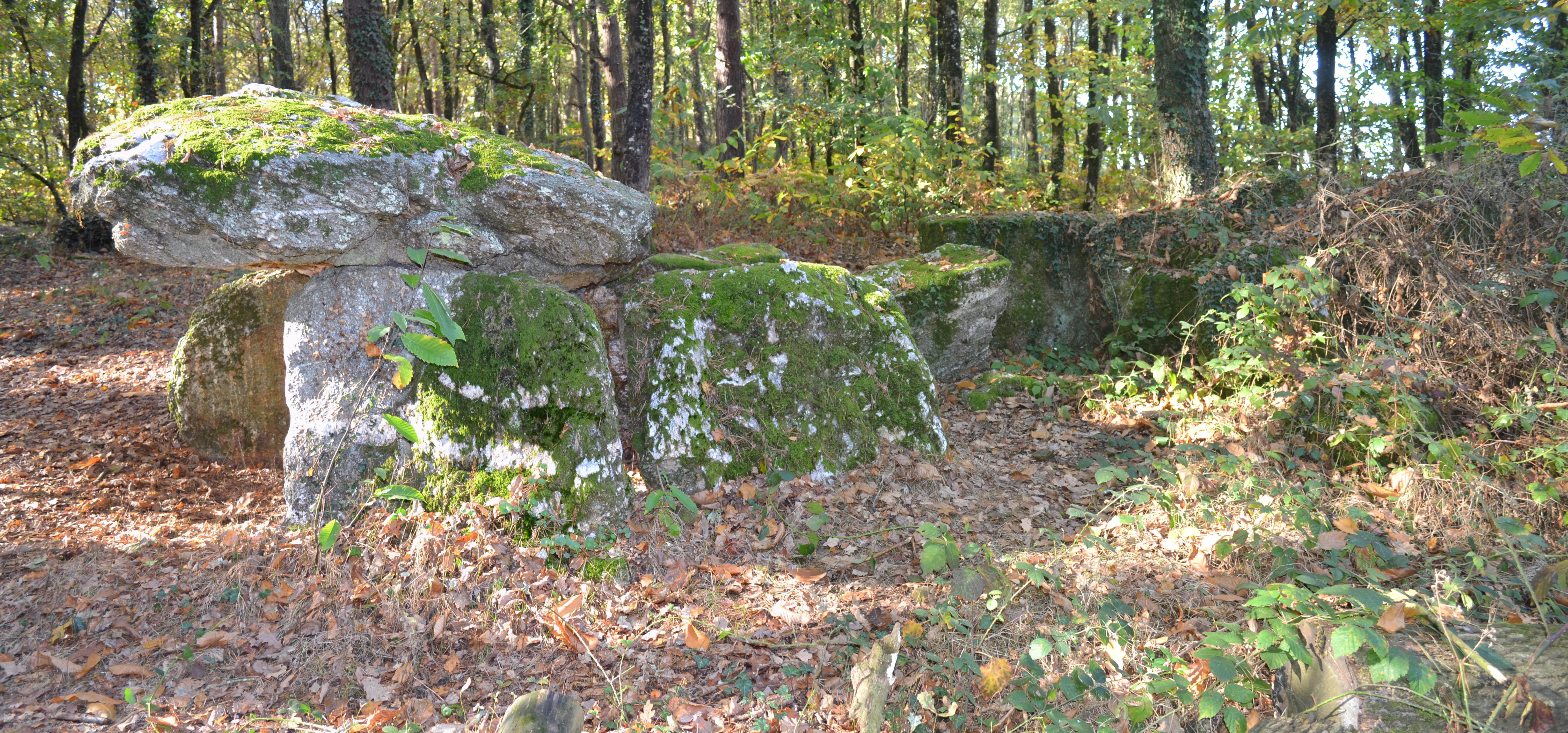
Allée couverte de la Ville-Bouquet.
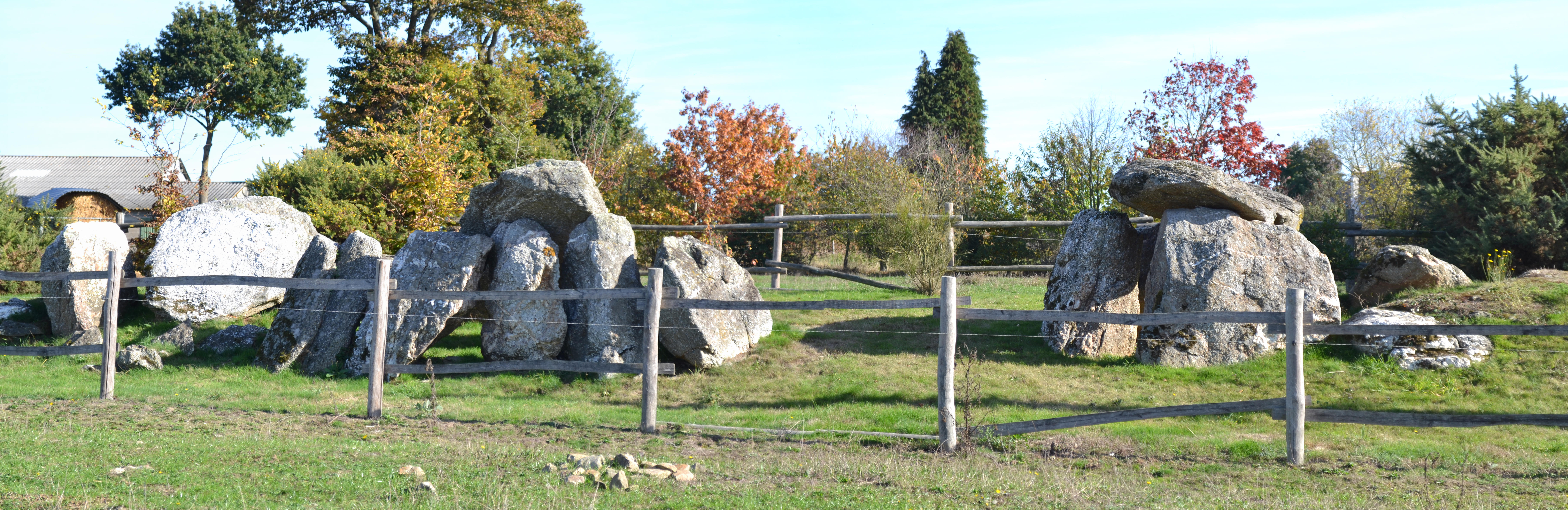
Allée couverte de Haut-Bézon.
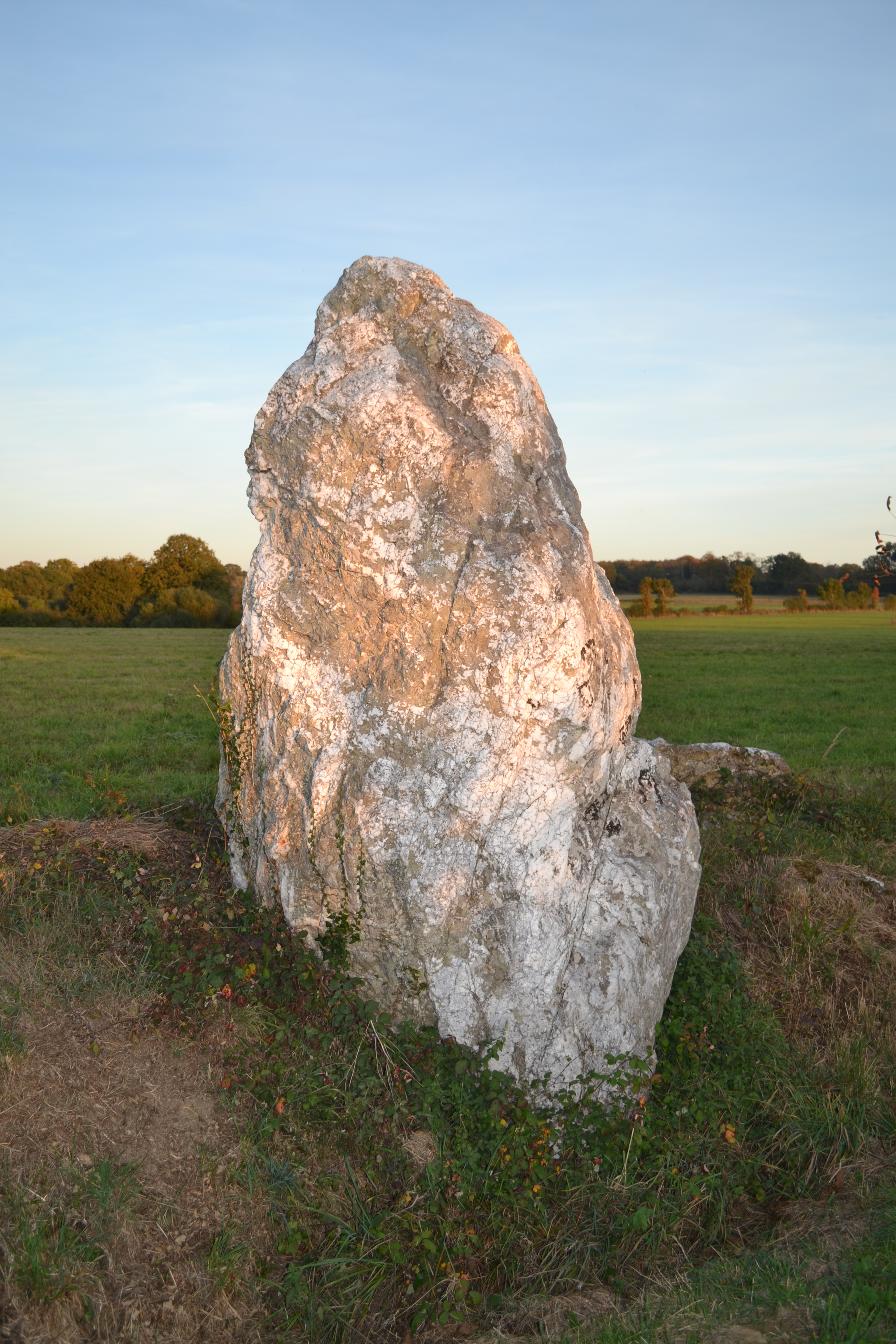
Menhir de la Maison-Neuve.
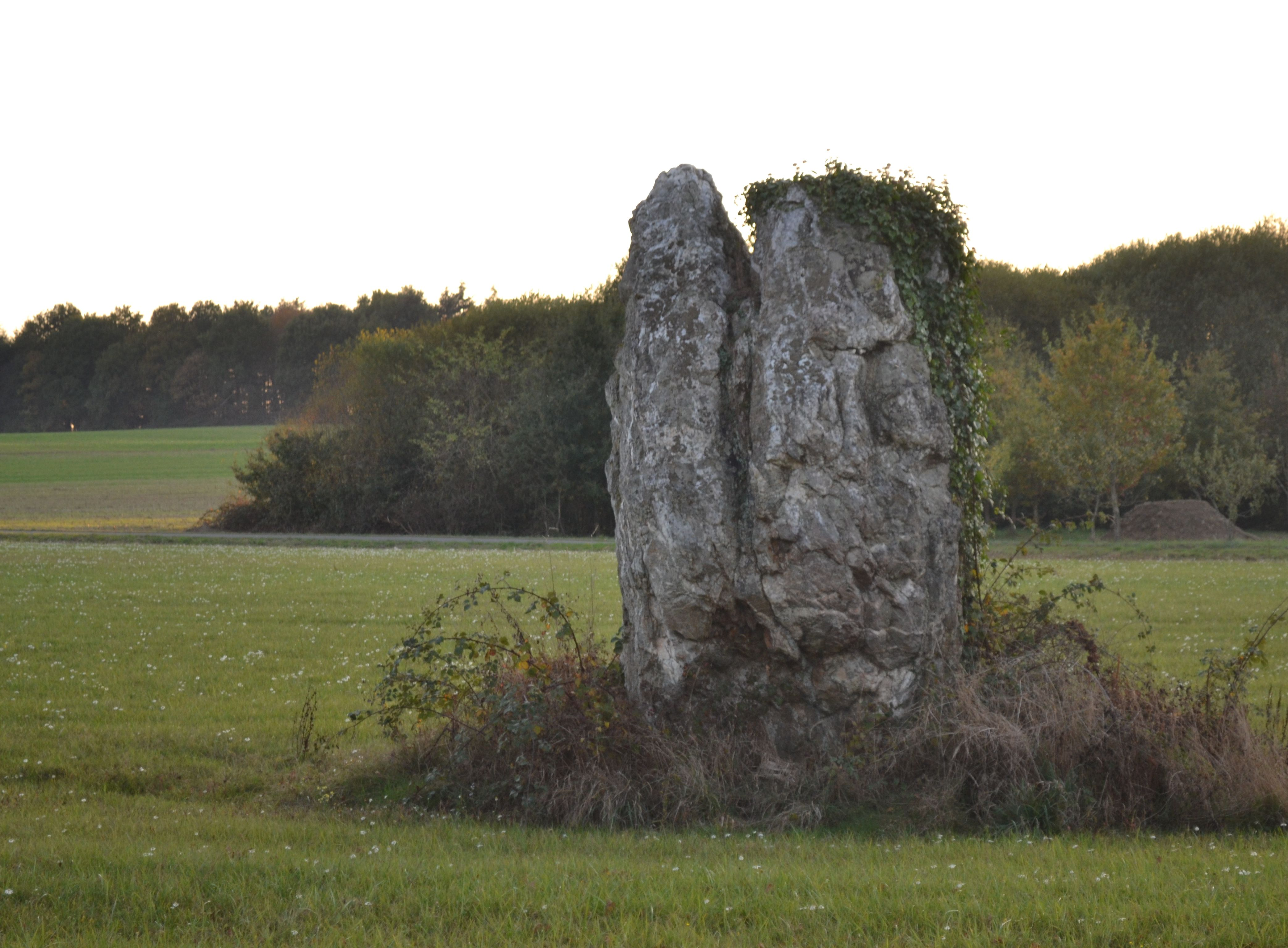
Menhir du Piprais.

### Protohistoire et Antiquité
La période de l'âge du bronze (de 3 000 à 1 000 ans av. J.-C.), caractérisée par un usage important de la métallurgie du bronze utilisé pour les armes, mais aussi dans les outils et les bijoux, se manifeste à Ploërmel sous la forme d'artefacts, notamment des haches à douilles. Aucun monument n'a toutefois été répertorié à ce jour.
Différents indices d'occupation antique ont pu être relevés. L'aménagement de la déviation du camp de Coëtquidan (RN 24) en 1992 a ainsi mis en évidence dans l'environnement immédiat du site de Saint-Jean, à l'est du bourg, la présence d'un vaste gisement gallo-romain.
Plus récemment, un diagnostic d'archéologie préventive a été réalisé en 2009 aux abords de la zone industrielle de la Lande du Moulin, au vu de la présence de réseaux fossoyés et /ou de système d'enclos repérées par avion. Deux occupations ont pu être datées. La première concerne un enclos vraisemblablement quadrangulaire, se rattachant à la période gallo-romaine. La seconde concerne un long fossé curviligne que l'on peut attribuer à la fin du second Âge du fer. Un troisième fossé, à angle ouvert arrondi, pourrait être de cette même période. Par ailleurs, les traces d'une activité métallurgique ont été repérées, sans qu'il ait été possible de la dater précisément. Cependant, vu la nature des vestiges et la faible densité de scorie récoltée, cette activité est attribuée à la période gauloise.

### Moyen Âge

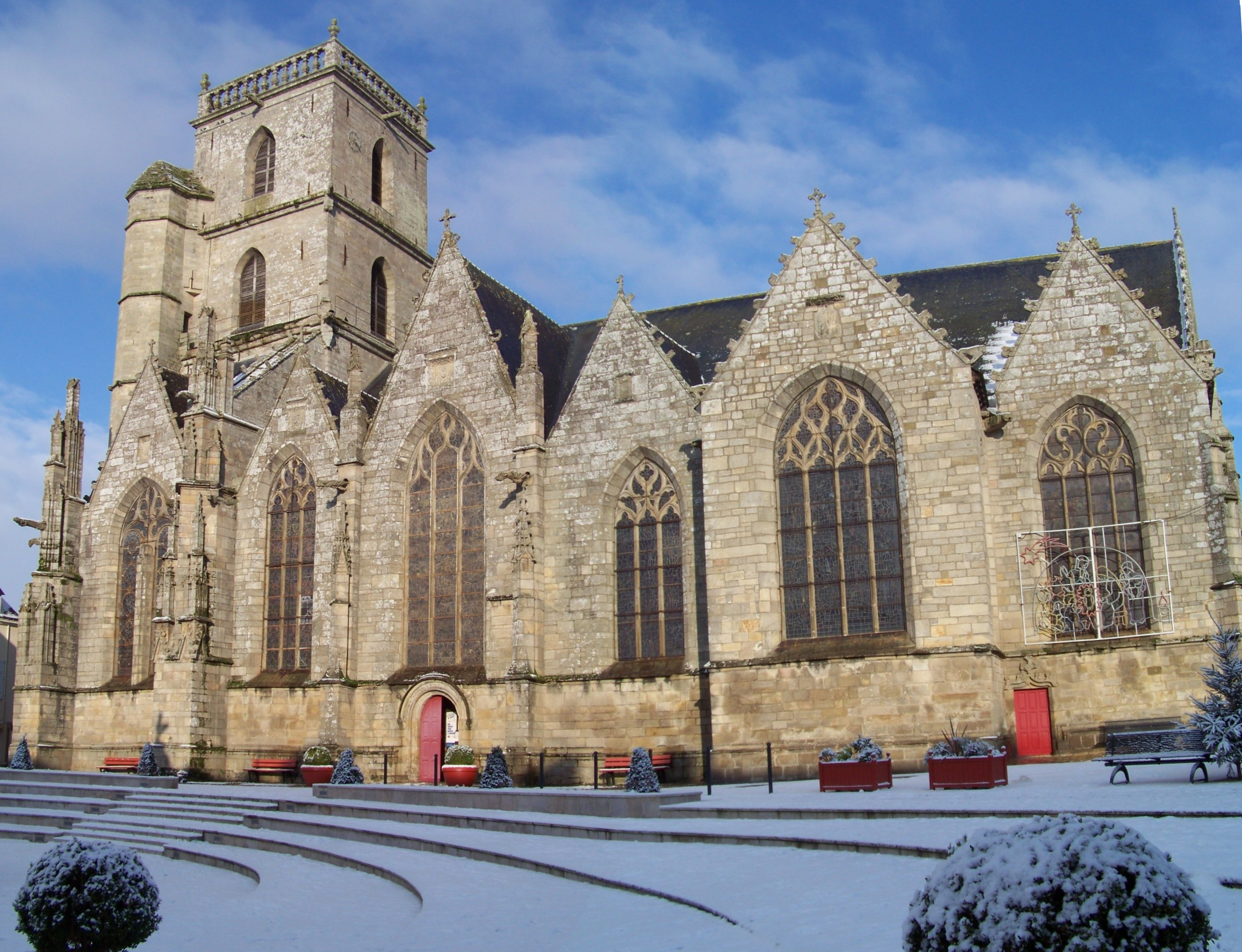
Vue du monument le plus emblématique et le plus important de Ploërmel : l'église Saint-Armel (XVe siècle) qui abrite la sépulture des ducs Jean II et Jean III de Bretagne.

#### Ploërmel, ville ducale

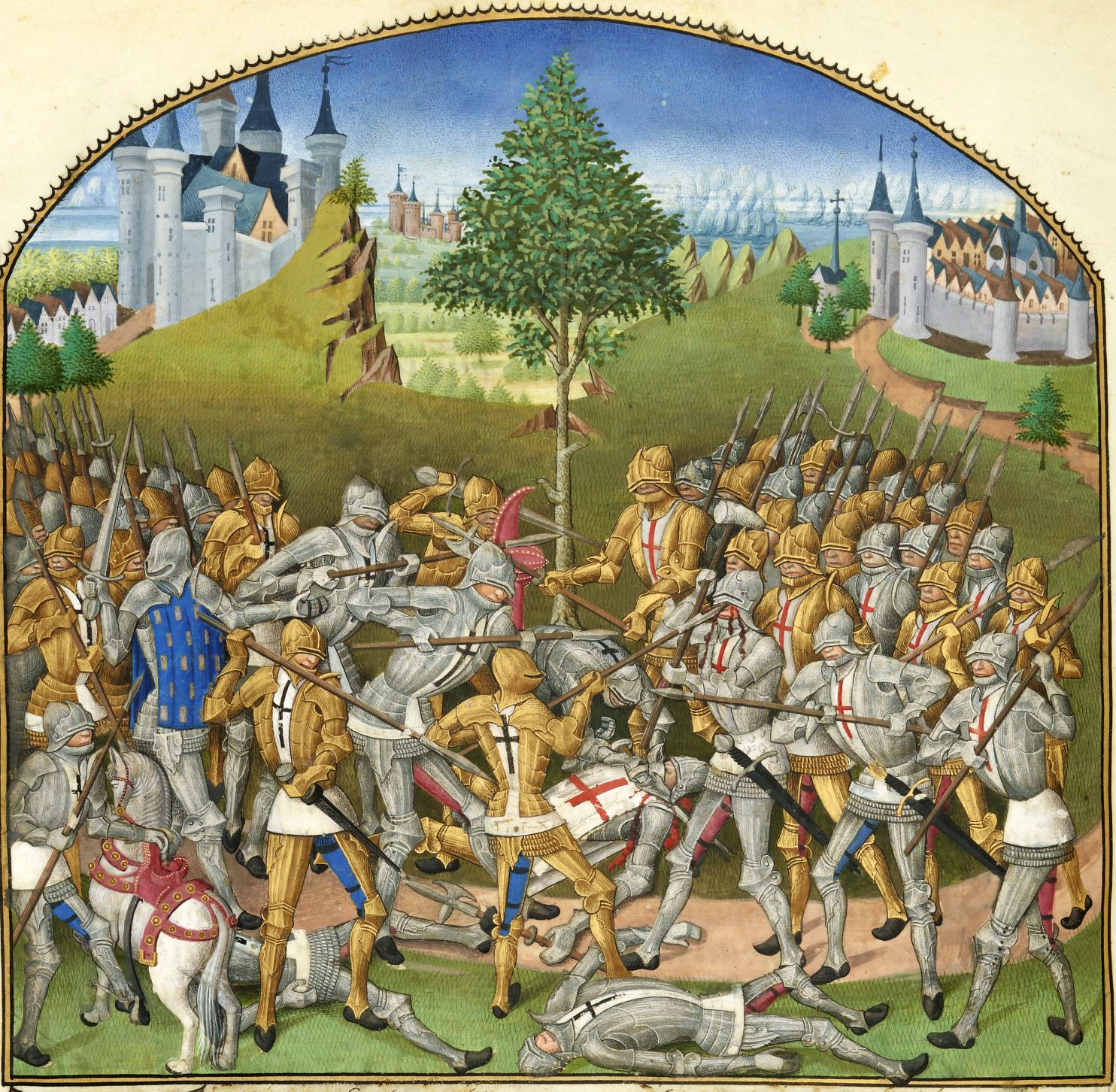
Le combat des Trente entre Ploërmel et Josselin, les deux villes représentées ?

À la fin du XIIe siècle, Ploërmel avec sa modeste châtellenie qui s'étend sur une dizaine de paroisses, est l'une des composantes de l'important domaine du duché de Bretagne, la seule alors du centre Bretagne. Mais les historiens ne sont pas d'accord sur les origines de ce rattachement. Pour certains, Ploërmel aurait d'abord appartenu à la vaste seigneurie du Porhoët, et ce dès au moins le XIe siècle. Puis, dans les années 1160, la ville aurait été saisie par le roi d'Angleterre, Henri II, qui l'aurait alors annexée au domaine ducal. Quelques années plus tard, en 1169, le fils du monarque, Geoffroy II, s'y fait d'ailleurs couronner duc de Bretagne. Pour d'autres, retenant cette même première origine du XIe siècle, le rattachement aurait eu lieu à la mort du duc Conan III en 1148, par le vicomte de Porhoët qui avait épousé Berthe, la fille du duc. Pour d'autres enfin, Ploërmel aurait appartenu au duché avant même ces différents épisodes, car il est dit dans un acte instrumenté par Conan III, entre 1116 et 1148, que les habitants de Ploërmel dépendent directement de lui, une position qui semble prévaloir actuellement.
Jean Ier de Bretagne tient son parlement général à Ploërmel en 1240 et son fils, Jean II, y établit un couvent des Carmes en 1272, l'un des premiers en France. C'est dans cet établissement que sa dépouille est enterrée en 1305 et que le cœur de son fils, Arthur II, est déposé en 1312. Jean II également, en 1341, y est inhumé. Pendant la guerre de Succession de Bretagne, qui dure de 1341 à 1364, la ville se range du côté de Jean de Montfort et fait l'objet de deux sièges, en 1342 et 1346. Elle est d'abord prise par Charles de Blois puis, défendue par Arnoul d'Audrehem, elle est enlevée par le roi d'Angleterre et reste ensuite pendant longtemps au pouvoir des Anglais. Pendant cette période, a lieu le fameux combat des Trente qui se déroule le 26 mars 1351 au lieu-dit le Chêne de Mi-voie, à mi-chemin entre Ploërmel et Josselin. Les réunions des États de Bretagne n'avaient pas de lieu fixe et ont été tenues à plusieurs reprises à Ploërmel. D'après un document de la DRAC (direction régionale des Affaires culturelles), de provenance inconnue, les états de Bretagne siégèrent au moins treize fois à Ploërmel, en 1240, 1309, 1315, 1394, 1408, 1411, 1428, 1442, 1498, 1521, 1523, 1580, 1587 et 1606. En 1240, le duc de Bretagne ordonne l’expulsion de tous les juifs du duché dans une ordonnance signée à Ploërmel. Par ailleurs, de 1348 à 1350, la ville subit, comme presque toute l'Europe, les ravages de la peste noire.
Après une période d'accalmie, Ploërmel se retrouve à nouveau au cœur des conflits qui traversent le duché. En 1487, l'armée française l'assiège, s'en empare et la pille. La ville est reprise l'année suivante mais, ne disposant pas d'assez de soldats pour la garder, le duc ordonne d'abattre une partie de ses murailles pour empêcher l'ennemi de s'y établir.

### Époque moderne

#### XVIesiècle: la Renaissance
Devenue ville royale, Ploërmel demeure chef-lieu de l'une des plus vastes sénéchaussées de l'ancien duché. Le roi s'y rend en visite en 1564. Un synode provincial réformé s'y tient en février 1565. Le rapport de ce synode nous renseigne sur un calvinisme breton à son apogée : 23 communautés, y compris deux Églises dites « domestiques », car entièrement financées par les seigneurs du lieu, François d’Andelot et Charles du Quélennec (Pont-l'Abbé). Après le massacre de la Saint-Barthélemy, les troubles religieux qui avaient jusqu'alors épargné la Bretagne vont s'aggraver. Les Réformés prévoyant d'organiser un synode pour Pâques 1581 dans la ville sont obligés de l'annuler par suite de l'opposition des habitants.
Sur le plan de l'organisation judiciaire, la Barre de Ploërmel était autrefois la première et la plus considérable de Bretagne. Le roi Henry II l'érige même en présidial en 1551, avec les mêmes pouvoirs que les présidiaux de Rennes, de Nantes, de Vannes et de Quimper. Mais cette haute magistrature n’eut à Ploërmel qu’une existence éphémère, ce présidial est rattaché à celui de Vannes par édit royal du 10 août 1552. Il en est de même de la grande Maîtrise des eaux et forêts, établie à Ploërmel en 1555, et transférée ensuite à Hennebont.

#### XVIIeetXVIIIesiècles
Ploërmel conserve, au XVIIIe siècle, sa structure de petite ville médiévale avec un centre ceinturé de murailles et des faubourgs en étoile, autour desquels ont trouvé place les enclos des monastères. Il n'y a pas de quartier neuf ayant pu attirer la bourgeoisie aisée et la structure sociale correspond à la structure topographique où le centre gravitant autour de l'église et des halles reste pour tous un lieu privilégié. Une étude réalisée en 1964 permet de mieux connaître la vie économique et sociale à Ploërmel avant la Révolution. La noblesse résidant dans le bourg est peu nombreuse et son influence s'avère médiocre. Les personnes les plus importantes de la bourgeoisie, classe sociale composée des fonctionnaires, des hommes de lois et des gens de finance, sont le sénéchal, le procureur du roi et l'alloué. Parmi les marchands, les plus taxés sont les aubergistes, mais leur situation de fortune est assez médiocre en comparaison de celle de ceux de villes plus importantes. De nombreux métiers sont représentés dans le bourg. Dans le domaine de l'habillement sont présents des tisserands, des cordonniers, des castotiers, des chapeliers, des lingères, des fileuses de laine, des fileurs, un couturier, un teinturier, des blanchisseuses. Ploërmel est en particulier le principal centre de l’activité des castotiers. Ces artisans fabriquent le castot, une étoffe de tiretaine, grise, vulgaire, mais épaisse, chaude et pratiquement inusable, fabriquée dans des moulins à tan à partir de chiffons de bonne qualité. Pour la construction sont présents des maçons, un tailleur de pierres et pavés, des menuisiers, un tourneur, des couvreurs, des charpentiers, des serruriers, des vitriers, un cloutier, un forgeron. On trouve par ailleurs deux selliers, un charretier, des maréchaux-ferrants, des perruquiers, des tonneliers, un horloger, un tanneur et un blanconnier. Les meuniers occupent une place spéciale avec les moulins du Roi et les moulins seigneuriaux de Gourhel et de Malleville.
En mai 1795, une bande de chouans conduite par Boulainvilliers coupa les arbres de la liberté dans les paroisses autour de Montfort, Josselin et Ploërmel.

### Époque contemporaine

#### De la Révolution française à la fin duXIXesiècle
Avec la réorganisation territoriale engagée après la Révolution, la commune est dans un premier temps rattachée au district de Ploërmel de 1790 à 1795. La Constitution du 5 fructidor an III, appliquée à partir de vendémiaire an IV (1795) supprime les districts, rouages administratifs liés à la Terreur, mais maintient les cantons qui acquièrent dès lors plus d'importance. Sous le Consulat, un redécoupage territorial visant à réduire le nombre de justices de paix est opéré. La commune, orthographiée Ploermel dans l'arrêté du 3 brumaire an X (25 octobre 1801), est alors chef-lieu d'arrondissement communal et chef-lieu de justice de paix et donc de canton.
Le décret impérial du 16 décembre 1811 définit une nouvelle classification des routes et établit en particulier une liste de 229 routes impériales, dont font partie sur la commune les routes no 27 (de Paris à Lorient), 184 (d'Ancenis à Landerneau) et 186 (de Vannes à Dinan). Après la chute de l'Empire en 1815, les routes impériales deviennent routes royales, puis le 10 juillet 1824 routes nationales. La commune est alors traversée par la route nationale 24 (RN 24) et la route nationale 166 (RN 166).

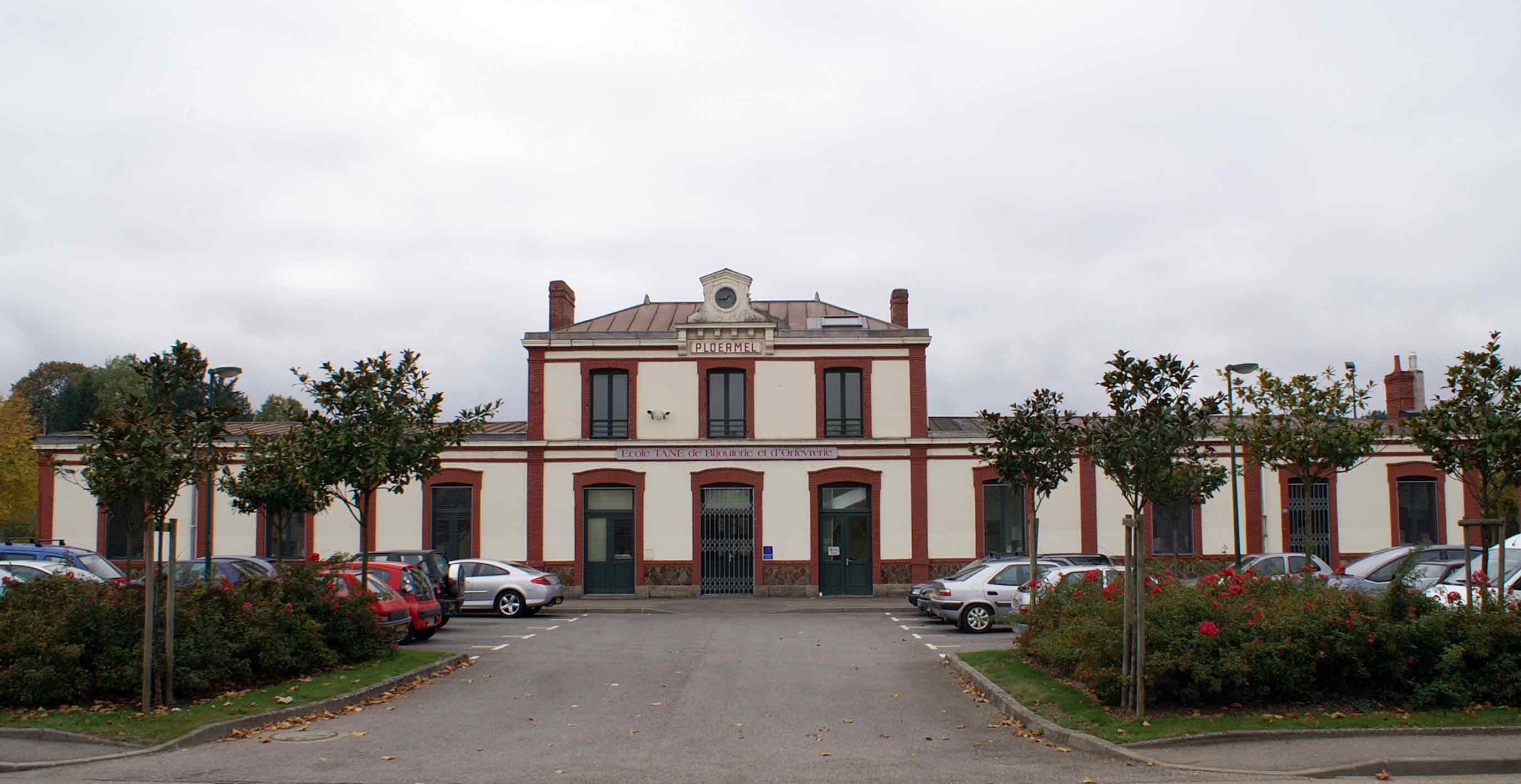
Ancienne gare de Ploërmel.

Le chemin de fer arrive sur la commune en 1881 avec la création de la gare de Ploërmel construite par la compagnie du chemin de fer de Paris à Orléans. La ligne relie la gare de Ploërmel à celle de Questembert, en desservant le Roc-Saint-André, Malestroit et Pleucadeuc, pour un trajet d'environ une heure. En 1884, la ligne est prolongée jusqu'à La Brohinière (Montauban-de-Bretagne), rejoignant la ligne Brest-Rennes-Paris.
Henri de Tingy de Nesmy, chasse le loup dans la région de Ploërmel et au-delà jusqu'en Vendée ; il en aurait tué peut-être 2 000.

#### Début duXXesiècle

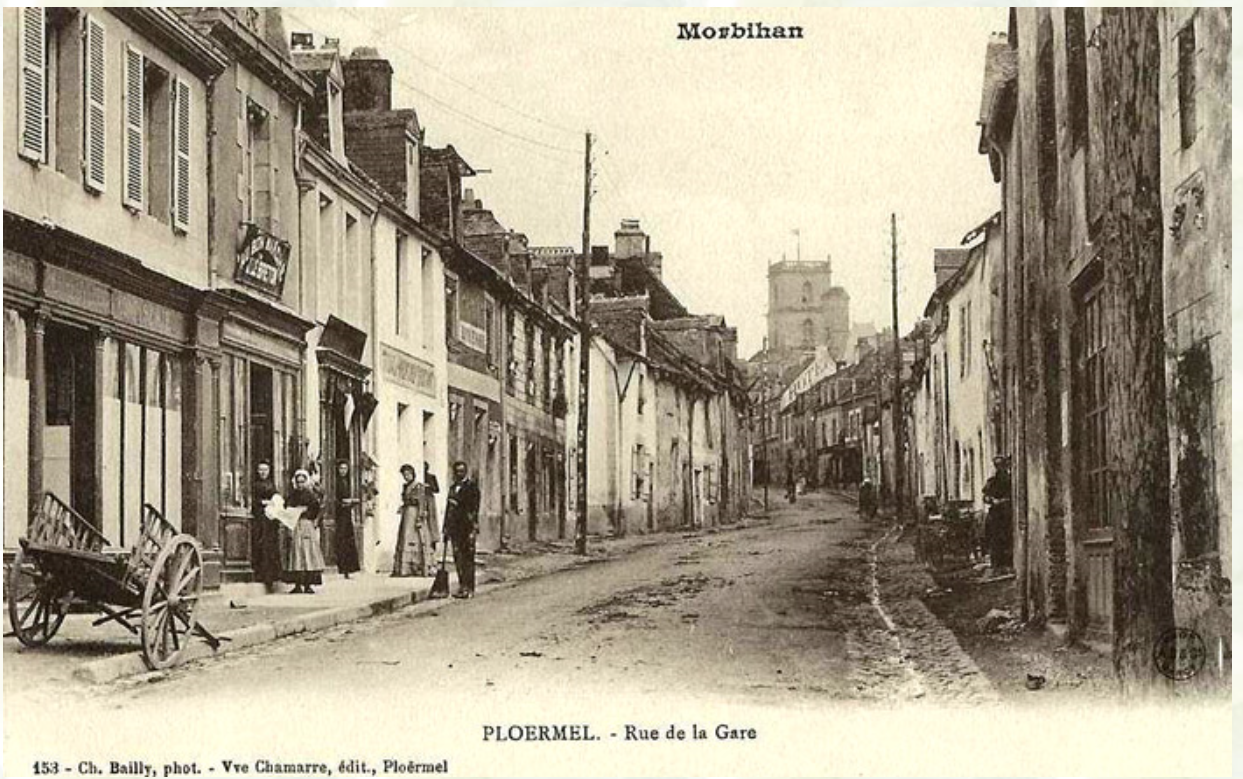
Rue de la gare vers 1900.

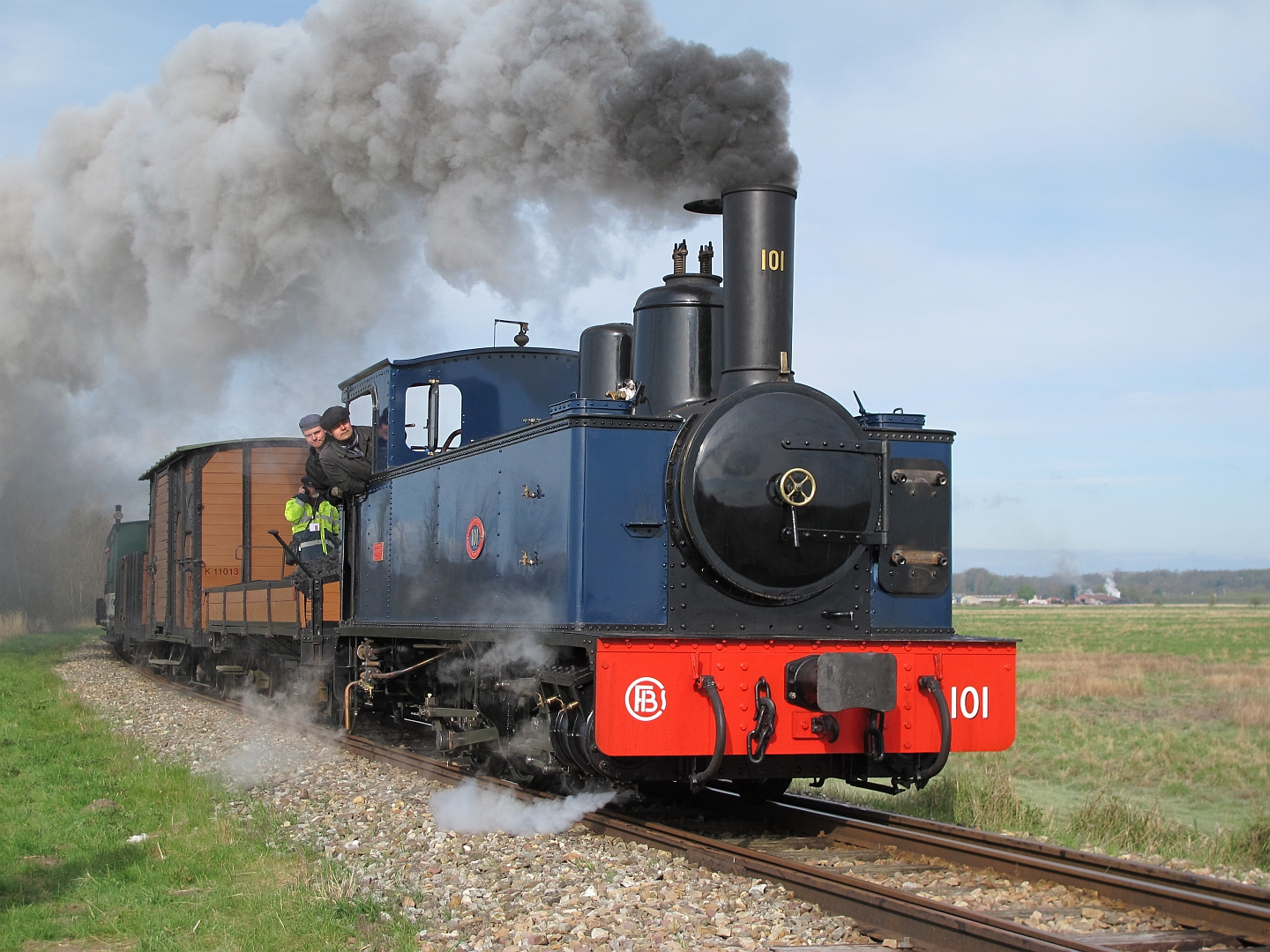
L'une des locomotives des Chemins de fer du Morbihan, préservée et restaurée, circule sur le chemin de fer de la baie de Somme.

En 1902 est mise en service la ligne de chemin de fer secondaire de Plouay à Ploërmel, puis, en 1915, celle de Ploërmel à la Trinité-Porhoët des Chemins de fer du Morbihan, un réseau à voie métrique organisé et financé par le département du Morbihan. La première ligne ferme en 1947, la seconde dès 1939.
Le début du XXe siècle est particulièrement mouvementé pour les Ploërmelais. Dans le cadre du mouvement qui va aboutir à loi du 9 décembre 1905, Émile Combes décide en juillet 1902 de fermer les établissements scolaires non autorisés (environ 3 000) des congrégations autorisées puis, en 1903, toutes les demandes d’autorisation des congrégations féminines sont rejetées, suivies par les congrégations masculines en 1904. Les Frères de l'instruction chrétienne La Mennais doivent quitter les lieux. Quelque 500 Ploërmelais manifestent au son du tocsin le 12 février 1904 lors de l'arrivée en train, de l'armée (1 200 hommes), venue déloger les Frères de l'école La Mennais : l'école est cernée, mais des officiers refusent d'ordonner l'assaut, désobéissant aux ordres reçus. Des Frères sont contraints de s'exiler au Canada, les religieuses sont également expulsées du couvent des Carmélites du Sacré-Cœur.
Lors des combats de la Première Guerre mondiale, 255 soldats originaires de Ploërmel sont tués. Après la guerre, une réorganisation territoriale affectant la commune intervient. Sous la Troisième République, en raison d'un endettement considérable et de l'effort nécessaire pour la reconstruction post-guerre, la France traverse une crise financière. Pour réduire les dépenses de l’État, Raymond Poincaré fait voter plusieurs décrets-lois réformant en profondeur l’administration française : 106 arrondissements sont ainsi supprimés, dont celui de Ploërmel par décret du 10 septembre 1926. La commune est ainsi transférée de l'arrondissement de Ploërmel à celui de Vannes. La commune perd également son tribunal d'arrondissement, sa prison et sa recette des finances.

#### Seconde Guerre mondiale
Pendant l'Occupation, l'école La Mennais est transformée en caserne allemande.
Dans le cadre de la mission Cockle, deux agents de la France libre, le lieutenant Guy Lenfant et le sergent radio André Rapin, sont parachutés près de l'étang au Duc, dans la nuit du 21 au 22 décembre 1942. Ils prennent contact avec la Résistance à Ploërmel. Durant le premier semestre 1943, ils organisent la réception de plusieurs parachutages d'armes et d'explosifs qui sont cachés dans des fermes de confiance à Ploërmel, Loyat, Taupont et Campénéac. Les deux parachutistes repartent en Angleterre par un petit avion, venu les récupérer le 15 juillet 1943, emportant avec eux le plan des défenses allemandes dans le Morbihan, remis par le chef des gendarmes du département, le commandant Maurice Guillaudot, résistant.
La ville est bombardée par l'aviation américaine le 12 juin 1944, six jours après le débarquement de Normandie. Si une partie des bombes tombe dans des zones inhabitées, du côté de l'étang, une grande partie tombe sur la zone habitée de Ploërmel : le bombardement fait 31 morts et 125 blessés et pas moins de 490 habitations sont détruites ou endommagées. La gare, qui était l'objectif visé pour retarder l'envoi de renforts allemands vers le front de Normandie, ne subit que peu de dommages. Les militaires allemands quittent la ville les 4 et 5 août 1944 en direction de Vannes. Ploërmel fête sa libération le dimanche 6 août, lorsque des véhicules américains, arrivant de Guer, traversent la ville en direction de Vannes et de Lorient. Le docteur Louis Guillois, maire, reçoit une délégation de soldats américains devant la mairie, en présence de Ploërmelais qui se rendent à la messe.
Un certain nombre de Ploërmelais a participé à la Résistance intérieure française. Les résistants Henri Calindre (dit Mystringue), 37 ans, Louis Chérel, 24 ans, Lionel Dorléans, 20 ans et Paul Hervy, 18 ans, ont été fusillés le 30 juin 1944 à La Maltière sur la commune de Saint-Jacques-de-la-Lande près de Rennes (35). Leur nom a été attribué à des rues de la ville. Julien Quatreville, 18 ans, Pierre Sassier 23 ans, ont été fusillés le 14 juin 1944 à Ploërmel, un monument porte leur nom, Gustave Le Meur, 18 ans, fusillé le 20 juin 1944 à Ploërmel, un monument et une rue porte son nom. André Leblay, une rue porte aussi son nom. René Dejean, parachutiste de la France libre ayant combattu en Libye en 1942, parachuté en Bretagne le 10 juin 1944, blessé et fait prisonnier près de Plumelec, fut fusillé par les Allemands le 24 juin 1944, une rue porte son nom près de la rue du Val où il avait grandi. Ange Mounier, 39 ans, transporteur à Ploërmel, fut tué au combat le 4 août 1944 près du village de Lézonnet à Loyat, son nom figure sur un monument sur la route de Ploërmel à Loyat. D'autres furent déportés, Robert Turpin, 33 ans, est mort en déportation, une rue porte son nom.
Le commandant de la gendarmerie, le lieutenant Théophile Guillo, également chef de la Résistance à Ploërmel, est arrêté, torturé et déporté, comme son fils Joseph, le 31 mars 1944. Revenu de déportation, il est décoré de la Légion d'honneur par le général de Gaulle, en 1947. Joseph, 21 ans, est mort en déportation le 3 mai 1945, son nom figure sur le monument de la Résistance, place d'Armes.

#### Fin duXXesiècle
Sur le plan routier, le réseau national connaît de fortes transformations localement, tant avec le déclassement de certaines routes nationales dans le réseau départemental, la section de la RN 166 au nord de Ploërmel est ainsi déclassée le 1er février 1973 et devient la RD 766, qu'avec l'aménagement en voie express de l'axe Rennes-Lorient (la RN24). Ainsi si la majorité des communes du pays de Ploërmel connaît un exode rural jusque dans les années 1970, tel n’est pas le cas de Ploërmel, commune-centre, qui constitue au contraire un pôle d’attraction du fait de sa bonne desserte routière et s'urbanise, et ce de manière continue jusque dans les années 2000.
Parallèlement au développement du réseau routier, on assiste au déclin du réseau ferroviaire. La dernière ligne est fermée avec l'ouverture de la voie verte entre Mauron et Questembert qui remplace la voie ferrée en 1994.

### LeXXIesiècle

#### La fusion avec Monterrein
La commune fusionne avec la commune de Monterrein au sein de la commune nouvelle de Ploërmel le 1er janvier 2019.

#### La disparition énigmatique du curé de Ploërmel
Le 18 janvier 2024 le père Christophe Guégan, curé de Ploërmel disparaît sur le site des Roches du Diable à Guilligomarc'h, alors qu'il séjournait à Berné chez les Dominicaines du Saint-Esprit au château de Pontcallec en Berné où il venait fréquemment, y assurant les fonctions d'aumônier. Sa disparition reste inexpliquée même si l'hypothèse d'un suicide est probable, le prêtre ayant été accusé dans une affaire de pédophilie remontant au début de la décennie 2010, ce qu'il n'aurait pas supporté.
Quelques dates de l'histoire de Ploërmel.
■■ Quelques événements de l'histoire de France et de la Bretagne    ■■  Statut du territoire  ■ Histoire architecturale de Ploërmel

## Politique et administration

### Commune

#### Ancien Régime
L’institution des maires est très ancienne et connue par les capitulaires carolingiens et notamment de Charlemagne. D’abord humbles tenanciers soumis à des redevances et services envers les abbayes, ces officiers ruraux deviennent des propriétaires et des personnages établis dans les terres de leurs offices qu’ils transmettent à leurs descendants. Ils ont plusieurs droits, notamment ceux d’assigner et de contraindre en justice les hommes de leur mairie, de lever et de percevoir des taxes. Par un édit de 1564, Charles IX règle l’élection des prévôts, maires, échevins, jurats, consuls, en s’en attribuant exclusivement la nomination. Par un édit d’août 1692, Louis XIV supprime les anciens maires, remplaçant la charge élective de premier magistrat de la Cité en un office héréditaire sous la dénomination de « conseiller du roi, maire perpétuel »,.
Siège, dès le XIIIe siècle, de l'une des neuf baillies du duché de Bretagne et de la sénéchaussée du Broërec'h, qui comprenait 226 paroisses, Ploërmel fut l'une des trente-deux villes bretonnes qui avaient le droit d'envoyer des députés aux États-Généraux. Elle possédait une Communauté de ville, dirigée d'abord par un syndic, puis par un maire à partir de 1692. Les trois premiers maires sont Yves Houët (1692-1693), seigneur du Chesnevert, puis François Charpentier (1693-1707), seigneur du Hardat, et Vincent Charpentier (1707-1717), seigneur de Camayon. Cette fonction est supprimée en 1717 puis rétablie en 1737. Treize maires se succèdent alors jusqu'à la Révolution.

#### Depuis la Révolution française
La paroisse de Ploërmel acquiert le statut de municipalité avec le décret du 12 novembre 1789 de l'Assemblée Nationale puis celui de « commune », au sens de l'administration territoriale actuelle, par le décret de la Convention nationale du 10 brumaire an II (31 octobre 1793). Elle apparaît orthographiée Ploërmel dans l'arrêté du 3 brumaire an X (25 octobre 1801) portant réduction des justices de paix du département du Morbihan (Bulletin des lois de 1801). La commune est alors chef-lieu d'arrondissement communal et chef-lieu de justice de paix. Il faut toutefois attendre la loi du 5 avril 1884 sur l'organisation municipale pour qu'un régime juridique uniforme soit défini pour toutes les communes de France, point de départ de l’affirmation progressive des communes face au pouvoir central. Aucun événement de restructuration majeure du territoire, de type suppression, cession ou réception de territoire, n'a affecté la commune depuis sa création jusqu'à la fusion de 2019. La commune de Ploërmel absorbe alors la commune de Monterrein qui prend dès lors le statut de commune déléguée. Le chef-lieu de la commune nouvelle est fixé au chef-lieu de l'ancienne commune de Ploërmel.

### Rattachements administratifs et électoraux

#### Rattachements administratifs
La ville a été le chef-lieu de l'arrondissement de Ploërmel de 1801 à 1926, année où elle rejoint l'arrondissement de Vanne du département du Morbihan jusqu'en 2017. Depuis lors, elle fait partie de l'arrondissement de Pontivy.
Elle était depuis 1793 le chef-lieu du canton de Ploërmel. Dans le cadre du redécoupage cantonal de 2014 en France, cette circonscription administrative territoriale a disparu, et le canton n'est plus qu'une circonscription électorale.

#### Rattachements électoraux
Pour les élections départementales, la commune est depuis 2014 le bureau centralisateur d'un nouveau canton de Ploërmel
Pour l'élection des députés, elle fait partie de la quatrième circonscription du Morbihan.

### Intercommunalité
Ploërmel est le siège de la communauté de communes dénommée Ploërmel Communauté, un établissement public de coopération intercommunale (EPCI) à fiscalité propre créé en 1996 sous le nom de la communauté de communes de Ploërmel, et auquel la commune a transféré un certain nombre de ses compétences, dans les conditions déterminées par le code général des collectivités territoriales.
L'ancienne commune de Monterrein, devenue commune déléguée de Ploërmel, en était également membre.

### Tendances politiques et résultats
À Ploërmel la forte influence de l'église catholique (le siège des Frères des écoles chrétiennes s'y trouve, ainsi qu'un ancien petit séminaire et une école d'agriculture privée catholique) explique la tradition conservatrice de cette petite capitale locale alors que certaines communes rurales avoisinantes votent traditionnellement plus à gauche comme Gourhel et, à un degré moindre Loyat.

#### Élections municipales de 2014 (commune historique)
| Tête de liste            | Tête de liste       | Liste          | Premier tour | Premier tour | Second tour | Second tour | Sièges | Sièges |
| Tête de liste            | Tête de liste       | Liste          | Voix         | %            | Voix        | %           | CM     | CC     |
| ------------------------ | ------------------- | -------------- | ------------ | ------------ | ----------- | ----------- | ------ | ------ |
|                          | Patrick Le Diffon   | UMP-UDI        | 1 852        | 38,63        | 2 325       | 47,09       | 22     | 10     |
|                          | Paul Anselin        | DVD            | 1 421        | 29,64        | 1 219       | 24,69       | 3      | 2      |
|                          | Béatrice Le Marre * | PS             | 1 328        | 27,70        | 1 393       | 28,21       | 4      | 2      |
|                          | David Cabas         | S&P            | 193          | 4,02         |             |             |        |        |
|                          |                     |                |              |              |             |             |        |        |
| Inscrits                 | Inscrits            | Inscrits       | 6 981        | 100,00       | 6 981       | 100,00      |        |        |
| Abstentions              | Abstentions         | Abstentions    | 1 975        | 28,29        | 1 912       | 27,39       |        |        |
| Votants                  | Votants             | Votants        | 5 006        | 71,71        | 5 069       | 72,61       |        |        |
| Blancs et nuls           | Blancs et nuls      | Blancs et nuls | 212          | 4,23         | 132         | 2,60        |        |        |
| Exprimés                 | Exprimés            | Exprimés       | 4 794        | 95,77        | 4 937       | 97,40       |        |        |
| * Liste du maire sortant |                     |                |              |              |             |             |        |        |

#### Élections municipales de 2020
| Tête de liste            | Tête de liste      | Liste          | Premier tour | Premier tour | Sièges | Sièges |
| Tête de liste            | Tête de liste      | Liste          | Voix         | %            | CM     | CC     |
| ------------------------ | ------------------ | -------------- | ------------ | ------------ | ------ | ------ |
|                          | Patrick Le Diffon, | LR             | 1 755        | 54,68        | 27     | 11     |
| Ploërmel en mouvement    |                    |                | 1 755        | 54,68        | 27     | 11     |
|                          | Emeline Tostivint  | PS-EÉLV        | 806          | 25,11        | 4      | 1      |
| Ploërmel en transition   |                    |                | 806          | 25,11        | 4      | 1      |
|                          | Christophe Launay  | DVD            | 518          | 16,14        | 2      | 1      |
| Ploërmelais notre avenir |                    |                | 518          | 16,14        | 2      | 1      |
|                          | David Cabas        | DLF            | 130          | 4,05         | 0      | 0      |
| Unis pour Ploërmel       |                    |                | 130          | 4,05         | 0      | 0      |
|                          |                    |                |              |              |        |        |
| Inscrits                 | Inscrits           | Inscrits       | 7 181        |              |        |        |
| Abstentions              | Abstentions        | Abstentions    | 3 871        | 53,91        |        |        |
| Votants                  | Votants            | Votants        | 3 310        | 46,09        |        |        |
| Blancs et nuls           | Blancs et nuls     | Blancs et nuls | 101          | 3,05         |        |        |
| Exprimés                 | Exprimés           | Exprimés       | 3 209        | 96,95        |        |        |

### Administration municipale
En 2019 intervient la fusion de la commune historique de Ploërmel et de Monterrein, qui compte alors moins de 400 habitants. Le conseil municipal de la commune nouvelle ainsi formée regroupe jusqu'au renouvellement général des conseils municipaux de 2020 l'ensemble des conseillers municipaux élus en 2014 dans les deux anciennes communes, conformément aux dispositions des articles L. 2113-7 et L. 21113-8 du Code général des collectivités territoriales (CGCT). Il est donc composé de 38 membres : 29 issus du conseil municipal de Ploërmel et 9 issus du conseil municipal de Monterrein,.
Pour le mandat 2020-2026, le nombre des conseillers municipaux est réduit à 33[réf. nécessaire].

### Liste des maires

#### Période de 1808 à 2018 (commune historique)
Avec la Constitution civile du clergé du 12 juillet 1790, le maire reçoit de nombreuses attributions qui appartenaient auparavant au curé. Ils sont d'abord nommés, puis élus à partir de 1848 pour certaines communes, puis pour l'ensemble des communes à partir de 1884.
La liste des maires de Ploërmel à partir de 1808 est la suivante : 

#### Période à compter de 2019 (commune nouvelle)
| Période         | Période                      | Identité          | Étiquette   | Qualité |
| --------------- | ---------------------------- | ----------------- | ----------- | --- |
| 10 janvier 2019 | En cours (au 9 février 2023) | Patrick Le Diffon | UMP puis LR | Cadre de laboratoire Conseiller régional de Bretagne (2015 → ) Président de la CC Ploërmel Communauté (2014 → ) Réélu pour le mandat 2020-2026 |

Lors de sa première séance qui se tient le jeudi 10 janvier 2019, le conseil municipal de la commune nouvelle élit le maire et les adjoints. Patrick Le Diffon, ancien maire, est reconduit dans ses fonctions. Une liste de onze adjoints est également définie,. La création de la commune déléguée entraîne, de plein droit, l’institution d’un maire délégué. Par dérogation, le maire de l'ancienne commune en fonction au moment de la création de la commune nouvelle, Marcel Benoît, devient, de droit, maire délégué jusqu'au renouvellement du conseil municipal de 2020.
Pour le mandat 2020-2026, Ghislaine de Givré est la maire-adjointe référente du secteur de Monterrein.

### Finances communales
La commune nouvelle de Ploërmel faisant partie d'un établissement public de coopération intercommunale à fiscalité propre, Ploërmel Communauté, son budget ne reflète qu'imparfaitement la réalité de la fiscalité locale en raison des transferts de dépenses de fonctionnement et d'investissement vers l'EPCI, d'une part, et de la perception par l'intercommunalité du produit de la fiscalité professionnelle (la contribution économique territoriale), d'autre part. Ainsi, diverses ressources fiscales sont prélevées au niveau communautaire, et de nombreuses dépenses sont également effectuées à ce niveau.
En 2023, le budget communal principal de la commune nouvelle s'équilibrait à 25 165 000 € dont 11 725 000 € en section de fonctionnement et 13 440 000 € en investissement. La part d'impôts locaux dans les produits de fonctionnement s'établissait à 55,4 %, contre 45,0 % pour la strate de communes équivalente de 10 000  à   20 000 habitants appartenant à un groupement fiscalisé, avec des taux d'imposition fixés à 15,3 % pour la taxe d'habitation (résidences secondaires et logements vacants - 17,6 % pour la strate), 39,3 % et 55,6 % pour la taxe foncière sur le bâti et le non-bâti (41 % et 54 % pour la strate). Par ailleurs l’encours de la dette communale au 31 décembre 2023 est élevé, puisqu’il s’établit à 2 185 €/habitant contre 801 €/habitant pour la strate.

### Jumelages

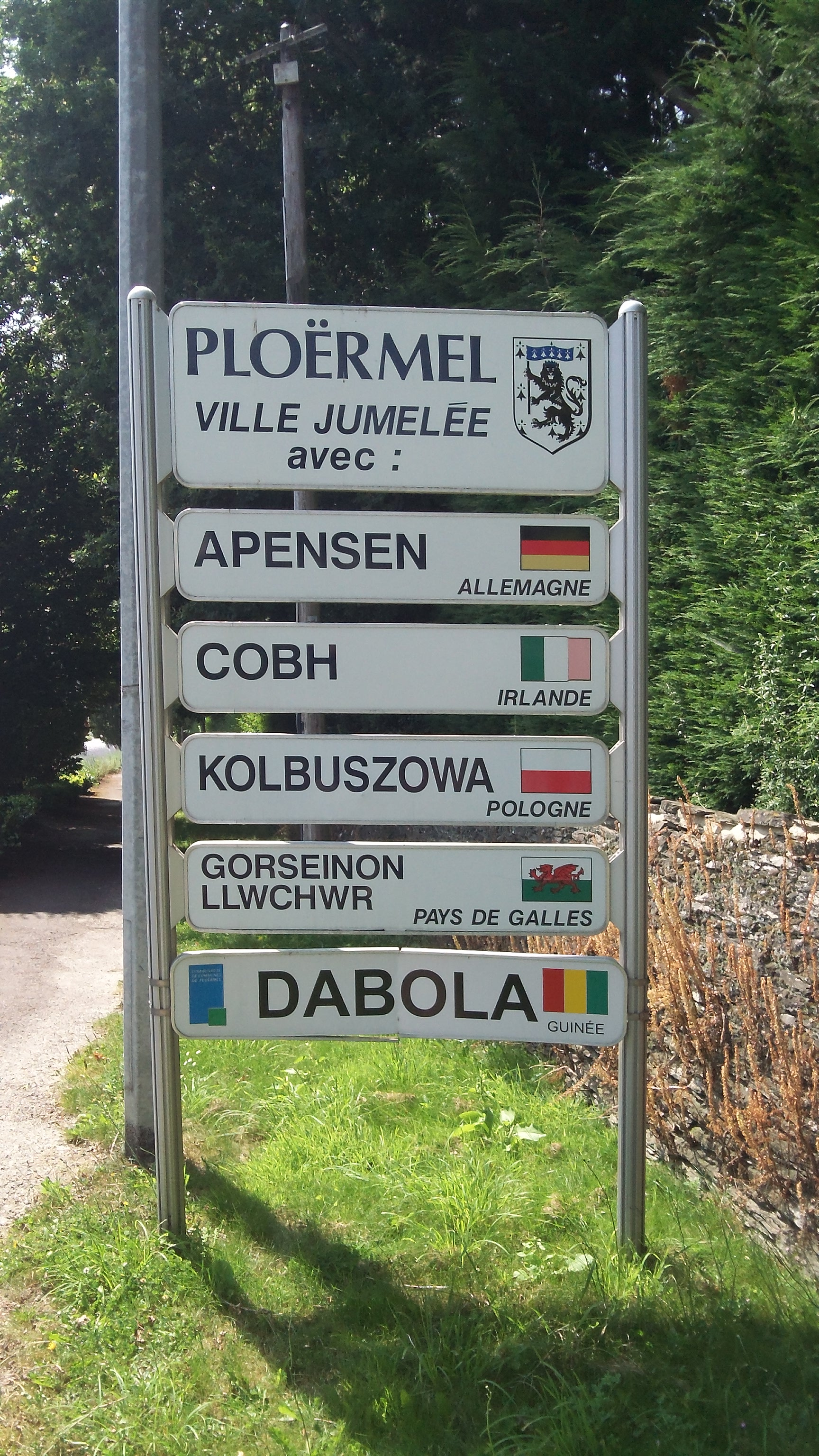
Panneau indiquant les villes jumelées avec Ploërmel.

Ploërmel est jumelée avec les villes suivantes :
- Apensen (Allemagne) depuis 1980, à la suite, à l'origine, de la correspondance organisée par les paroissiens du pasteur Munster, d'Apensen, avec les élèves de sœur Marie-Rose Couvert, professeur au lycée Saint-Armel. En 2003, une nouvelle convention de jumelage a permis d'intégrer les villes de l'ancienne Allemagne de l'Est, Dittmannsdorf et Witzschdorf, qui échangeaient avec Apensen avant la chute du mur de Berlin, en 1989[191] ;
- Cobh (Irlande) depuis 1984[192] ;
- Kolbuszowa (Pologne), dans la région des Basses-Carpates dans le sud-est de la Pologne, un jumelage concrétisé par un contrat le 6 septembre 1990 à la suite de premiers échanges informels en 1987[193],[190] ;
- Gorseinon et Llwchwr depuis 1994, la ville de Gorseinon étant située au sud-ouest du Pays de Galles, à 10 km au nord de Swansea, la deuxième plus grande ville du pays[194],[195] ;
- Dabola (Guinée) depuis 2003, un jumelage qui trouve son origine dans un don de maillots de football en 2000 initié par un jeune footballeur originaire de Dabola à la suite de la fusion des deux clubs de football de Ploërmel[196].

## Équipements et services publics

### Eau et déchets

#### Assainissement des eaux usées
La commune dispose de deux stations d'épuration. La plus importante est implantée au sud du hameau de la Ville-Réhel. Il s'agit d'une station de type boues activées en aération prolongée d'une capacité de 41 000 équivalents-habitants. Les eaux usées y sont acheminées via la station de refoulement de l'étang au Duc. La deuxième est un lagunage d'une capacité de 13 500 équivalent-habitants qui traite les effluents provenant de la zone industrielle située à l'est de Ploërmel. Le rejet de cette lagune est raccordé au réseau d'eaux usées de la commune. Le réseau d'assainissement de la commune de Ploërmel, entièrement en mode séparatif, collecte les eaux usées de toute la zone agglomérée de Ploërmel et des hameaux du Clos Hazel, de la Touche et de Crancastel, ainsi que celles de certaines entreprises implantée dans la zone urbainee.
L’assainissement non collectif (ANC) désigne les installations individuelles de traitement des eaux domestiques qui ne sont pas desservies par un réseau public de collecte des eaux usées et qui doivent en conséquence traiter elles-mêmes leurs eaux usées avant de les rejeter dans le milieu naturel. En 2017, le service d’assainissement non collectif est géré au niveau intercommunal par Ploërmel Communauté
 qui en a confié la délégation de service public (DSP) à la SAUR.

#### Eau potable
L'unité de production d'eau potable qui alimente la commune est gérée par le Syndicat intercommunal d'alimentation en eau potable (SIAEP) de Ploërmel. L'eau provient de deux prises d'eau : celle de l'étang au Duc sur la commune de Ploërmel et celle de l'Herbinnaye sur Guillac. Un périmètre de protection du captage de la retenue de l'étang au Duc a été déclaré d'utilité publique par l'arrêté préfectoral du 3 septembre 1999. La station de traitement des eaux brutes est implantée près de l'exutoire avec une capacité de traitement de 600 m3/h.

#### Gestion des déchets
Le ramassage des ordures ménagères est assuré par Ploërmel Communauté. Il s'effectue deux fois par semaine dans la zone agglomérée et 1 fois par semaine sur le reste de la commune. En 2008, 3 521 tonnes d'ordures ménagères ont été collectées sur le territoire de la Communauté de communes. Elles sont traitées par incinération sur la commune de Pontivy. Elles sont acheminées via le centre de transfert de Josselin. Les résidus de l'incinération sont les mâchefers et les résidus d'épuration des fumées de l'usine. Les premiers sont traités à Pont-Scorff par la société Geval et les seconds partent en CET de classe I à Laval.

### Enseignement
Ploërmel est rattachée à la circonscription de l'éducation nationale de Ploërmel, au sein de l’académie de Rennes, et est depuis 2015 dans la zone B du calendrier scolaire. La ville administre une école maternelle (Françoise Dolto) et une école élémentaire communale (Jules Verne). Par ailleurs on compte dans la localité deux écoles primaires privées (Saint-Joseph-Saint-Jean et Saint-Louis) et une école élémentaire (Saint-Joseph).
Deux collèges sont présents sur la commune : le collège Beaumanoir géré par le département et le collège Sacré- Cœur, un établissement privé. En 2019, le collège Beaumanoir accueille 420 élèves environ répartis en 15 classes en filière normale et 4 classes en section d'enseignement général et professionnel adapté (Segpa). Le collège Sacré-Cœur accueille 988 élèves se répartissant en 37 classes en filière normale et 4 classes en SEGPA,.
Deux lycées privés sont sur la commune, le lycée agricole la Touche et le lycée et section d'enseignement professionnel La Mennais. Le lycée agricole la Touche propose une préparation au brevet de technicien supérieur agricole pour les thématiques « agronomie : productions végétales » et « productions animales ». Il dispense également des formations en alternance visant à obtenir le titre de bachelor dans différentes spécialités. Le lycée polyvalent La Mennais est un établissement sous contrat accueillant environ 1 550 élèves, en filière générale et professionnelle.
Un projet de lycée public à Ploërmel, le Lycée Mona-Ozouf, est validé en décembre 2013, venant renforcer l’offre privée présente sur ce pôle. Les travaux commencent en mai 2020 et l'établissement est inauguré le 29 septembre 2023, pour l'accueil (à terme) de 800 élèves au cœur du quartier de Réhumpol,,.
La ville héberge également l'association du Centre des formations alternées des Travaux Publics de Bretagne qui propose quatre Cap : « conducteur d'engins de travaux publics : travaux publics et carrières », « constructeur de routes », « constructeur en canalisations des travaux publics » et « constructeur en ouvrages d'art » et, en matière d'orientation et d'insertion professionnelle, le Centre d'information et d'orientation de Ploermel et la Mission locale du pays de Ploërmel- Cœur de Bretagne.

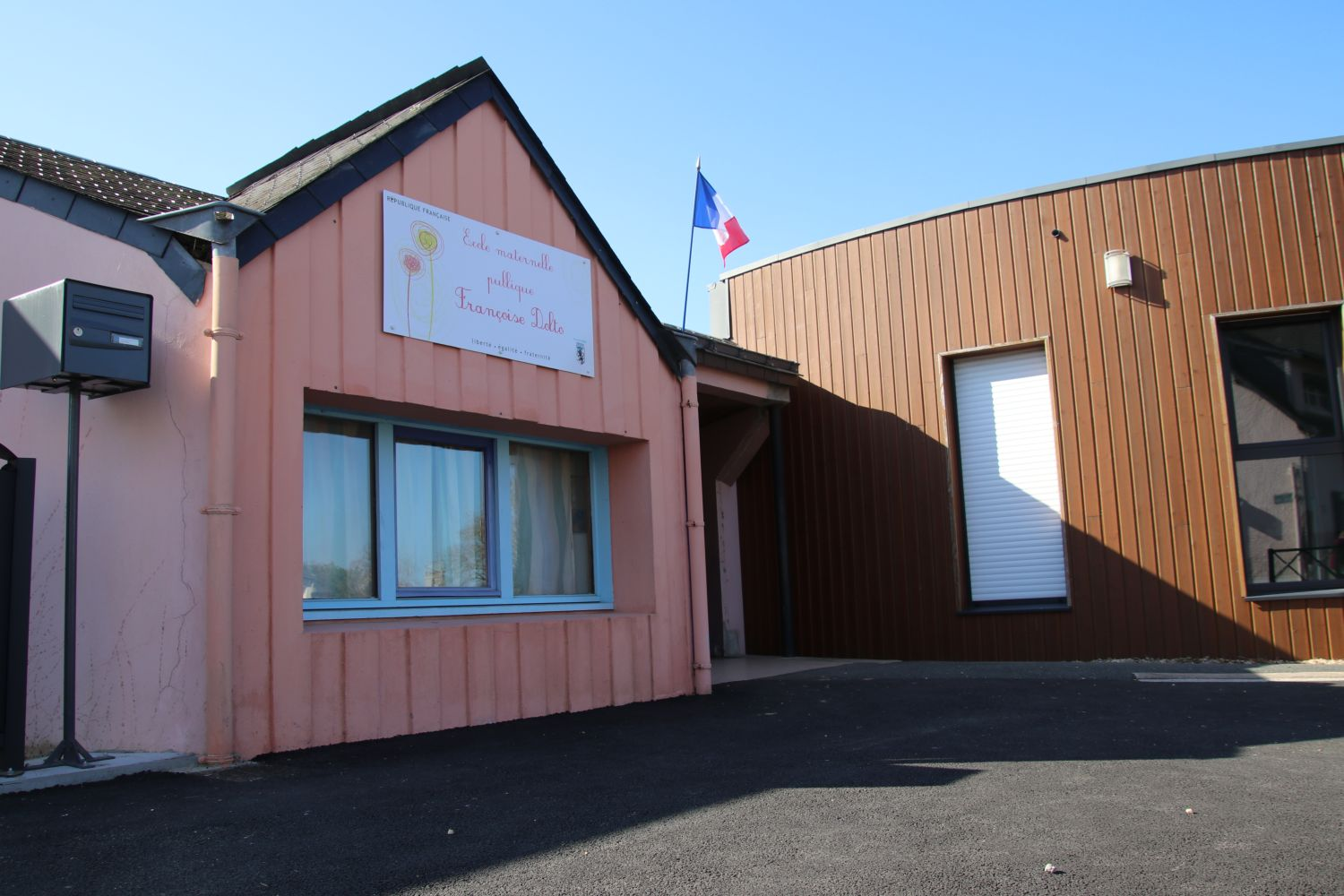
École maternelle Françoise Dolto.
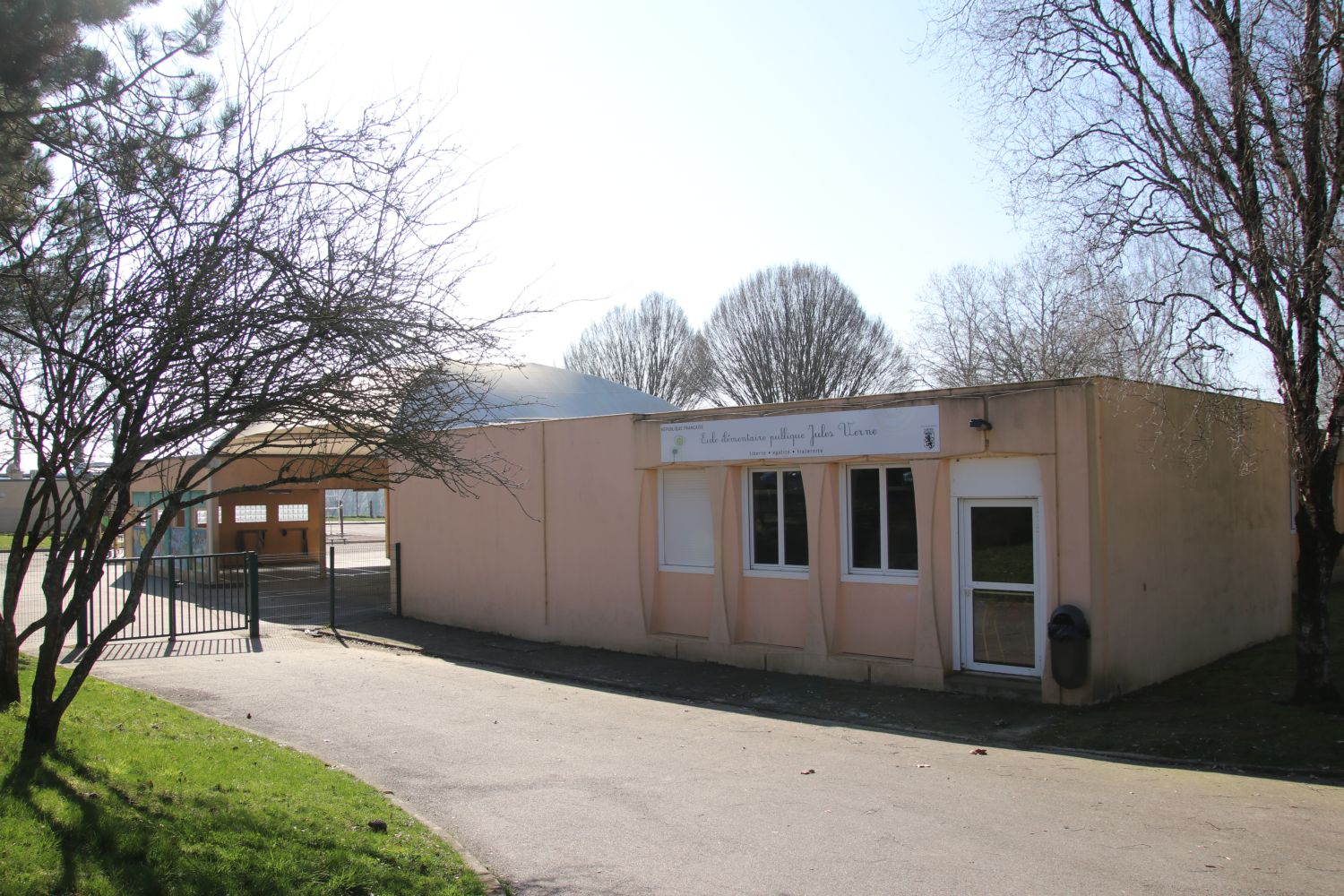
École élémentaire Jules Verne.

### Santé

#### Établissements de santé et praticiens

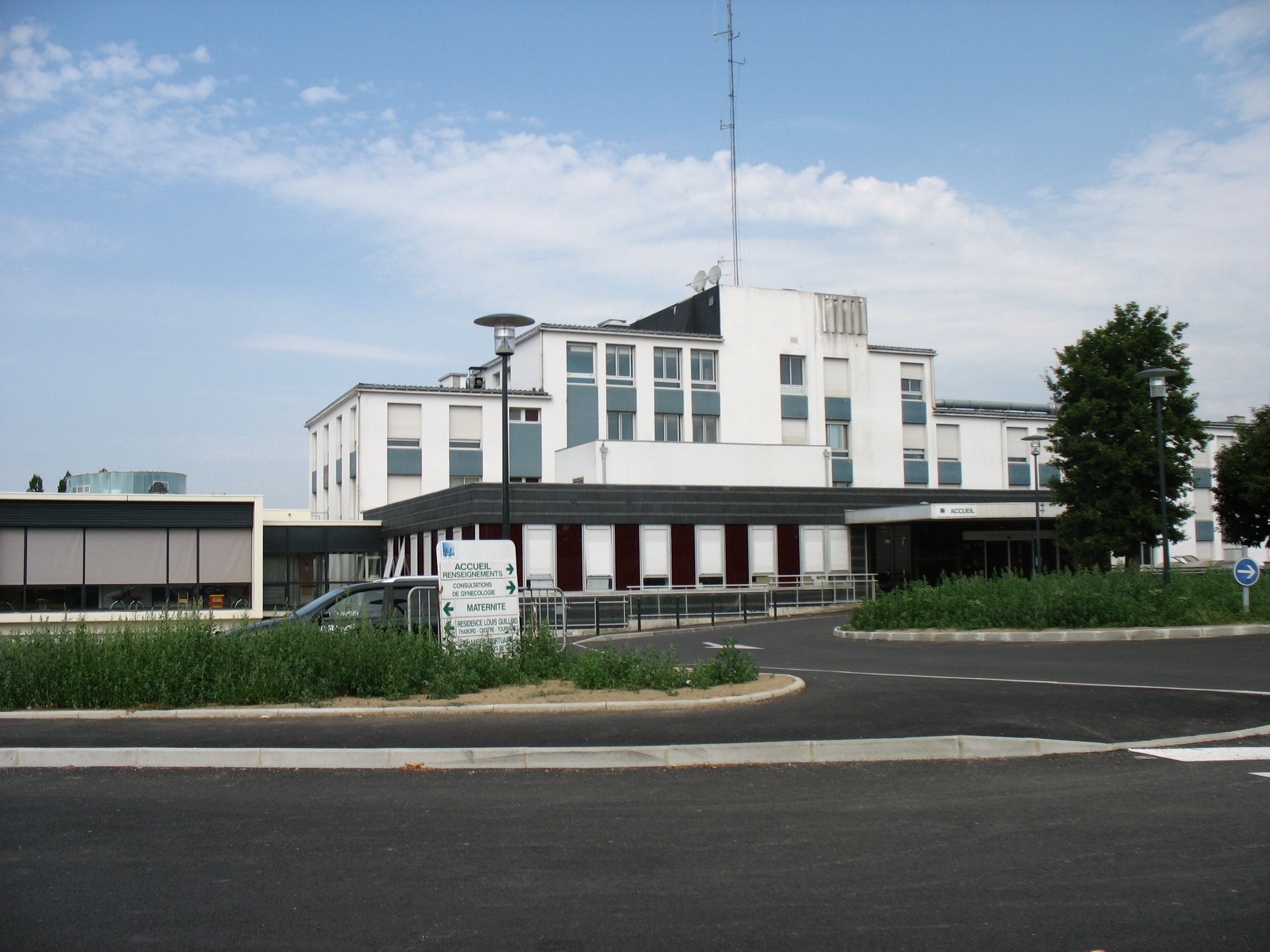
Centre hospitalier Alphonse Guérin.

Ploërmel accueille un centre hospitalier, dans un territoire de santé dont l’hôpital de référence est le centre hospitalier Bretagne Atlantique (CHBA) à Vannes. Il dispose notamment d’un service d’urgences et d’un service spécialisée en obstétrique et chirurgie. Un rapport de la chambre régionale des comptes de mai 2016 relevait que, malgré les offres proposées, l'établissement voit néanmoins une partie importante des habitants de son territoire se diriger vers le CHBA et le CHRU de Rennes en raison de leur bonne desserte routière, contribuant à en fragiliser la gestion financière.
Les soins sur place sont assurés en 2019 par plusieurs praticiens dont dix-huit médecins généralistes et un homéopathe assistés d'auxiliaires médicaux et de trois pharmacies. Les zones de mise en œuvre des mesures destinées à favoriser une meilleure répartition géographique des professionnels de santé libéraux, des maisons de santé, des pôles de santé et des centres de santé, ont été redéfinies le 10 février 2014 par le directeur général de l'ARS Bretagne dans le cadre de la révision du Projet Régional de Santé (PRS) Bretagne. Ploërmel était alors en zone à surveiller.

#### Établissements pour personnes âgées et handicapées
À l’échelle du pays de Ploërmel-Cœur de Bretagne (58 communes), le SCOT recense en 2010 27% de la population avec plus de 60 ans et 11 % de plus de 75 ans. Ces proportions sont supérieures aux moyennes française et bretonne, mais équivalentes à la situation morbihannaise. Quatre établissements pour personnes âgées sont localisés sur la commune : la résidence Kerélys, située à proximité du lac au Duc, qui accueille 28 personnes atteintes de la maladie d'Alzheimer ou d'une maladie apparentée, la Résidence Kandélys (un foyer-logement de 24 places), l'EHPAD Résidence Saint-Antoine (65 pl.) et l'EHPAD et USLD du centre hospitalier (207 pl.). Par ailleurs différents acteurs interviennent sur la commune pour les personnes handicapées (Amisep, Adapei, CEM56, Moulin vert).

### Sécurité, justice et secours
La sécurité de la commune est assurée par la brigade de gendarmerie nationale de proximité chef-lieu de Plöermel, qui fait partie de la communauté de brigades de Ploërmel, qui a autorité sur 23 communes, elle-même rattachée à la compagnie de gendarmerie départementale de Ploërmel qui dépend du groupement de gendarmerie départementale du Morbihan à Vannes.
En matière de justice, Ploërmel relève du conseil de prud'hommes de Vannes, de la cour administrative d'appel de Nantes, de la cour d'appel de Rennes, de la cour d'assises du Morbihan, du tribunal administratif de Rennes, du tribunal de commerce de Vannes et du tribunal judiciaire de Vannes,.
Les sapeurs-pompiers interviennent au quotidien dans la lutte contre l’incendie, le secours d’urgence et la protection des biens et de l’environnement. Ploërmel dispose d'un centre d'intervention et de secours (CIS), construit dans les années 1980 et centre d'appui, avec le Centre de secours principal (CSP) de Vannes, des 26 CIS de l'arrondissement de Vannes.

## Population et société

### Démographie

#### Période de 1793 à 2019 (commune historique)
L'évolution du nombre d'habitants est connue à travers les recensements de la population effectués dans la commune depuis 1793. Pour les communes de moins de 10 000 habitants, une enquête de recensement portant sur toute la population est réalisée tous les cinq ans, les populations de référence des années intermédiaires étant quant à elles estimées par interpolation ou extrapolation. Pour la commune, le premier recensement exhaustif entrant dans le cadre du nouveau dispositif a été réalisé en 2008.
En 2022, la commune comptait 10 021 habitants, en évolution de +5,51 % par rapport à 2016 (Morbihan : +3,82 %, France hors Mayotte : +2,11 %).
| 1793  | 1800  | 1806  | 1821  | 1831  | 1836  | 1841  | 1846  | 1851  |
| ----- | ----- | ----- | ----- | ----- | ----- | ----- | ----- | ----- |
| 5 200 | 4 694 | 4 758 | 4 918 | 4 851 | 5 207 | 4 987 | 5 190 | 5 635 |

| 1856  | 1861  | 1866  | 1872  | 1876  | 1881  | 1886  | 1891  | 1896  |
| ----- | ----- | ----- | ----- | ----- | ----- | ----- | ----- | ----- |
| 5 202 | 5 478 | 5 697 | 5 472 | 5 505 | 5 761 | 5 881 | 5 913 | 6 041 |

| 1901  | 1906  | 1911  | 1921  | 1926  | 1931  | 1936  | 1946  | 1954  |
| ----- | ----- | ----- | ----- | ----- | ----- | ----- | ----- | ----- |
| 6 062 | 5 424 | 5 370 | 5 237 | 5 436 | 5 380 | 5 687 | 6 036 | 6 037 |

| 1962  | 1968  | 1975  | 1982  | 1990  | 1999  | 2006  | 2008  | 2013  |
| ----- | ----- | ----- | ----- | ----- | ----- | ----- | ----- | ----- |
| 5 723 | 5 907 | 6 218 | 6 563 | 6 996 | 7 525 | 8 538 | 8 790 | 9 525 |

| 2018  | 2022   | - | - | - | - | - | - | - |
| ----- | ------ | - | - | - | - | - | - | - |
| 9 787 | 10 021 | - | - | - | - | - | - | - |

#### Période à compter de 2019 (commune nouvelle)
Formellement les chiffres de populations publiés par l'Insee le 1er janvier 2019 sont millésimés 2016 et établis sur la base du découpage territorial en vigueur au 1er janvier 2017. La valeur de la population municipale de la commune nouvelle, en vigueur à compter du 1er janvier 2019, peut être obtenue par addition des populations municipales de la commune historique (9 571 habitants en 2015 et 9 498 en 2016) et de la commune déléguée Monterrein (391 habitants en 2015 et 392 en 2016), soit 9 962 habitants en 2015 et 9 890 en 2016. À partir du recensement de 2017, en vigueur au 1er janvier 2020, la population est celle de la commune nouvelle.

### Sports et loisirs

#### Équipements sportifs

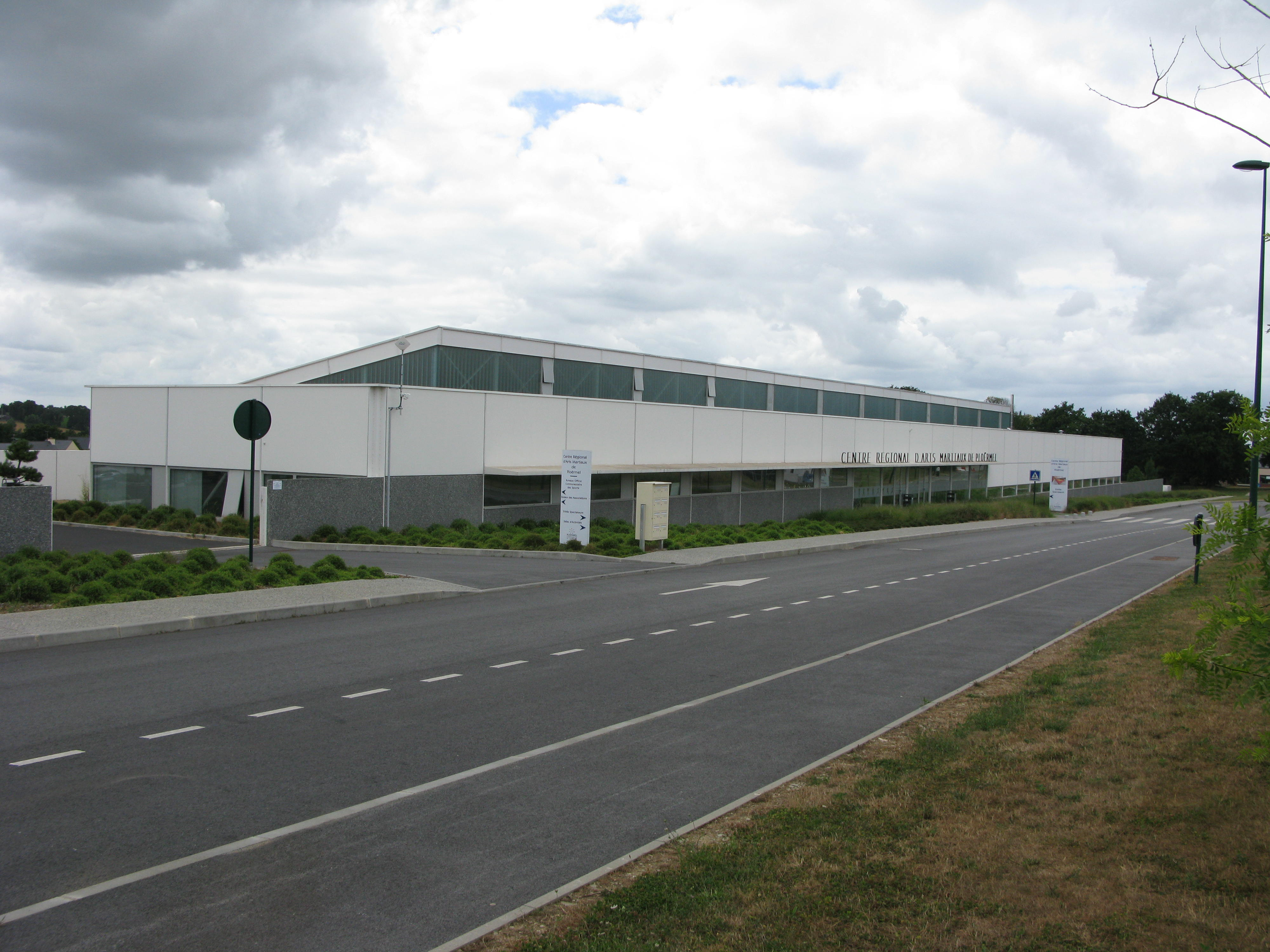
Centre régional des arts martiaux.

En 2019, Ploërmel compte 77 équipements sur ses installations sportives : deux bassins de natation, quatre boulodromes, trois courts de tennis, cinq équipements d'activités de forme et de santé, trois équipements équestre, neuf équipements d'athlétisme, deux parcours de golf, un parcours sportif/santé, une plaine de jeux, sept plateau-EPS, une salle de combat, six salles multisports, quatre salles ou terrains spécialisés, une salle non spécialisée, deux skateparks et vélo freestyle, quatre structures artificielles d'escalade, un terrains de grands jeux, trois terrains extérieurs de petits jeux collectifs, huit divers équipements sports de nature et un équipements divers. Ce nombre d’équipements est toutefois jugé insuffisant par le conseil municipal compte tenu de la taille de la ville, qui décide en 2018 d’un important programme de travaux. Ces équipements se répartissent dans diverses installations sportives :
- Le complexe sportif de Ronsouzes, mis en service entre 1965 et 1974[233], qui héberge en particulier la piscine intercommunale composée de deux bassins (un bassin de 25 m et un bassin de 10 m dédié aux apprentissages)[235], fait l’objet d’un programme d’extension sur la période 2019-2022 : création d'un terrain en gazon synthétique homologué à la pratique du football de niveau 4 en 2019, construction de deux courts de tennis extérieurs et réhabilitation en niveau 4 et 5 de deux terrains de football en 2020, construction d'un stade d'athlétisme avec six couloirs, un terrain engazonné homologué pour la pratique du football en niveau 4 et du rugby, et de nouvelles tribunes en 2021-2022[234] ;
- Le stade de La Pérouse dispose de deux terrains de foot, l’un de 60 m de longueur pour pratiquer le football à 7, et un autre de 70 m de longueur pour le foot à 9[236] ;
- Les établissements scolaires disposent de diverses installations : les écoles primaires Saint-Joseph et Saint-Louis, les collèges du Sacré Cœur et Beaumanoir, le lycée La Mennais (gymnase[237], stade d'athlétisme[238]), et La Touche (gymnase, mur d’escalade, parcours santé) ;
- Le stade Octave Guilloux (Complexe sportif) est un stade de football situé dans le hameau de Saint-Jean Villenard[239] ;
- Enfin le centre régional d'arts martiaux, installé rue Pierre de Coubertin. Construit en 2008 et d'une superficie de 4 250 m2, il dispose de 500 m2 de surface de tatami, permettant d’accueillir des compétitions de haut niveau[240],[241].

Un centre nautique (voile, aviron, canoë-kayak, ski nautique, label handivoile) ainsi qu'un Golf 9 trous ont été aménagés au lac au Duc.
L'hippodrome de Malleville, inauguré en 1905 et installé sur l'emprise du château de Malleville, organise chaque année trois réunions en août et en septembre (trot, plat, steeple-chase, cross-country).

#### Clubs et animations sportives
Le tissu associatif de la commune est dense. Il comprend une centaine d'associations qui couvrent l'ensemble des domaines sportifs, culturels, environnementaux, de l'action sociale et de l'insertion, festifs et scolaires. De plus, la commune dispose d'un centre culturel facilitant le fonctionnement des associations. Il est implanté en centre-ville, en frange est du centre ancien dans les bâtiments du couvent des Ursulines, avenue de Guibourg.
Plusieurs clubs sportifs sont actifs sur la commune :
- Savate, boxe française : le Club Gant Ploërmelais, dont un des licenciés, Romain Legros, a en particulier été champion de France minimes en boxe française en 2016[243] ;
- Football : le Ploërmel Football Club (PFC), qui compte en 2019 35 équipes dont les principales évoluent au niveau régional en ligue de Bretagne[244], et Saint-Jean sports (SJS) qui comprend en 2019 3 équipes et évolue au niveau départemental ;
- Basket-ball : le Basket Club Ploërmel (BCP), qui évolue au niveau régionale 3 en 2019[245],[246] ;
- Sports de combat : le centre régional d'arts martiaux, qui dispose d'une salle de 1 200 m2 qui permet d'exercer divers sports de combats[247] ;
- Handball : le Ploërmel Handball Club, évoluant en 2019 en honneur régionale[248].

La Ploërmelaise est, depuis 2011, un parcours de 6 km réalisable en marchant ou en courant par tout à chacun (hommes et femmes de tout âge), afin de sensibiliser contre le cancer colorectal. Programmée en début d’année, elle comporte une portion en ville et une portion (majoritaire) sur voie verte. L’édition de 2018 avait rassemblé près de 1 900 participants,.

### Cultes

#### Culte catholique

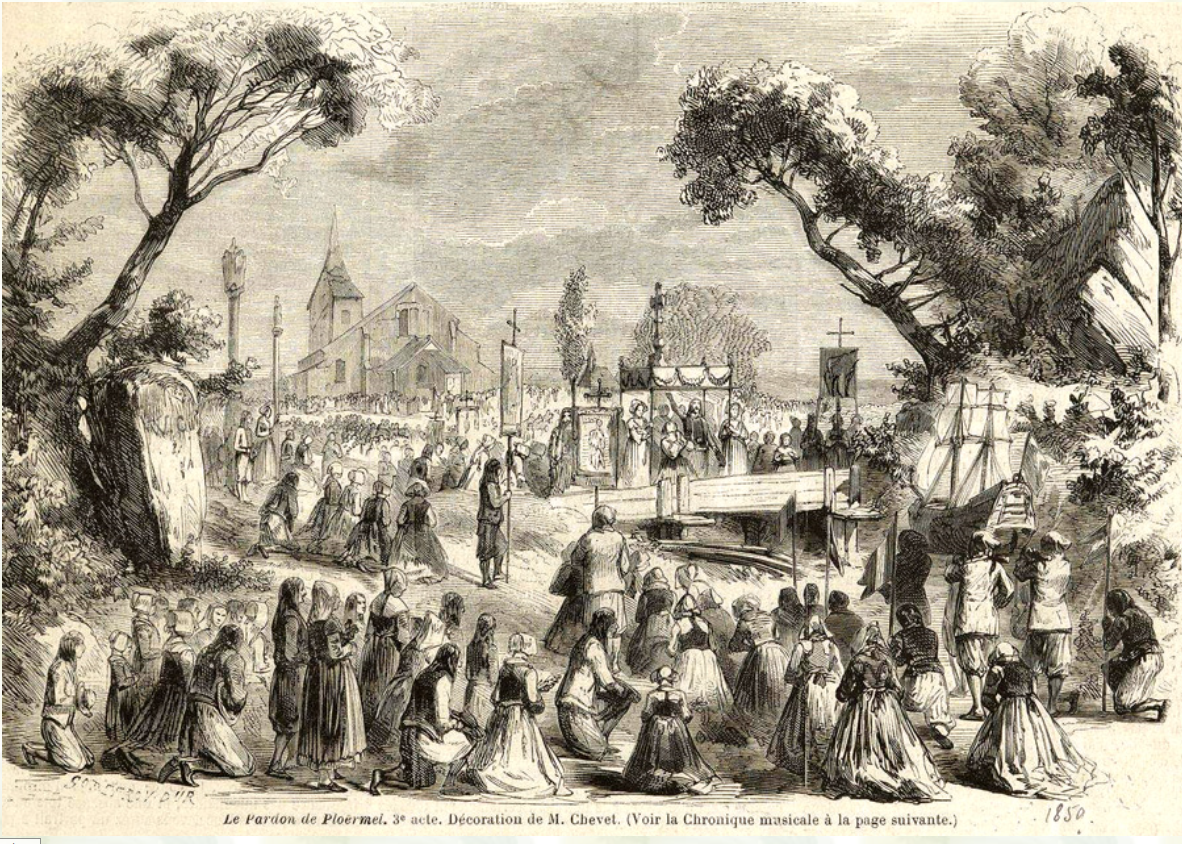
Gravure de 1850 représentant le pardon de Ploërmel.

Le culte catholique est pratiqué à Ploërmel. La paroisse de Ploërmel fait partie en 2019 de la communauté de paroisses Ploërmel, Saint-Armel, Taupont et Augan, au sein du doyenné de Ploërmel et du diocèse de Vannes, une organisation territoriale en évolution continue, compte tenu de la diminution du nombre de prêtres.
La dévotion à Saint-Armel s’est longtemps manifestée chaque année par une fête qui lui était dédiée, célébrée le 16 août, la solennité étant renvoyée au dimanche suivant. Une procession solennelle, dénommée pardon, avait lieu. Portée sur les épaules de deux prêtres en aube et en chasuble, le chef de Saint-Armel parcourait les rues de la ville. De nombreux Ploërmelais se rassemblaient à cette occasion. En sus de la procession, cérémonie religieuse, a longtemps eu lieu une représentation théâtrale. Ainsi de 1600 à 1790 se jouait en public, au soir de la fête, une « tragédie de Saint-Armel » à la représentation de laquelle les habitants des paroisses voisines venaient assister. La dernière procession eu lieu dans les années 1960.

#### Autres cultes
Une église protestante évangélique est présente à Ploërmel. Les autres lieux de cultes situés en dehors de la commune sont les suivants : une église orthodoxe à Loudéac (38 km), un temple protestant, un temple bouddhiste et une mosquée à Vannes (41 km) (une autre mosquée se trouve à Saint-Péran (39 km)) et une synagogue à Rennes (56 km).

### Médias
La presse écrite locale est dominée par le Groupe SIPA - Ouest-France et son édition Ouest-France. Des journaux locaux dont la diffusion est plus modeste sont également publiés : Le Ploërmelais et Les Infos du Pays de Ploërmel.
Le Ploërmelais est un hebdomadaire dont la zone de diffusion couvre les anciens cantons de Ploërmel, Josselin, La Trinité-Porhoët, Mauron et Malestroit. Historiquement la publication est parue initialement sur la période 1882-1944. Initialement ayant la fonction d’écho de l'arrondissement de Ploërmel [« puis » journal des catholiques de l'arrondissement « puis » journal de l'arrondissement, catholique, politique, judiciaire, agricole, commercial, industriel « puis » journal d'annonces judiciaires, légales, commerciales et d'avis divers]. En 2015, sa diffusion était de l’ordre de 5 000 exemplaires. La publication papier est adossée à une publication numérique.
Une autre publication uniquement numérique complète le dispositif médiatique local : Les « infos du Pays Gallo », dont la zone de diffusion couvre les communes des intercommunalités suivantes : Ploërmel Communauté, Questembert Communauté et De l'Oust à Brocéliande Communauté.

## Économie

### Revenus et fiscalité
Les indicateurs de revenus et de fiscalité à Ploërmel et dans l'ensemble du Morbihan en 2015 sont présentés ci-dessous.
|                                                                   | Ploërmel | Morbihan |
| ----------------------------------------------------------------- | -------- | -------- |
| Nombre de ménages fiscaux                                         | 4 174    | 329 913  |
| Nombre de personnes dans les ménages fiscaux                      | 9 267    | 738 554  |
| Médiane du revenu disponible par unité de consommation (en euros) | 20 552   | 20 359   |
| Part des ménages fiscaux imposés                                  | 52,5 %   | 53,3 %   |

Si les indicateurs communaux sont proches de ceux du département, il ressort néanmoins que la commune est classée depuis 2017 en zone de revitalisation rurale (ZRR), à l'instar de l'ensemble des communes de Ploërmel communauté, car l'évaluation se fait au niveau de l'intercommunalité. Ce dispositif vise à aider le développement des territoires ruraux principalement à travers des mesures fiscales et sociales. Des mesures spécifiques en faveur du développement économique s'y appliquent. L'objectif est de concentrer les mesures d'aide de l'état au bénéfice des entreprises créatrices d'emplois dans les zones rurales les moins peuplées et les plus touchées par le déclin démographique et économique,.
Parallèlement, la commune bénéficie également d'un contrat de ruralité signé en 2017 entre l'État et le Pays de Ploërmel. À l'instar des contrats de ville, le contrat de ruralité coordonne les moyens financiers et prévoit l’ensemble des actions et des projets à conduire en matière d’accessibilité aux services et aux soins, de développement de l’attractivité, de redynamisation des bourgs-centres, de mobilité, de transition écologique ou, encore, de cohésion sociale.

### Emploi
En 2017, la ville de Ploërmel « concentrait » 31 % des emplois salariés au lieu de travail sur le territoire du pays de Ploërmel Cœur de Bretagne, les trois plus grosses entreprises (PEP, Capsugel et Yves Rocher) ne représentant qu'un peu moins de 10 % des emplois salariés de la commune. Le premier pourvoyeur d'emplois sur la commune est en fait le secteur public (administration, enseignement, santé, action sociale) avec environ 2 200 emplois, soit 36 % du total des emplois salariés.
Au-delà de l'importance du secteur tertiaire, le comparatif entre l'évolution de l'emploi à Ploërmel entre 2010 et 2015 et celle du département et de la région montre une part plus importante du secteur industriel sur la commune que sur le département ou la région Bretagne. Concernant l'occupation de ces emplois, sur les 7 300 emplois que comptait la commune en 2014, seulement 2 200 étaient pourvus par des Ploërmelais et plus de 5 100 par des habitants d’autres communes, attestant ainsi du rôle économique prépondérant que jour la commune pour le quart nord-est du département. Ploërmel exporte également a contrario 1 700 actifs vers d’autres localités.
|                                                              | Commune historique | Commune historique | Commune historique | Commune historique | Morbihan | Morbihan | Morbihan | Morbihan | Région Bretagne | Région Bretagne | Région Bretagne | Région Bretagne |
|                                                              | 2015               | 2015               | 2010               | 2010               | 2015     | 2015     | 2010     | 2010     | 2015            | 2015            | 2010            | 2010            |
|                                                              | Nombre             | %                  | Nombre             | %                  | Nombre   | %        | Nombre   | %        | Nombre          | %               | Nombre          | %               |
| ------------------------------------------------------------ | ------------------ | ------------------ | ------------------ | ------------------ | -------- | -------- | -------- | -------- | --------------- | --------------- | --------------- | --------------- |
| Agriculture                                                  | 116                | 1,6                | 117                | 1,7                | 12 260   | 4,4      | 13 400   | 4,8      | 61 395          | 4,7             | 66 008          | 5,1             |
| Industrie                                                    | 1 597              | 21,4               | 1 574              | 22,9               | 44 148   | 15,8     | 45 234   | 16,2     | 178 533         | 13,7            | 189 775         | 14,6            |
| Construction                                                 | 402                | 5,4                | 483                | 7                  | 20 779   | 7,5      | 23 587   | 8,5      | 90 175          | 6,9             | 98 249          | 7,6             |
| Commerce, transports, services divers                        | 2 725              | 36,6               | 2 450              | 35,7               | 110 946  | 39,8     | 108 741  | 39,1     | 538 511         | 41,4            | 528 585         | 40,7            |
| Administration publique, enseignement, santé, action sociale | 2 612              | 35                 | 2 243              | 32,7               | 90 528   | 32,5     | 87 439   | 31,4     | 430 706         | 33,1            | 417 238         | 32,1            |
| Ensemble                                                     | 7 452              | 100                | 6 866              | 100                | 278 661  | 100      | 278 401  | 100      | 1 299 320       | 100             | 1 299 855       | 100             |

### Entreprises et commerces

#### Secteurs d'activités
1 035 établissements marchands non agricoles sont économiquement actifs en 2021 à Ploërmel,.
| Secteur d'activité                                                                                        | Commune | Commune | Département |
| Secteur d'activité                                                                                        | Nombre  | %       | %           |
| --- | ------- | ------- | ----------- |
| Ensemble                                                                                                  | 1 035   | 100 %   | (100 %)     |
| Industrie manufacturière, industries extractives et autres                                                | 93      | 9 %     | (7,8 %)     |
| Construction                                                                                              | 91      | 8,8 %   | (11,3 %)    |
| Commerce de gros et de détail, transports, hébergement et restauration                                    | 285     | 27,5 %  | (23,9 %)    |
| Information et communication                                                                              | 16      | 1,5 %   | (2,4 %)     |
| Activités financières et d'assurance                                                                      | 77      | 7,4 %   | (5,3 %)     |
| Activités immobilières                                                                                    | 64      | 6,2 %   | (6,7 %)     |
| Activités spécialisées, scientifiques et techniques et activités de services administratifs et de soutien | 174     | 16,8 %  | (16,7 %)    |
| Administration publique, enseignement, santé humaine et action sociale                                    | 146     | 14,1 %  | (16,1 %)    |
| Autres activités de services                                                                              | 89      | 8,6 %   | (9,8 %)     |

Le secteur du commerce de gros et de détail, des transports, de l'hébergement et de la restauration est prépondérant sur la commune puisqu'il représente 27,5 % du nombre total d'établissements de la commune (285 sur les 1035 entreprises implantées  à Ploërmel), contre 23,9 % au niveau départemental.

### Agriculture
La commune est dans la « Bretagne Centrale », une petite région agricole dans le département du Morbihan. En 2020, l'orientation technico-économique de l'agriculture  sur la commune est la combinaisons de granivores (porcins, volailles). 
|               | 1988  | 2000  | 2010  | 2020  |
| ------------- | ----- | ----- | ----- | ----- |
| Exploitations | 123   | 76    | 52    | 51    |
| SAU (ha)      | 2 974 | 2 973 | 2 733 | 3 525 |

Le nombre d'exploitations agricoles en activité et ayant leur siège dans la commune est passé de 123 lors du recensement agricole de 1988  à 76 en 2000 puis à 52 en 2010 et enfin à 51 en 2020, soit une baisse de 59 % en 32 ans. Le même mouvement est observé à l'échelle du département qui a perdu pendant cette période 72 % de ses exploitations (passant de 15 825 à 6 328),. La surface agricole utilisée sur la commune a quant à elle augmenté, passant de 2 974 ha en 1988 à 3 525 ha en 2020. Parallèlement la surface agricole utilisée moyenne par exploitation a augmenté, passant de 24 à 69 ha,.
La commune est localisée de facto dans les aires de production de quatre produits bénéficiant d’une indication géographique protégée (IGP). Il s’agit du « cidre de Bretagne » ou « cidre breton », de la « farine de blé noir de Bretagne — gwinizh du breizh », des « Volailles de Bretagne » et des « Volailles de Janzé ».

#### Secteur secondaire
Sur le plan industriel, les six entreprises installées à Ploërmel les plus importantes en termes de chiffres d'affaires et d'effectifs sont installées dans les zones industrielles de la commune historique. Aucune n'existe sur le territoire de la commune déléguée de Monterrein.
- L'usine Yves Rocher, où 250 salariés fabriquent chaque année 50 millions de produits parfumés[285],[286] ;
- La société PEP, appartenant au groupe D'Aucy, un groupe agroalimentaire coopératif (ex Cecab), est spécialisée dans la casserie d'œufs, la fabrication et le conditionnement de produits élaborés d'œufs, frais et surgelés (blancs d'œuf liquides, préparations pour omelettes pour potages, œufs cuits prêts-à-l'emploi, à trancher, en tubes)[287] dispose de deux établissements sur la commune (CA de la société : 93,6 M€ en 2016 et 48 M€ en 6 mois en 2017[288],[289]) ;
- Capsugel Ploermel, appartenant au groupe Pfizer et créée en 1995 (48,2 M€ en 2017)[290], est leader mondial en fourniture de gélules dures et en solutions galéniques innovantes utilisées à la fois par l’industrie pharmaceutique et celle des compléments alimentaires et emploie 2 800 employés dans le monde et 188 à Ploërmel (en 2014)[291]. En 2013, l'usine de Ploërmel est le premier site de Capsugel à obtenir l'approbation de la FDA à produire des produits pharmaceutiques destinés à être commercialisés aux États-Unis[292] ;
- L'entreprise « Les Celluloses de Broceliande », créée en 1990 et filiale du groupe Intermarché, fabrique des articles d'hygiène pour le bébé et la femme et en est le leader (CA de 108,5 M€ en 2023 selon verif.com[293] et 108,2 M€ selon le site de l'entreprise. Elle employait 249 personnes en 2023[294] ;
- Manufac Produits Automobiles de Ploërmel (MPAP) est un fabricant d'équipements automobiles (CA de 15,2 MF en 2017)[295]. Touchée de plein fouet par la baisse des activités de l'usine PSA de Rennes La Janais, l'entreprise se sépare en 2013 de 53 des 160 salariés[296]. En 2014, les effectifs sont de 104 personnes[297] ;
- Les « Aciéries de Ploermel Industrie » sont spécialisées dans la fabrication de matériel ferroviaire. Créées en 1885, les forges Thuault deviennent en 1939 les aciéries Ploërmel. Elles sont rachetées par Keystone USA en 1994, puis intègrent le groupe Keystone Europe en 1999. Mais en 2005, la société connaît des difficultés et est rachetée par les salariés dans le cadre de la création d'une SCOP[298]. En 2017, la SCOP présente un CA de 8,3 MF[299] et emploie 95 salariés. La société déménage ses locaux en 2019-2020[300].
- Sanofi, où 90 employés préparent l'héparine, brute et purifiée, à partir de mucus des intestins de porc collectés dans les abattoirs de Bretagne et du Grand Ouest. On estime que le site de Ploërmel assure plus de 50 % de la production mondiale d'héparine. Celle-ci est la base d'un médicament anticoagulant, notamment connu sous le nom de Lovenox, utilisé pour la prévention des thromboses (phlébites, embolies, etc.) et leur traitement, ainsi que celui du syndrome coronarien aigu et de l'infarctus du myocarde.

Dans le domaine des entreprises avec une activité spécifique, l'équipementier Babolat, dont le siège est à Lyon, fabrique des raquettes de tennis et serait la seule entreprise française, et quasiment au monde, à produire des cordages naturels, réputés meilleurs que les cordages synthétiques. Il faut un peu plus de 12 m de boyau pour le cordage d’une seule raquette, soit l’équivalent de deux intestins de bœufs.
D'autres entreprises du secteur secondaire peuvent être citées comme Hydraumatec Ingenierie, fabricant d'équipements hydrauliques et pneumatiques (CA de 3,5 MF en 2017), Broceliande Tp, une entreprise de travaux de terrassements (2,4 MF en 2017) et 18 personnes en 2015 ou IPCB, créée en 2008 et spécialisée dans la chaudronnerie et la tuyauterie industrielles.

#### Secteur tertiaire

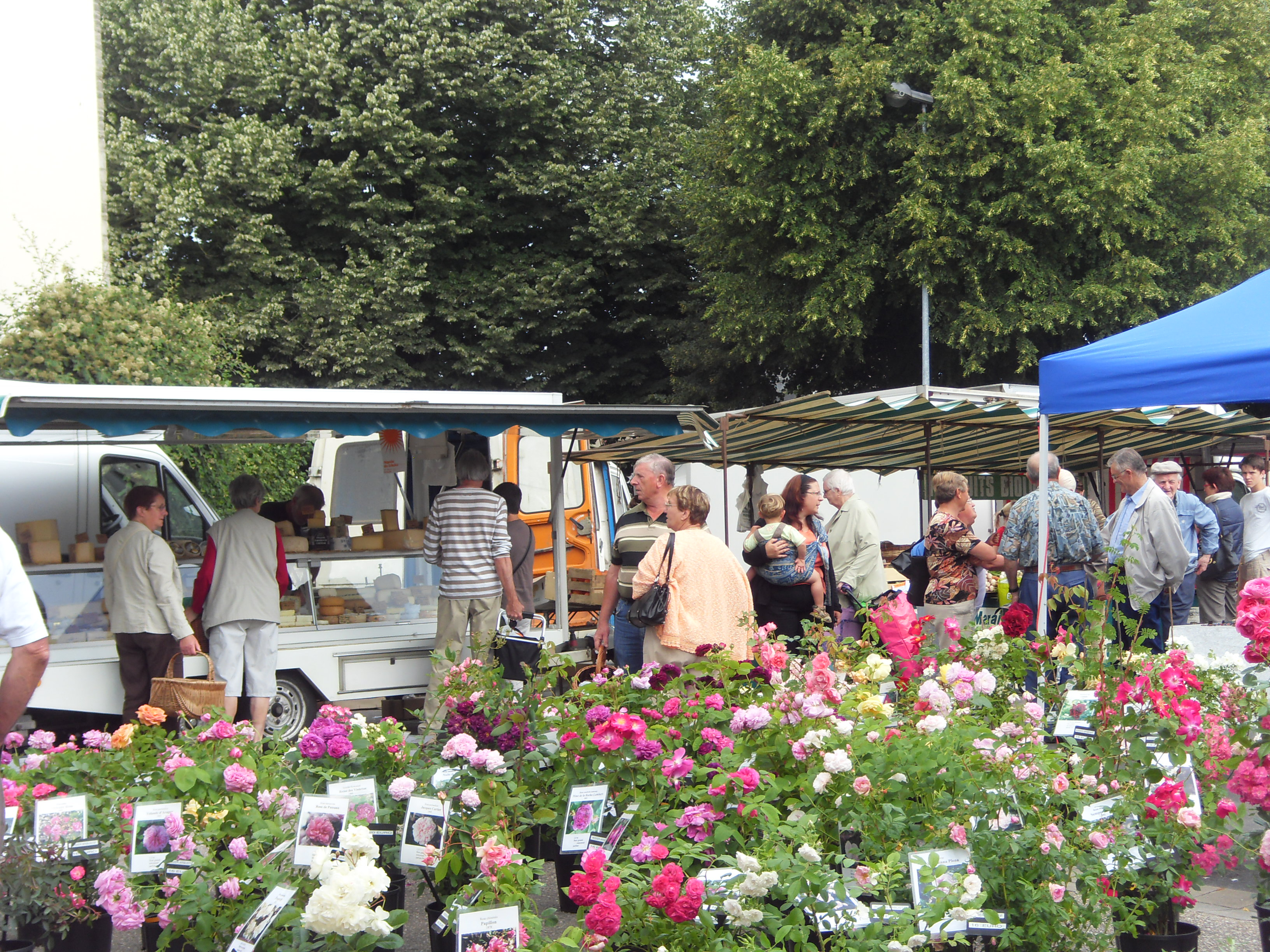
Jour de marché à Ploërmel.

La ville dispose d'une maison des entreprises « Cométias » qui regroupe les 3 chambres consulaires : Chambre de commerce et d'industrie du Morbihan, Chambre de métiers et de l'artisanat et Chambre d'agriculture.
Dans le secteur d'activité du commerce, les entreprises les plus importantes sont : Cecabroons Ponte (commerce de gros interentreprises de produits laitiers, œufs, huiles et matières grasses comestibles - CA de 29,1 M€ en 2017 et 18 salariés en 2014), Mezière Automobiles (commerce et réparation d'automobiles et de motocycles - CA : 9,4 MF en 2017 et 11 personnes en 2012), Dupe Troll (restauration rapide - CA de 6,7 MF en 2017 et 58 personnes en 2014), Coral Sud Bretagne (commerce de gros - CA de 3,6 MF en 2017), Maluv (commerce de détail - CA de 3,2 MF en 2017).
Dans le domaine des services, deux entreprises peuvent être mentionnées : Le Ray Transport et Logistique (9,2 MF en 2017 et 84 salariés en 2014) et
Gp Bretagne Emploi (4,4 MF en 2017 et 45 salariés en 2013).
Un marché hebdomadaire a lieu tous les vendredis matin sur la place du Tribunal dans le centre-ville. Il est complété par un marché aux livres une fois par mois et par la traditionnelle foire Saint-Denis qui a lieu le troisième lundi du mois d'octobre, ainsi que le dimanche le précédant (depuis 2017). La foire Saint-Denis, auparavant foire agricole avec marché aux bestiaux, est une tradition locale qui remonte au XVIIIe siècle. Avant la Révolution, la foire Saint-Denis avait lieu au jour de l'incidence de la fête du saint et autour de sa chapelle. En 1790, les propriétaires et habitants du village Saint-Denis présentent au conseil général de la commune une requête tendant à obtenir que la foire Saint-Denis soit transférée dans la ville de Ploërmel. Pour réaliser l'opération, les élus décident d'agrandir la place Saint-Nicolas (place de la Mairie) qui sert de champ de foire. L'année suivante, le 2 août 1791, le directeur du département autorise ce transfert. Depuis, il se tient dans la ville une foire tous les troisièmes lundis de chaque mois et la foire Saint-Denis est renvoyée au troisième lundi d'octobre.

## Culture et patrimoine

### Langues
Si on a parlé localement breton au Moyen Âge, depuis on y parle gallo, langue romane et non celtique.
En 2005, le conseil général a décidé d'installer des panneaux bilingues français-breton, ce qui a provoqué une polémique dans le pays gallo.
À la rentrée 2017, 26 élèves étaient scolarisés dans la filière bilingue publique (soit 2,2 % des enfants de la commune inscrits dans le primaire).

### Lieux et monuments

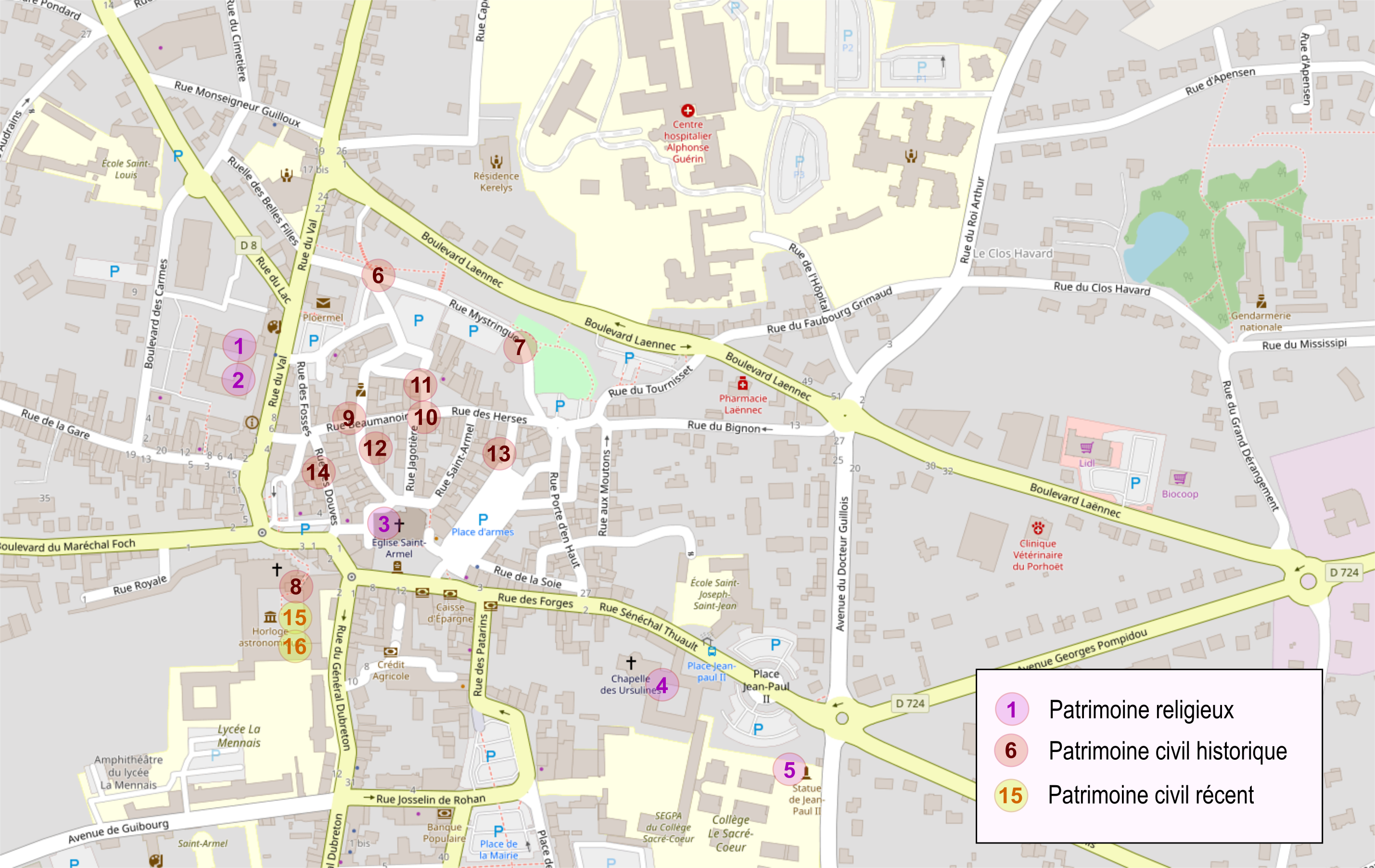
Carte de localisation des bâtiments d'intérêt historique dans la ville close de Ploërmel.

Les chiffres rouges entre parenthèses se rapportent aux repères de la carte Localisation des bâtiments d'intérêt historique de Ploërmel

#### Patrimoine religieux
Le patrimoine religieux est constitué de trois églises historiques, Saint-Armel sur la commune historique, Saint-Malo sur le territoire de la commune déléguée, et Saint-Jean-Baptiste sur le village de Saint-Jean-de-Villenard et de trois anciens couvents (Carmes, Ursulines et Carmélites) qui ont connu des destins différents, et de différentes croix classées.
- L'église Saint-Armel (3)[322],[323]. Fondée au XVe siècle, l'église a été reconstruite entre 1511 et 1602. Le portail nord, de 1530 environ, présente des scènes de l’Évangile, et des scènes populaires. 
À l'intérieur, on trouve une voûte en bois ornée de sablières richement sculptées, des verrières (dont l'Arbre de Jessé, 1552), des ornementations, les gisants des ducs Jean II et Jean III ainsi que celui de Philippe de Montauban, chancelier d'Anne de Bretagne. À l'origine les tombeaux des deux ducs étaient placés dans l'église des Carmes. L'église ayant été détruite par la Ligue, les deux tombeaux ont été déplacés dans l'église du prieuré Saint-Nicolas en 1591. Réinstallés dans la nouvelle église des Carmes, ils y demeurent jusqu'à la Révolution française. En 1790, les parois des tombeaux sont détruites et les gisants déposés. C'est le conseil général du Morbihan qui fait restaurer les deux gisants, en 1820, lesquels sont ensuite déposés sur un nouveau et unique tombeau placé dans l'église Saint-Armel. 
Classé monument historique dès 1840[324], l'édifice a été un peu endommagé par les bombardements américains des 12 et 13 juin 1944.

- L'église Saint-Malo, sur la commune déléguée de Monterrein, est dédiée à l'origine à saint Barthélemy puis à saint Malo. Elle a la forme d'une croix latine avec un bas côté au nord. Église romane du XIIe siècle, elle fut remaniée avec des restaurations et des additions aux XVIIe, XVIIIe et XIXe siècles[325].
- Le couvent des Carmes (1) est fondé en 1273, à l'initiative du comte de Richemont (Jean II), le futur duc de Bretagne, qui, de retour de croisade, décide d’accueillir à Ploërmel un nouvel ordre mendiant : les Carmes. Situé à l'ouest de la ville close, il héberge en 1564, le roi Charles IX lors de sa visite à Ploërmel. Il est détruit par les Huguenots en 1593 et reconstruit en 1622. En 1792, les Révolutionnaires prennent possession du couvent pour en faire un hôpital militaire. En 1871, il est racheté par le diocèse et devient le petit séminaire chargé de la formation des jeunes prêtres jusqu'en 1904, date de la confiscation des établissements religieux par l'État. Pendant la guerre 14-18, le bâtiment sert de casernement pour le 102e régiment d'artillerie lourde. La gendarmerie de Ploërmel y est ensuite cantonnée de 1921 à 1988[326]. La Chapelle Sainte-Marie des Carmes (2), dite la Chapelle bleue, a été sacrée en 1888 et est aujourd'hui un lieu de spectacles et d’expositions[326].
- Le monastère des Ursulines est construit de 1630 à 1647. La période révolutionnaire sonne la fin du couvent. Les biens sont inventoriés et vendus, et les cinquante-quatre religieuses présentes sont évacuées le 13 septembre 1792. Le monastère est vide et la chapelle sert alors de grenier à fagots pour le boulanger voisin. C'est dans cet état de délabrement que le père Jean Marie de La Mennais achète les bâtiments en 1824 pour y installer les Frères de la congrégation qu'il vient de fonder. La maison mère se développe et compte plus de 400 personnes à la fin du XIXe siècle. Les lois de 1903-1904 dispersent la plupart des congrégations religieuses. Les frères sont expulsés de Ploërmel, le 12 février 1904. En 1909, la maison est rachetée et l’école Lamennais y est installée ainsi qu'une école d’agriculture. Après 1940, celle-ci est transférée à La Touche et les groupes de frères reprennent possession des locaux. Aujourd’hui la maison mère abrite une communauté de Frères et des services administratifs de la Province[326],[327]. Les lieux hébergent également l'horloge astronomique (8), le musée des sciences naturelles[328] (15) et le musée Lamennais[329] (16).
- La chapelle des Ursulines.
- Le couvent des Carmélites (4), est construit de 1630 à 1645 et est nommé couvent de Bethléem. En 1729, on y dénombre la présence de cinquante-neuf religieuses. Durant la Révolution, la chapelle est retenue pour tenir des réunions publiques et c'est là que les délégués du Tiers état élisent leurs députés aux États Généraux, le 7 avril 1789. En 1790, de nombreuses élections y sont organisées. En 1792, le couvent suit le même sort que les deux autres couvents : les biens sont vendus et les carmélites évacuées. Le couvent connaît ensuite de nombreuses affectations, magasin à grains et à fourrage, hôpital, prison, école et caserne de gendarmes en 1805. En 1810, Napoléon donne le couvent aux Ursulines pour y créer un établissement pour l'éducation des jeunes filles. Les dernières religieuses sont expulsées le 13 novembre 1906 et le monastère est mis en vente en 1913. Racheté par un ami des Ursulines, il devient le pensionnat du Sacré-Cœur en 1919[326]. En 2006, il est entièrement détruit par un incendie criminel[330]. Après une longue période d'atermoiements, des travaux de réhabilitation sont entrepris en 2018[331].
- Deux chapelles sont présentes sur le territoire communal, la chapelle Saint-Antoine au lieu-dit Saint-Antoine et la chapelle Saint-Roch au lieu-dit La Couardière.

Patrimoine religieux de Ploërmel (sélection).
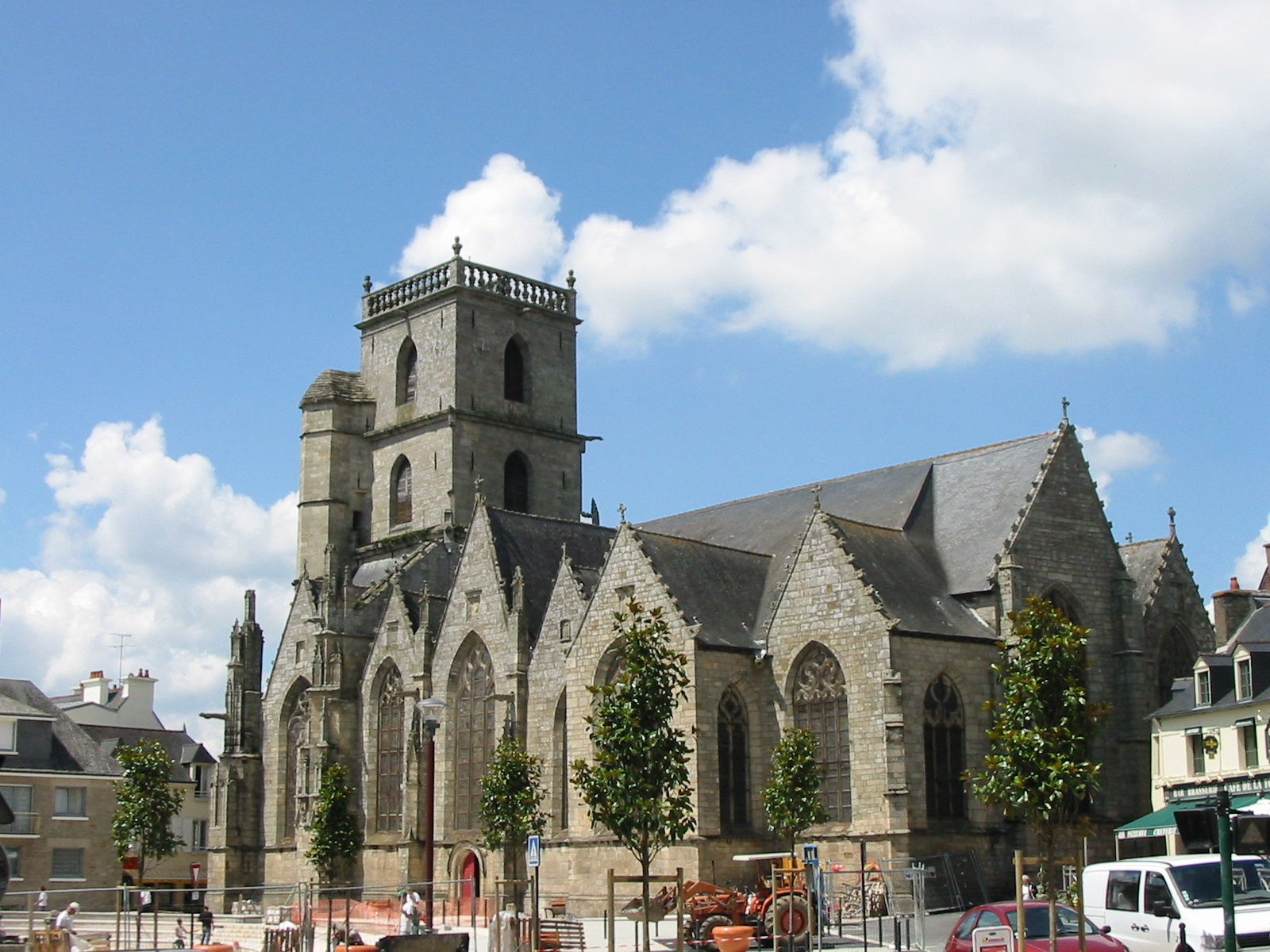
Église Saint-Armel.
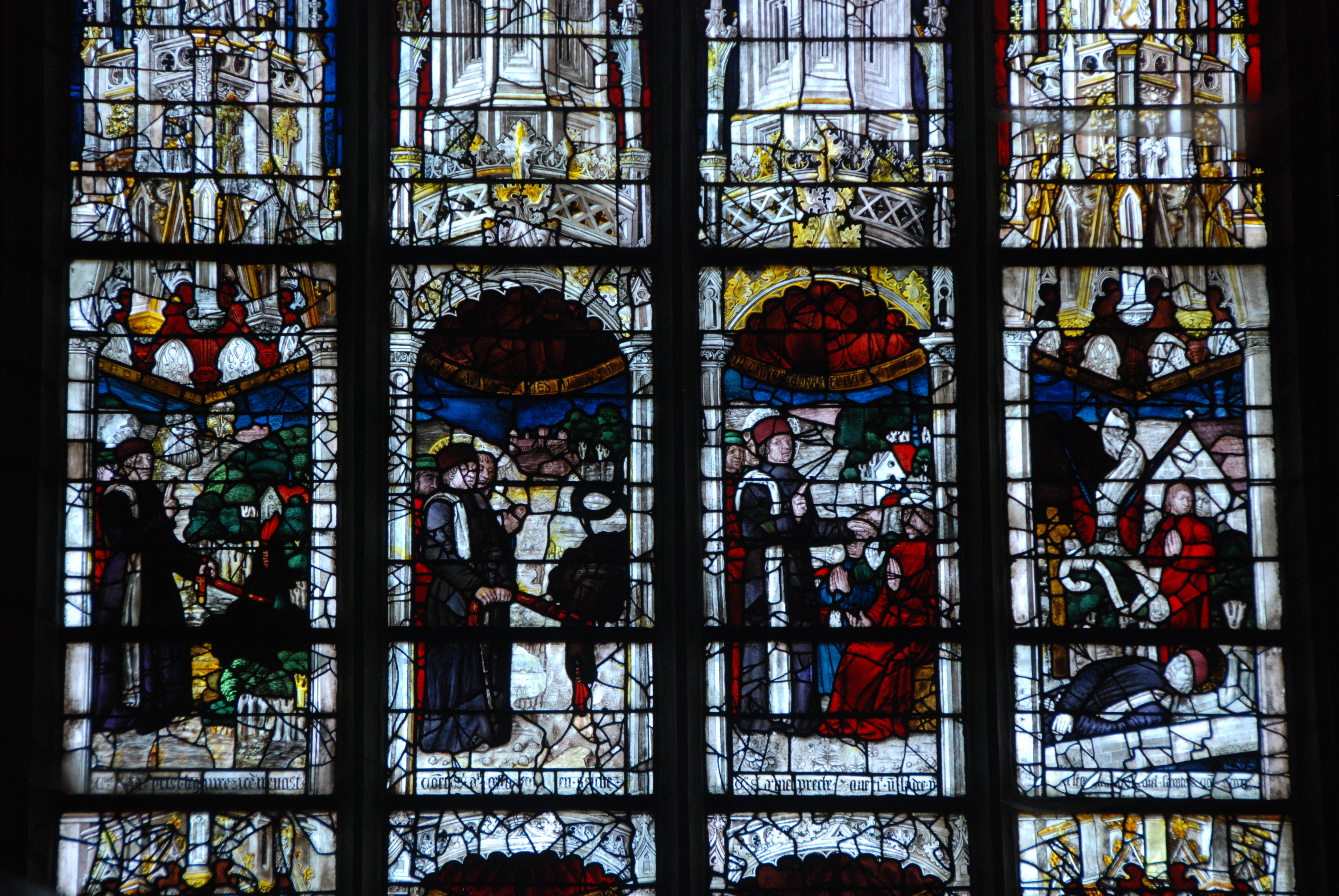
Vitrail sur la vie de Saint-Armel (XVe siècle).
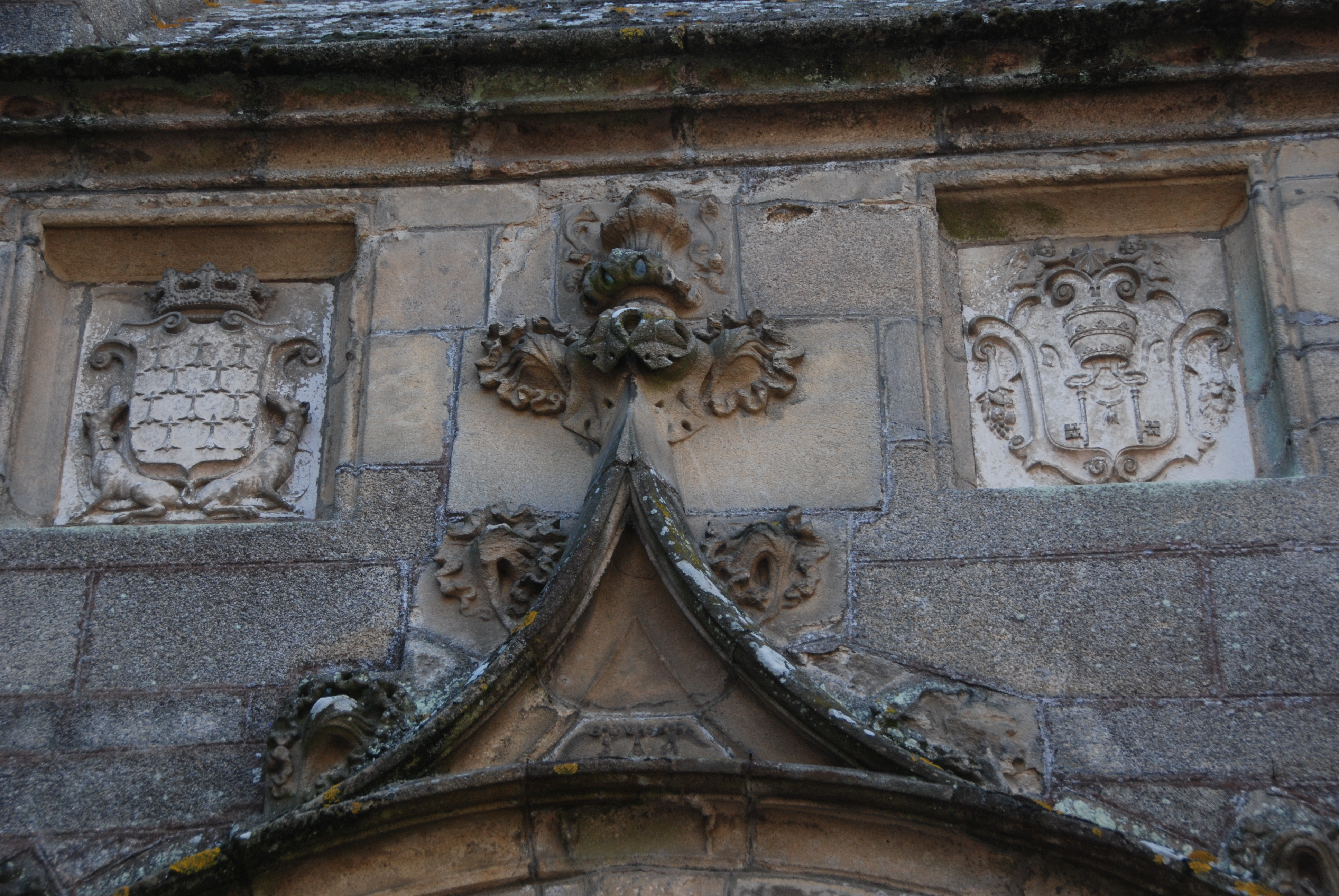
Armoiries de la ville.
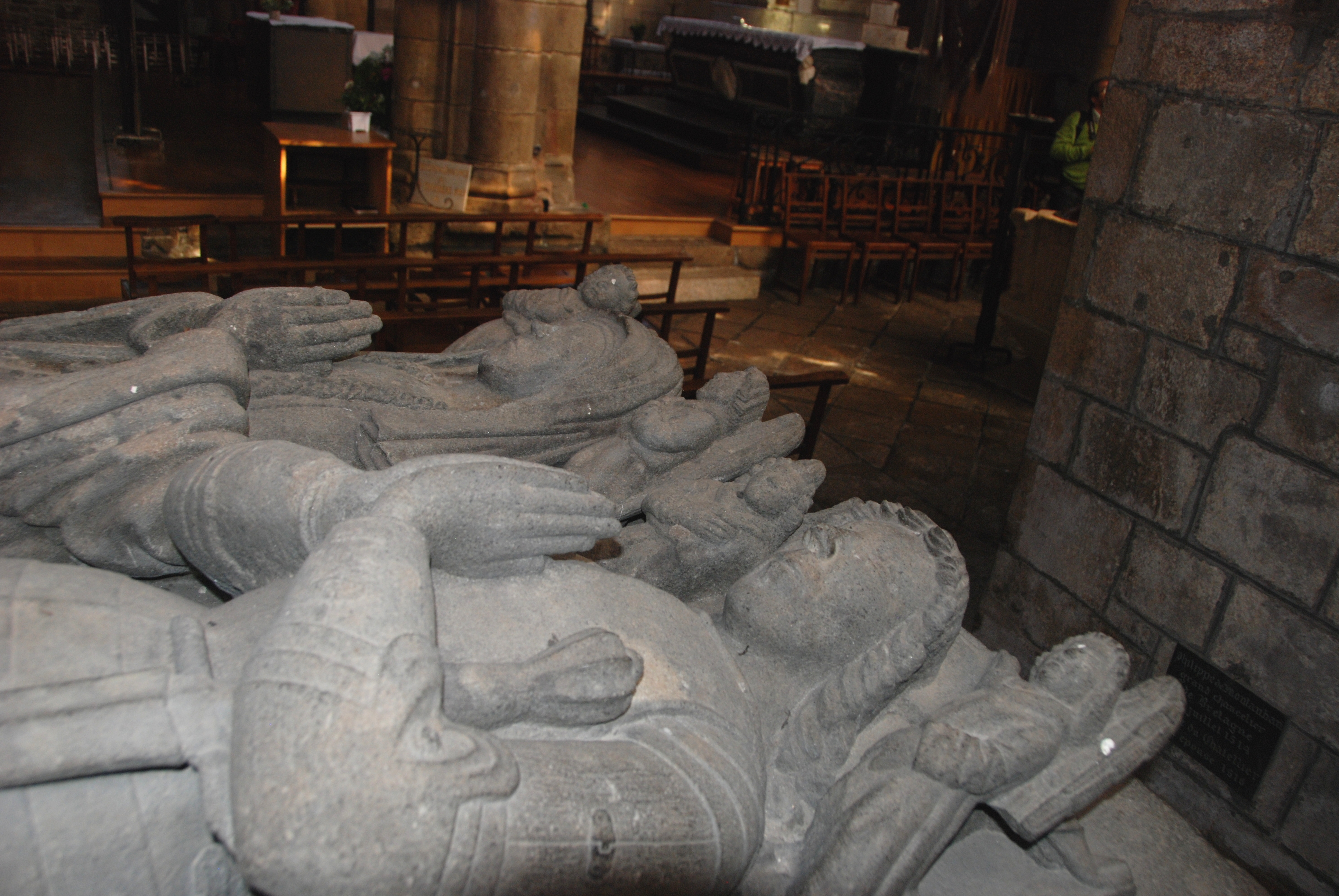
Tombeau de Philippe de Montauban.
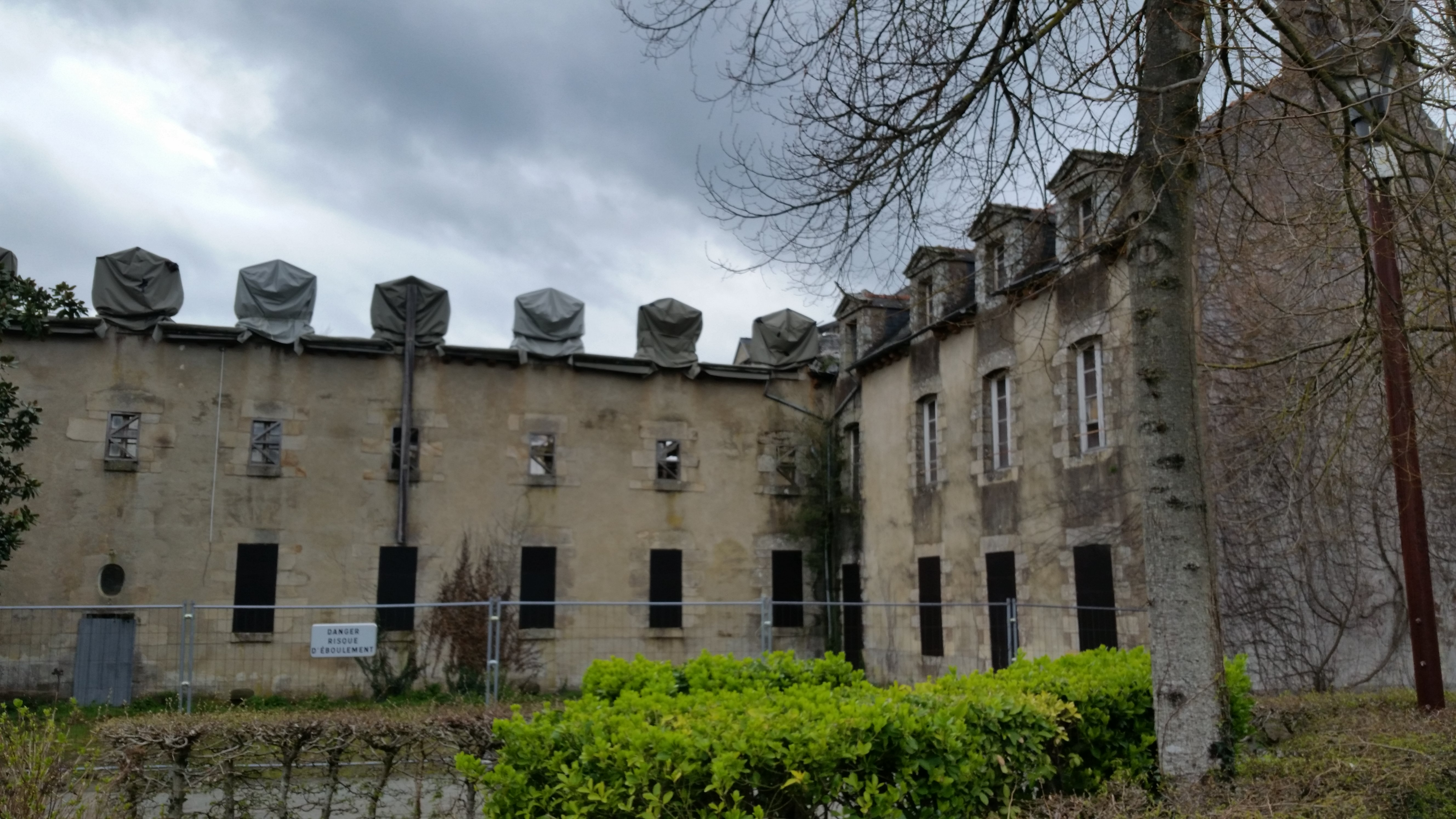
Couvent des Carmélites.
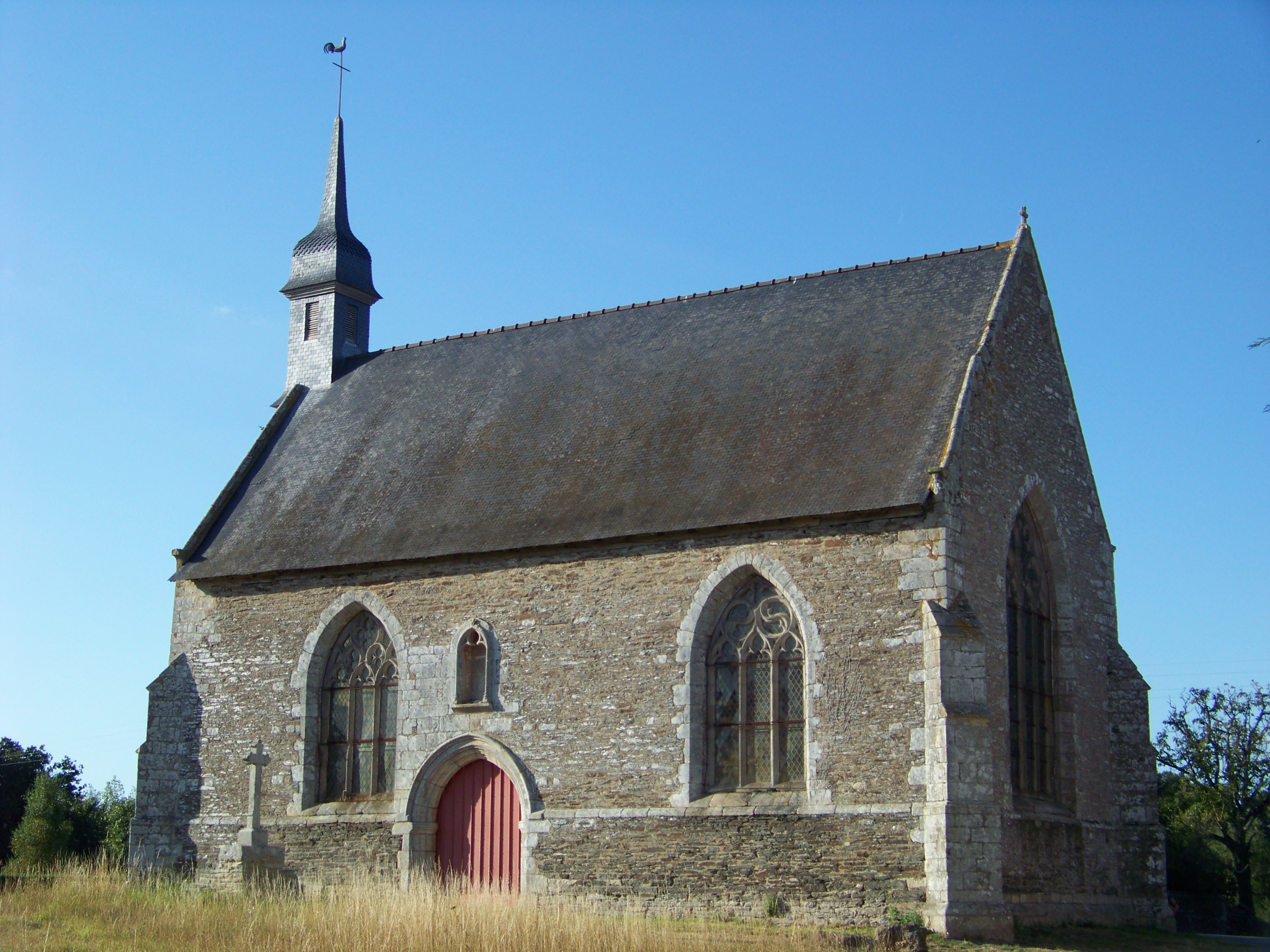
Chapelle Saint-Antoine.

Monument de Jean-Paul II.

- Le monument de Jean-Paul II (5) est une statue construite par le sculpteur russe Zourab Tsereteli et érigée en 2006 sur un petit parking près de la place publique Jean-Paul II. Cet édifice suscite dès le début une polémique et des critiques des défenseurs de la laïcité, le jugeant incompatible avec la loi française de séparation des Églises et de l'État de 1905 qui interdit « d'élever ou d'apposer » un « signe ou emblème religieux » dans un « emplacement public ». À la suite d'un recours en justice déposé par la Fédération de la libre pensée, l'édifice est jugé illégal en avril 2015, non du fait de la statue, mais du fait que celle-ci « est entourée d'une arche surplombée d'une croix, symbole de la religion chrétienne, qui, par sa disposition et ses dimensions, présente un caractère ostentatoire »[332],[333],[334]. Ce n'est qu'en juin 2018 que la polémique prend fin avec le rachat de la statue par le diocèse et son déplacement de 30 mètres sur un terrain acquis par le diocèse, adjacent au collège privé catholique du Sacré-Cœur[335].
- Plusieurs croix sont également à signaler sur le territoire communal, parmi lesquelles : la croix de la Couardière, la croix aux Morts, la Croix (Carrefour Deux-Ponts/Petit-Pelo), la croix de Roblin, la croix Guyot de Bezon, la croix de Bezon, la croix de Villenard, la croix de Roc-Brien. Sur le parvis de l'église de Monterrein, on trouve une croix à bras « pattés », croix de Malte ayant en son centre une croix et une coupe gravées ( Inscrit MH (1927)[336]). Dans la commune déléguée, il y a aussi la croix de l'If et une autre croix à l'entrée du village de la Québois. La croix de cimetière près de l'église Saint-Malo est également classée ( Inscrit MH (1927)[337]).

Croix monumentales de Ploërmel (sélection).
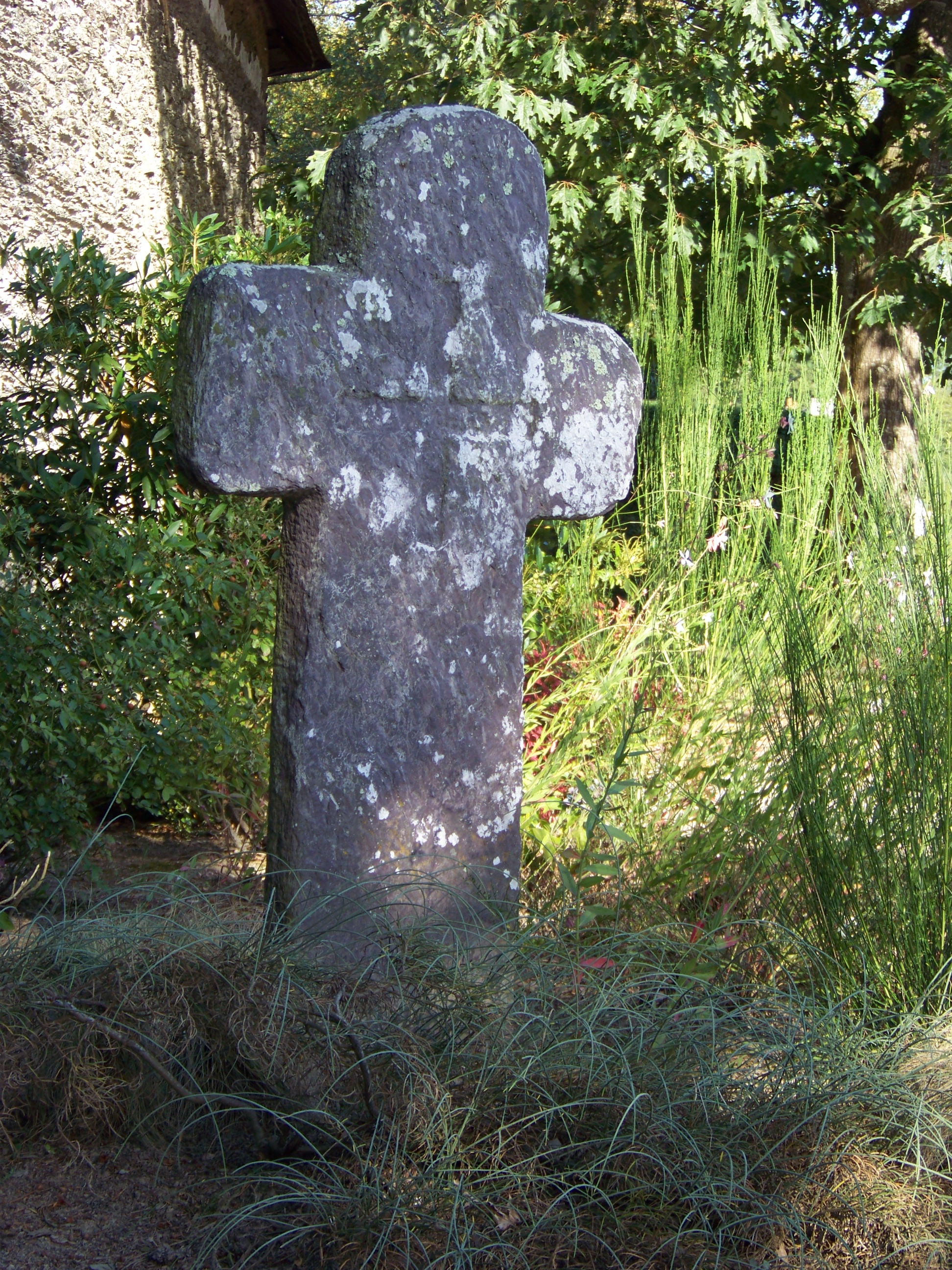
Croix de la Couardière.
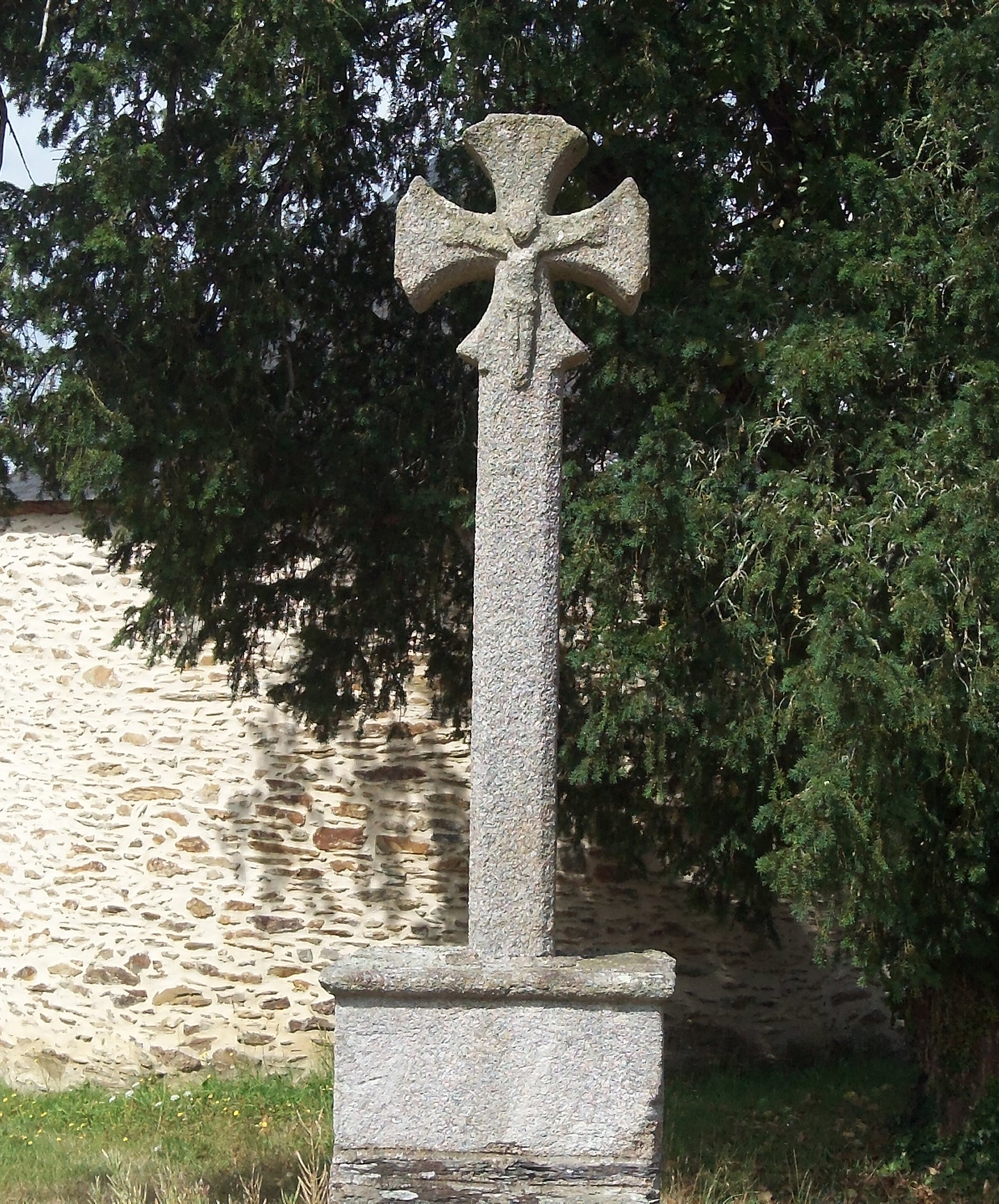
Croix de Roc-Brien.
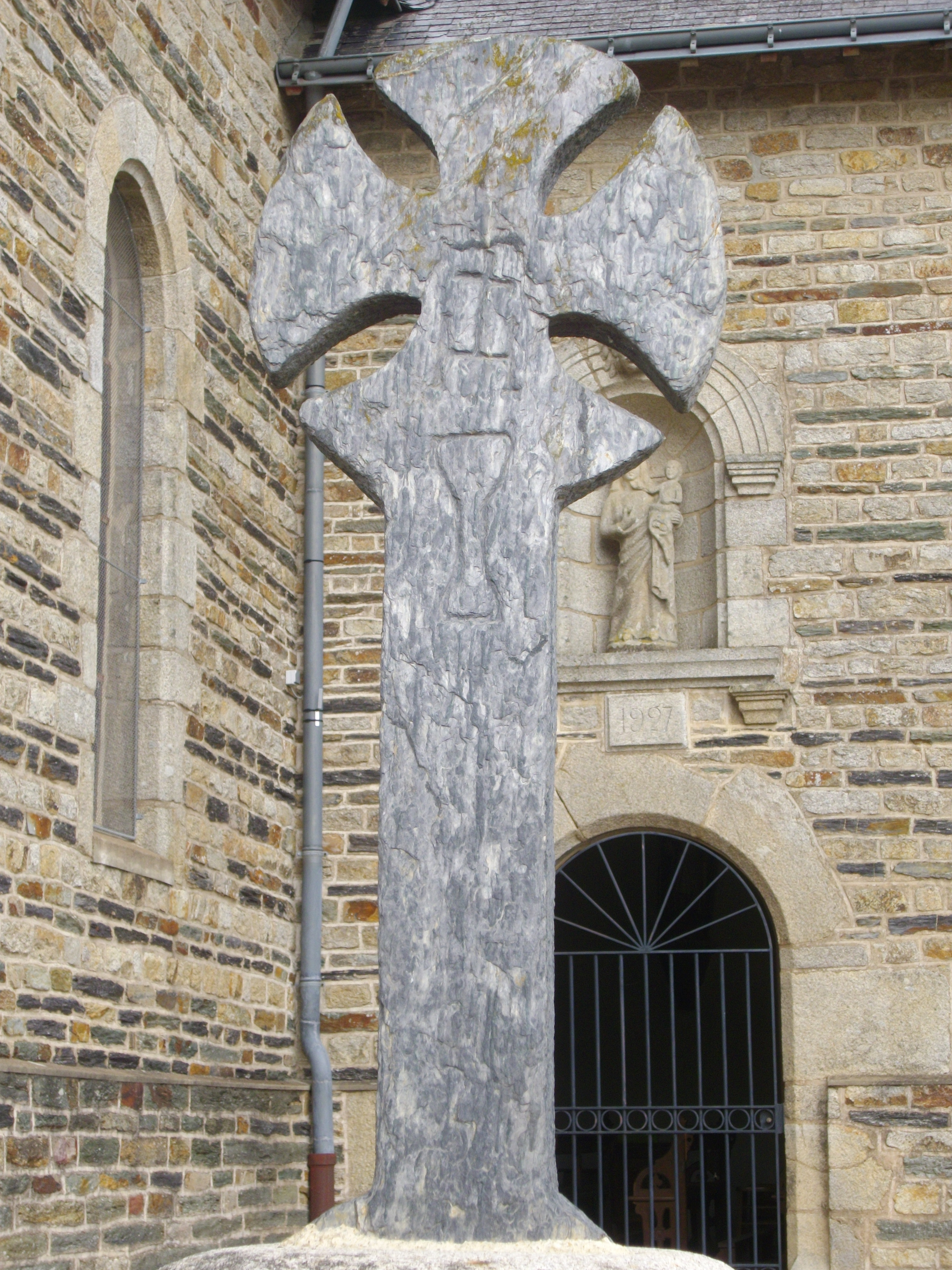
Croix du cimetière de Monterrein.
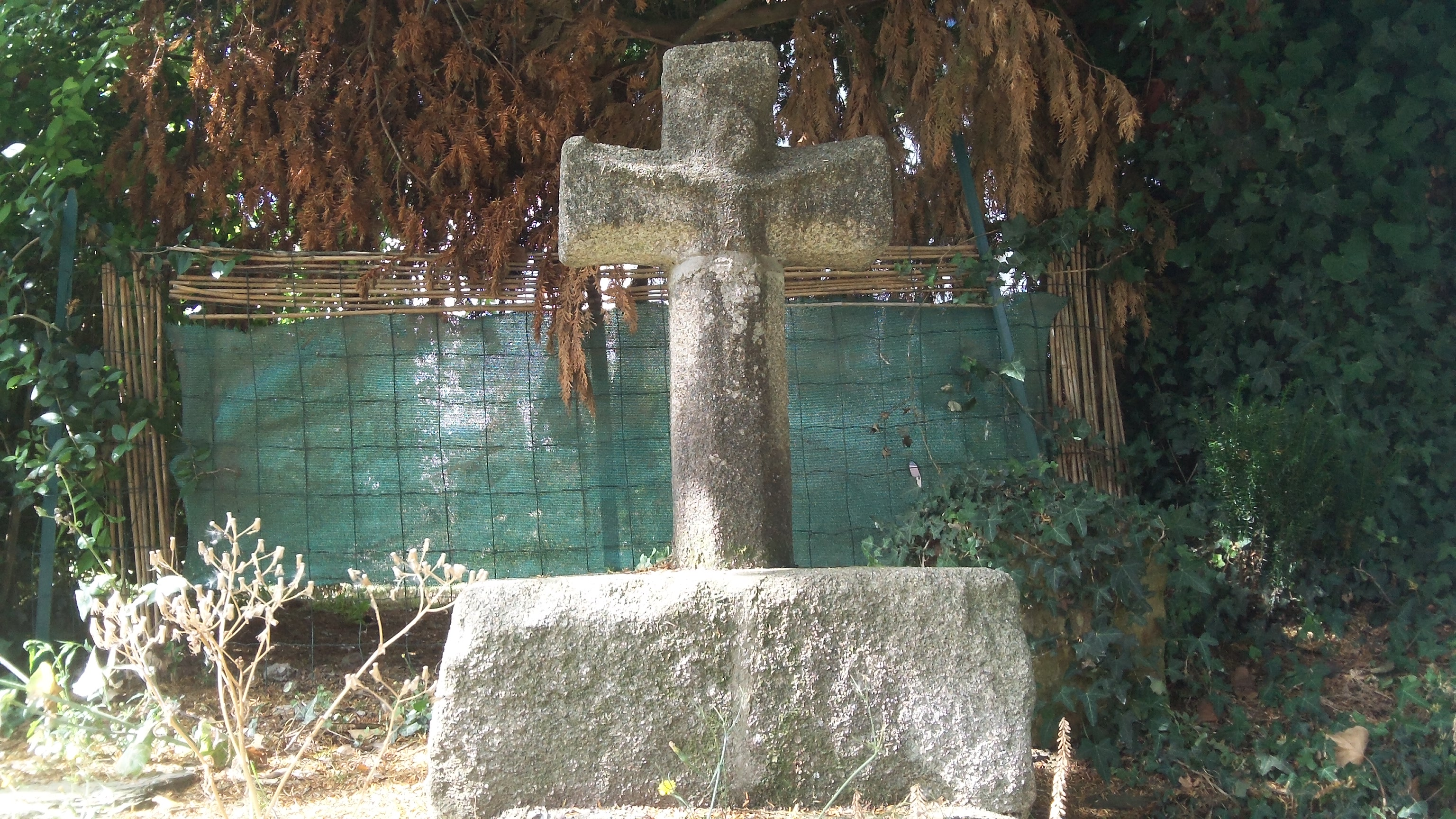
Croix Perrinet de Bezon.
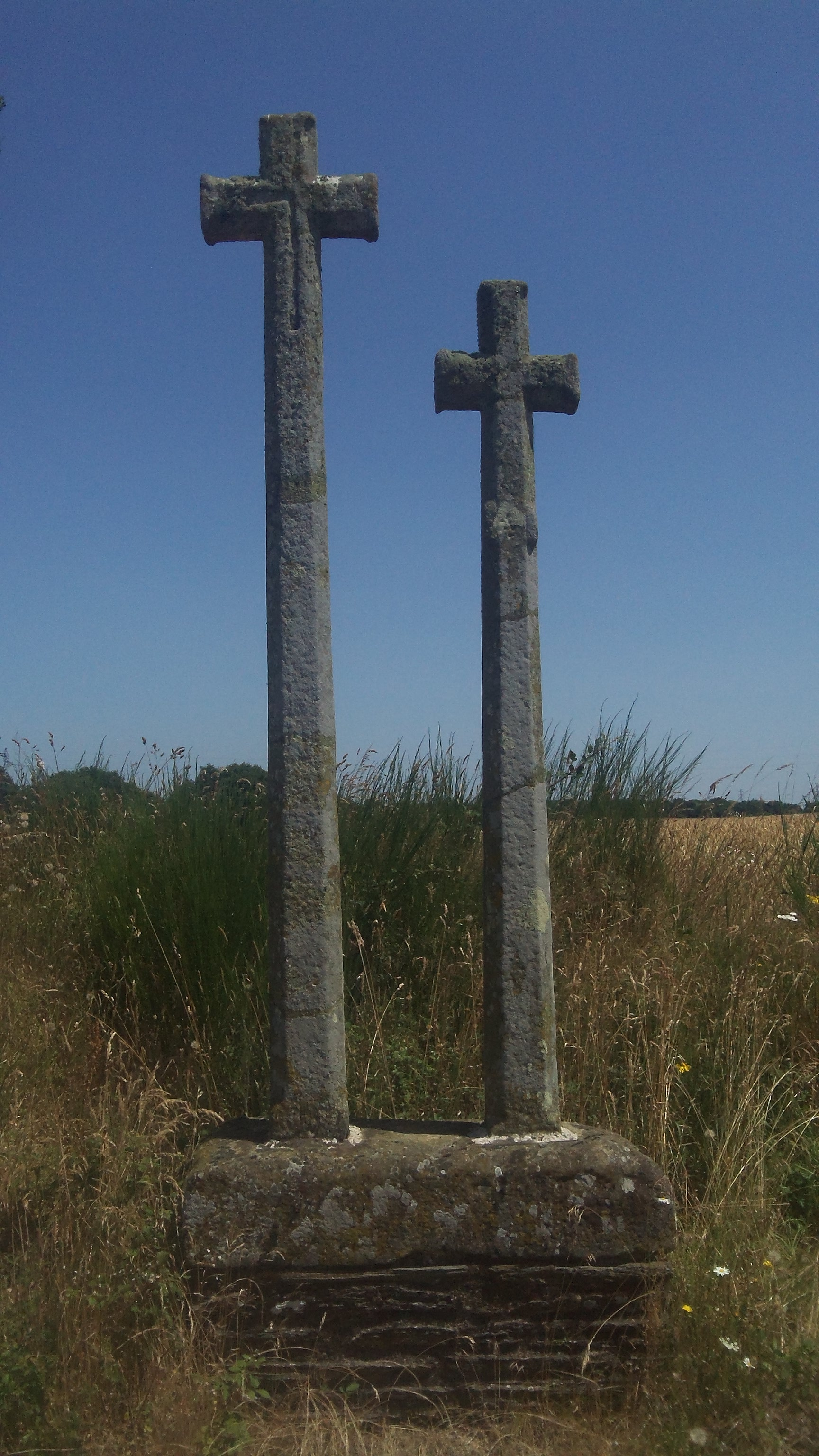
Croix Guyot de Bezon.

#### Patrimoine civil historique
Les remparts de la ville (6), construits en 1175, étaient crénelés, protégés par des douves et flanqués de cinq tours d’angles. Les six autres tours, accouplées deux à deux, protégeaient les trois portes. Les fortifications disparurent petit à petit après les guerres de la Ligue jusqu’au XIIe siècle. Seule subsiste aujourd'hui la Tour des Thabor (7).
Divers édifices d'intérêt historique sont situés dans la ville close :
- L'hôtel des Ducs de Bretagne (9) semble avoir été bâti vers 1150[339]. Son nom provient du fait que certains des ducs de Bretagne y ont séjourné[Note 25] et signé des actes jusqu'au XIVe siècle[339],[341]. Ils délaissent cette habitation au siècle suivant pour séjourner au couvent des Carmes[341],[340]. L'hôtel actuel date du XVIe siècle[341]. Au XVIIe siècle, la demeure sert d'auberge et prend le nom d'« hôtel de l'Écu de France ». L'hôtel est inscrit au titre des monuments historiques par arrêté du 9 juin 1925[341] ;
- La maison des Marmousets (10) (1586) qui porte dans sa partie ouest une tour et un pan de mur, vestiges des anciennes fortifications, est bâtie en pans de bois, selon le style Renaissance de l'époque. Elle est décorée de nombreuses sculptures de personnages, qui donnent son surnom de « marmousets » à la maison[342] ;
- L'hôtel du Crévy (11) (aujourd’hui Café des Quatre Soldats) aurait appartenu à la fin du XVIIe siècle au châtelain du Crévy qui était sergent féodé de Ploërmel[41] ;
- La maison Bigarré (12) (1669) doit son nom à son premier propriétaire, Jean Bigarré, sieur de la Landelle, greffier à la Cour royale de Ploërmel. Le croissant surmontant la porte Renaissance reste une énigme[41] ;
- L'ancien hôtel de la Monnaie (13), adossée aux remparts de la ville, aurait été au Moyen Âge, l’atelier monétaire des ducs à Ploërmel[41] ;
- L'hôtel Raoul de la Houlle (14) est une demeure de style Renaissance construite en 1610 par Raoul de la Houlle, seigneur de Villenard[41] ;
- L'horloge astronomique (8) (1850-1855) est située dans l'enceinte de la maison de la congrégation des frères de Ploërmel. Elle est l'œuvre du frère Gabriel Morin (1812-1876), également connu comme frère Bernardin. Professeur de mathématiques, astronomie et navigation, et sans formation d'horloger, il a construit l'instrument dans le but d'illustrer ses cours. Elle est classée monument historique en 1982.

Plusieurs châteaux et manoirs sont présents sur la commune :
- le château de la Haute-Touche, sur le territoire de la commune déléguée Monterrein, est un bâtiment de 1760, mais sur le lieu existe des vestiges des XVIe et XVIIe siècles. Excepté le principe des cuisines en sous-sols, adopté depuis longtemps dans la région de Malestroit, la construction du bâtiment se rapproche plutôt du type des malouinières. Les anciens bâtiments des XVIe et XVIIe siècles servent de communs. Le portail et sa ferronnerie font partie des embellissements effectués au début du XXe siècle par l'architecte rennais Jobbé-Duval. Ces embellissements comprenaient aussi des douves, jardins à la française, nouveau perron… À cette époque, une nouvelle chapelle a été construite, qui fait pendant à un colombier du XIIIe siècle. Il est inscrit aux monuments historiques depuis 2001[343] ;
- le château de Ker-Armel date du XXe siècle, il est inscrit à l'inventaire général du patrimoine culturel[344] ;
- le château de Queheon, à 4 km à l'est du bourg, semble avoir été construit au XIVe siècle, puis rebâti au début du XVIIe siècle[345]. Il est inscrit à l'inventaire général du patrimoine culturel[346] ;
- le château de Malleville, au sud-est du bourg de Ploërmel, est construit au XVe siècle. En 1905, un hippodrome est aménagé dans le parc du château. La chapelle et le calvaire sont inscrits au titre des monuments historiques par arrêté du 27 décembre 1973[347] ;
- le château de la Motte construit au XVIe siècle, il est inscrit à l'inventaire général du patrimoine culturel[348] ;
- le manoir de Barbotin date du XVIIe siècle, il est inscrit à l'inventaire général du patrimoine culturel[349] ;
- le manoir du Bois-Hellio date du XVIIe siècle, il est inscrit à l'inventaire général du patrimoine culturel[350] ;
- le manoir de Brango, date du XVIIe siècle, il est inscrit à l'inventaire général du patrimoine culturel[351] ;
- le manoir du Clos-Hazel, date du XVIe siècle, il est inscrit à l'inventaire général du patrimoine culturel[352] ;
- le manoir de la Garoulais, date du XVIIIe siècle, il est inscrit à l'inventaire général du patrimoine culturel[353] ;
- le manoir de la Gaudinais, date du XVIIe siècle, il est inscrit à l'inventaire général du patrimoine culturel[354] ;
- le manoir de la Pérouse date du XVIIe siècle, il est inscrit à l'inventaire général du patrimoine culturel[355] ;
- le manoir de Roblin date du XVIIe siècle, il est inscrit à l'inventaire général du patrimoine culturel[356] ;
- le manoir de Ronsouze date du XVIIe siècle, il est inscrit à l'inventaire général du patrimoine culturel[357].
- le manoir de la Touche construit au XVIIe siècle, agrandi et remanié au XIXe siècle, il est inscrit à l'inventaire général du patrimoine culturel[358].
- le manoir de la Ville-Gauthier date de la première moitié du XVIIe siècle, il est inscrit à l'inventaire général du patrimoine culturel[359].

Patrimoine civil historique (sélection).
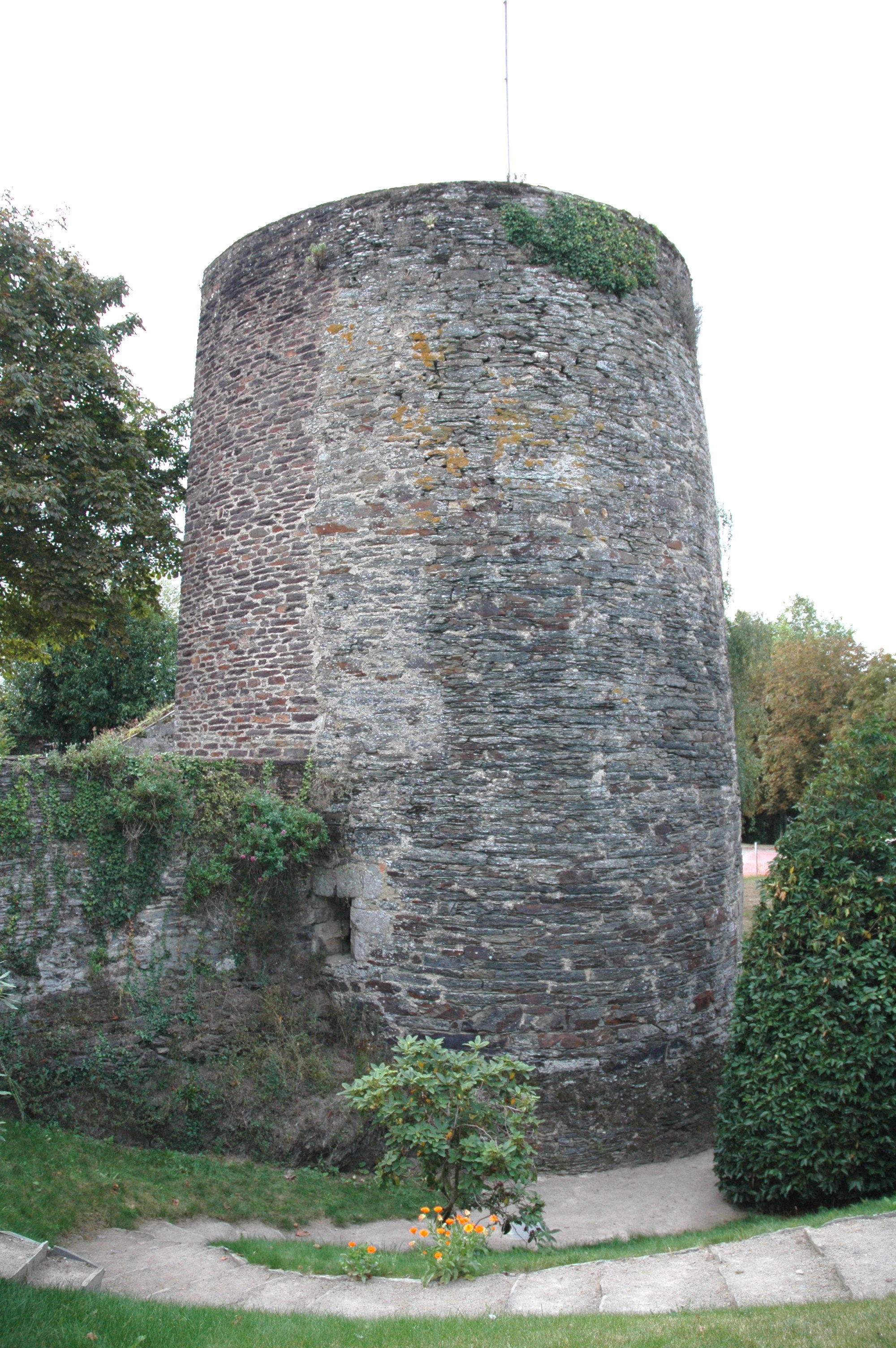
Tour des Thabor.
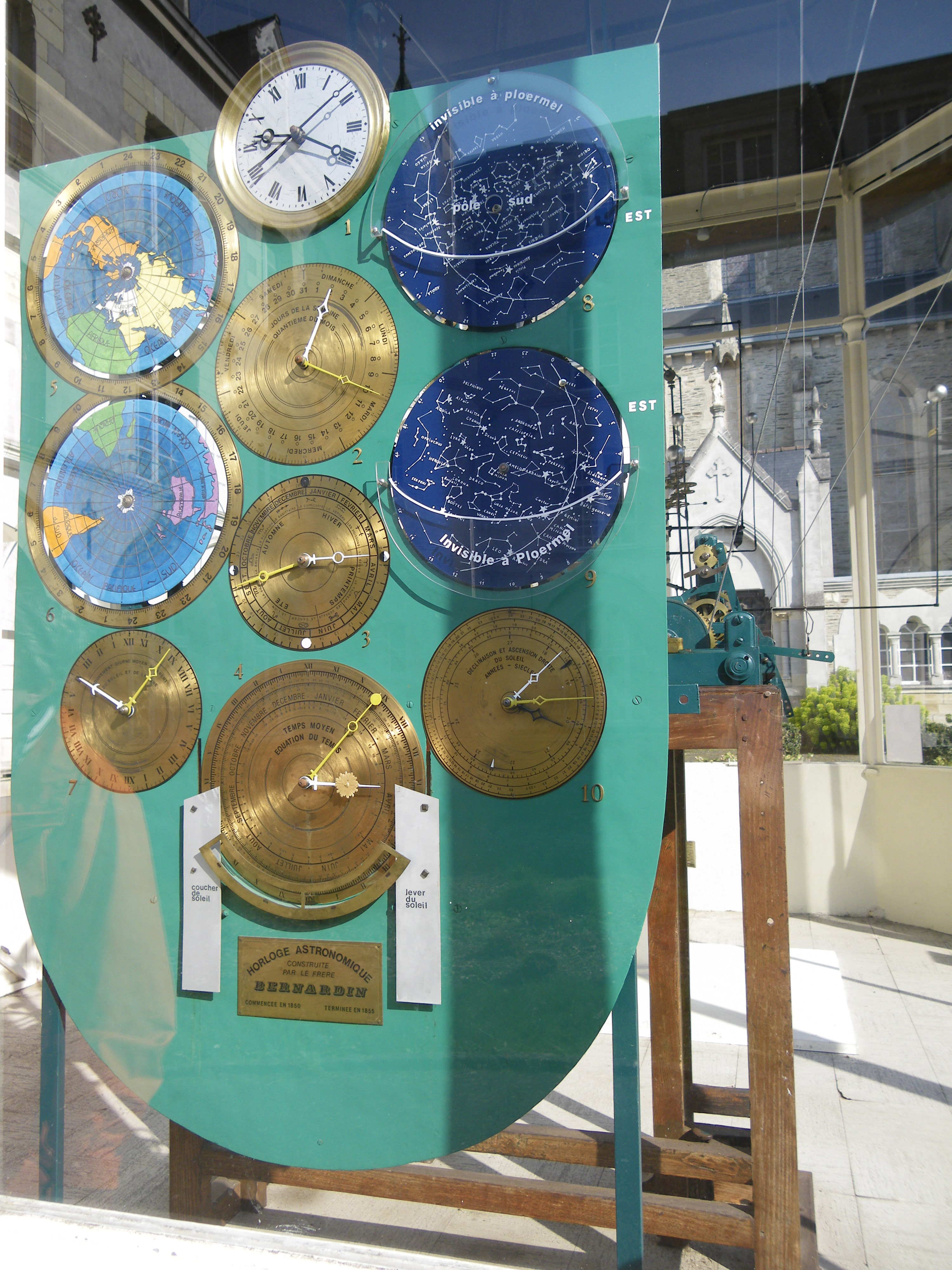
L'horloge astronomique.
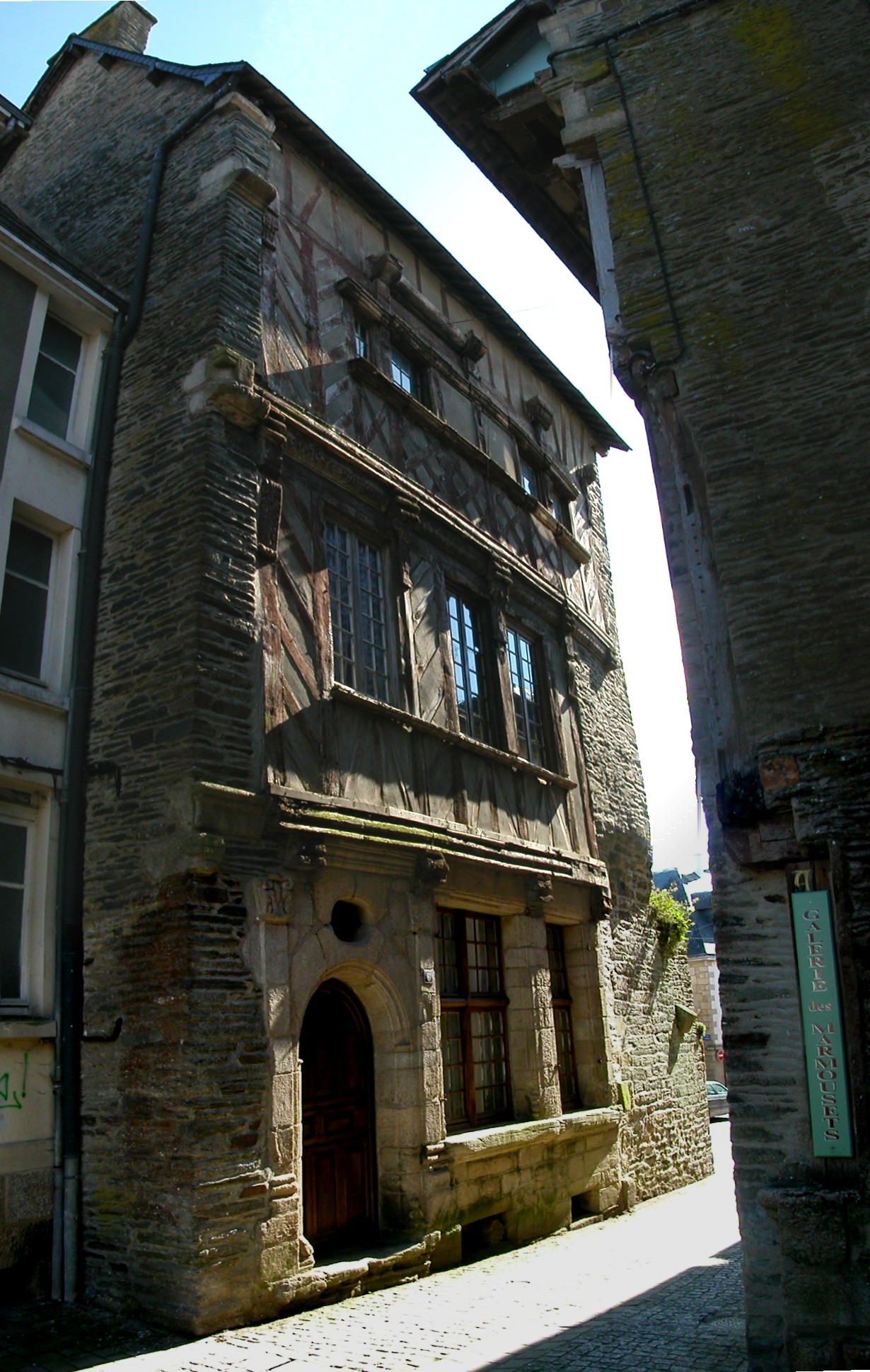
Hôtel des Ducs de Bretagne.
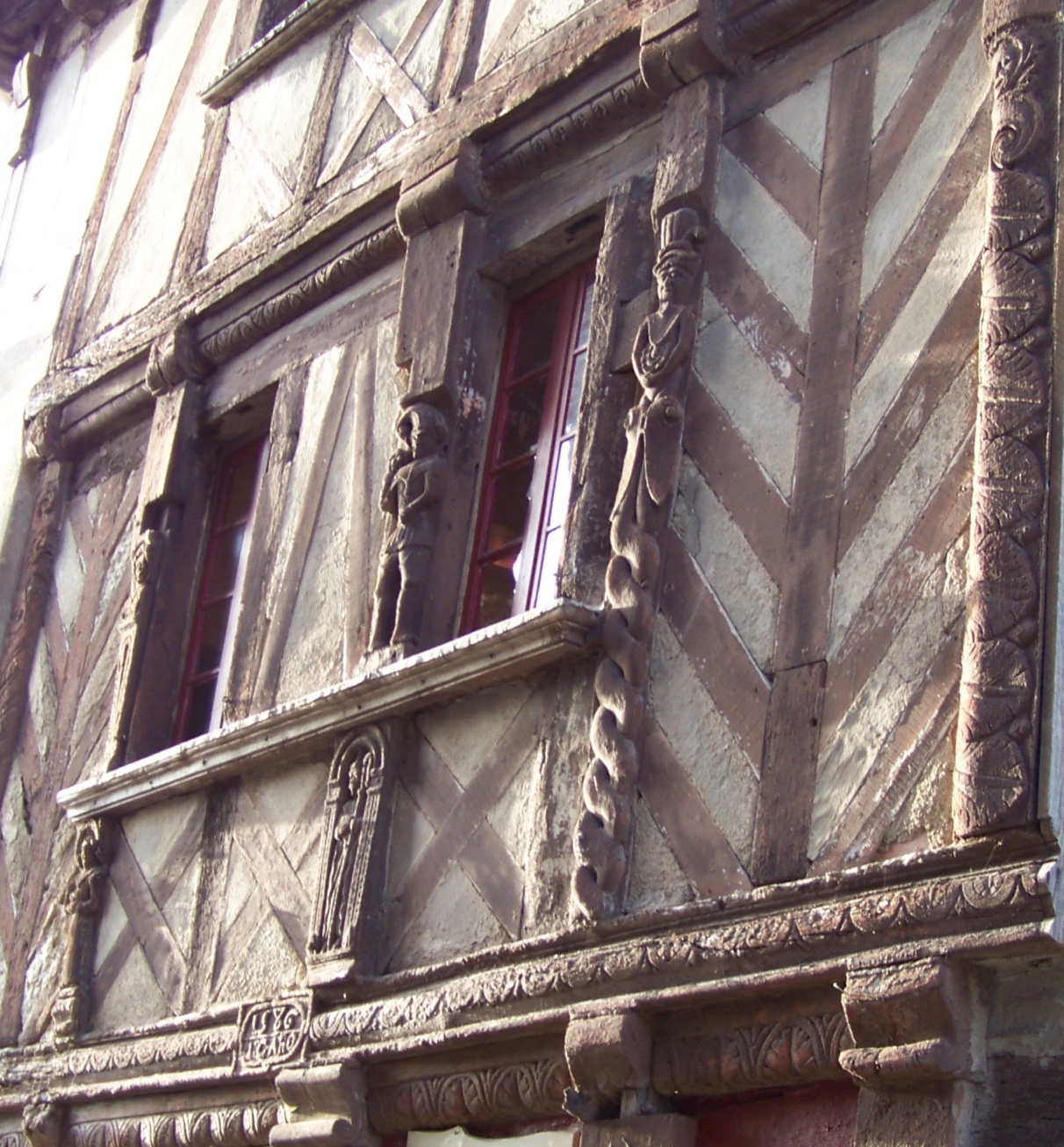
Maison des Marmousets.
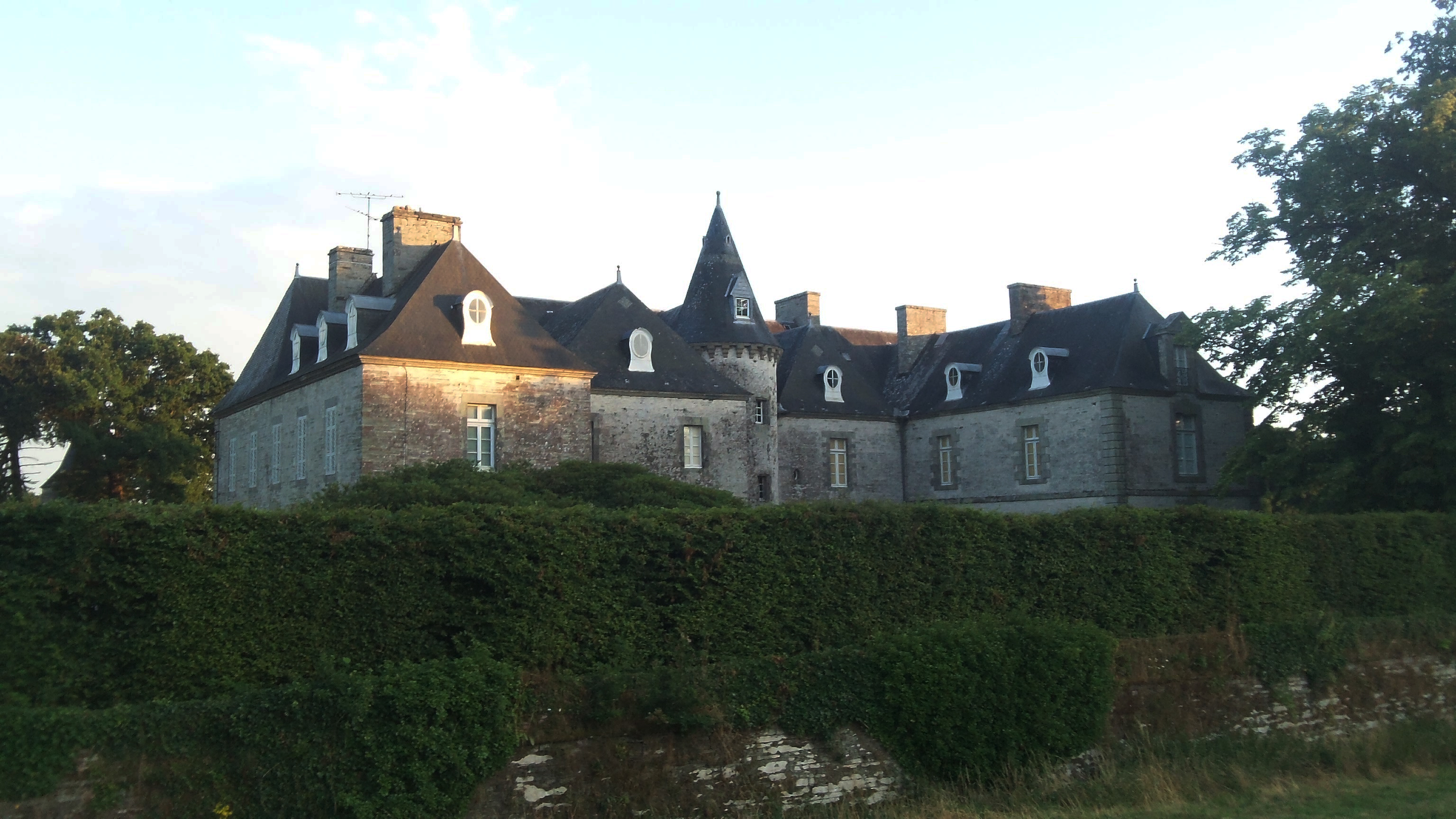
Château de Malleville.
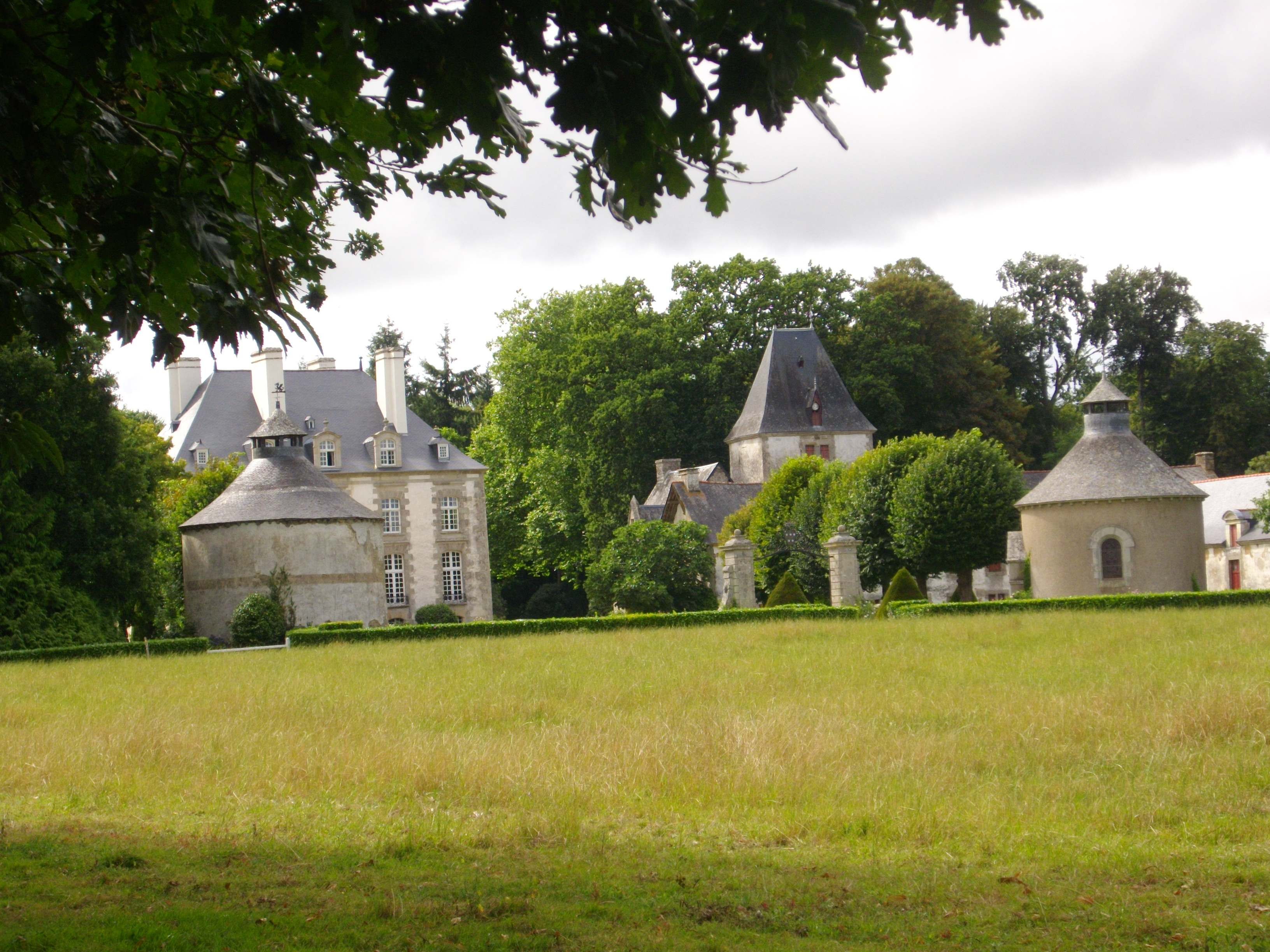
Château de la Haute-Touche.

#### Patrimoine civil moderne
Deux musées sont à disposition du public : le musée des Sciences naturelles (15) et le musée Jean-Marie de La Mennais (16).
Deux sculptures modernes sont à signaler : la sculpture non figurative intitulée L'Arbre (1971-1972), par la sculptrice Simone Boisecq-Longuet, dans le collège Beaumanoir et la sculpture Le Repos du géant (1994), représentant un heaume et une épée sortant de terre, par le sculpteur François Davin, sur l'aire de covoiturage.

### Vie culturelle

#### Costume traditionnel
La coiffe traditionnelle des cantons de Ploërmel et de Josselin est dénommée la Gallèse, ou coiffe à lacets. Les barbes ont été repliées et posées à plat sur le fond de la coiffure. La photo ci-contre montre un exemple porté vers 1900. Les bribes servant de jugulaires ont ensuite été enlevées et les barbes, selon la manière dont elles sont relevées, forment différentes variantes. Le costume traditionnel n'est quasiment plus porté qu'à l'occasion de manifestations religieuses exceptionnelles (pardons) et de manifestations culturelles auxquelles participent les cercles celtiques.

#### Musique et danse traditionnelles
Un ensemble de musique traditionnel breton, le Bagad de Ploërmel, est actif dans la commune depuis 1953. Il propose des prestations tout au long de l’année (festivals, fêtes locales, mariages…) et anime une école de musique, avec en particulier des cours de bombarde, de cornemuse et de caisse claire.

#### Animation culturelle
Sur le plan des loisirs et de la culture, la ville est dotée d'un cinéma (le Cinélac) ayant la particularité de proposer le plus grand nombre de films sous-titrés du Morbihan (en 2018), et d'une médiathèque, installée dans l'ancien couvent des Carmes.
Ploërmel abrite le siège de la Saison Culturelle Arth Maël, service de Ploërmel Communauté. La saison culturelle Arth Maël organise organise chaque année à l'échelle de la communauté de communes une programmation de spectacles variés, elle possède également une programmation estivale intitulée Arth Maël en balade.

Culture et tradition
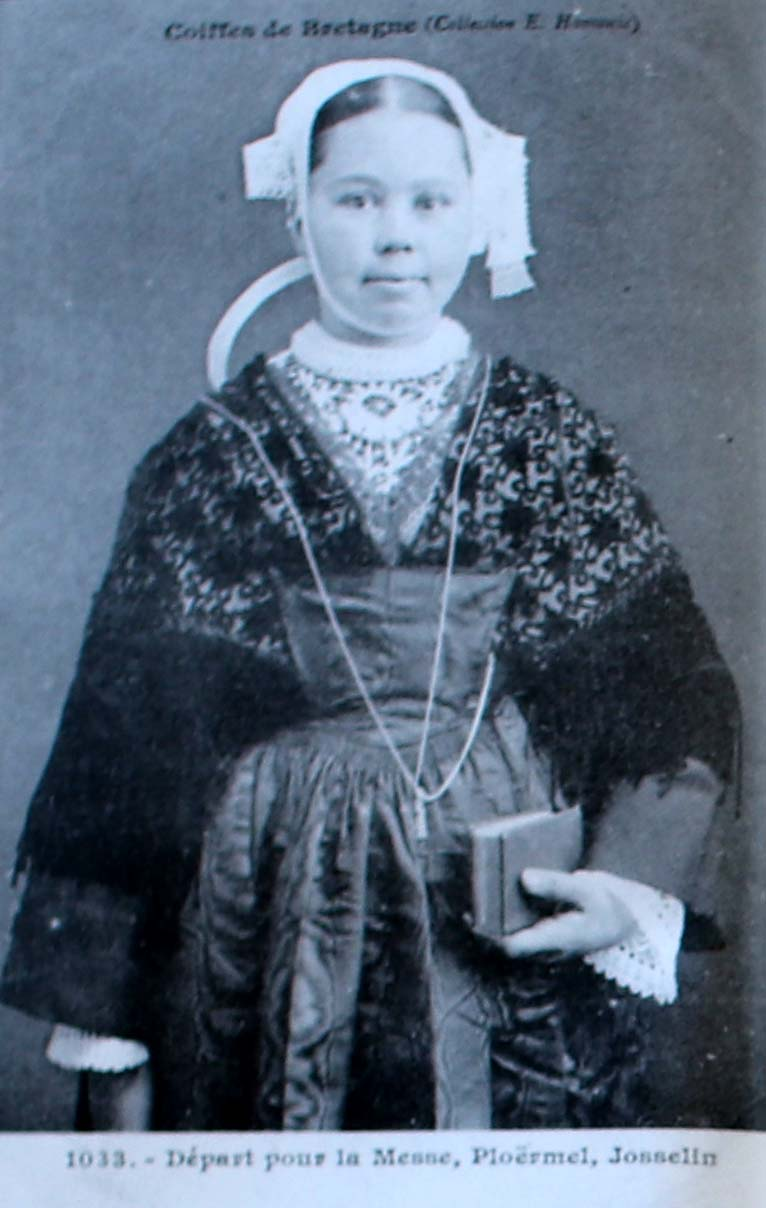
Coiffe traditionnelle.
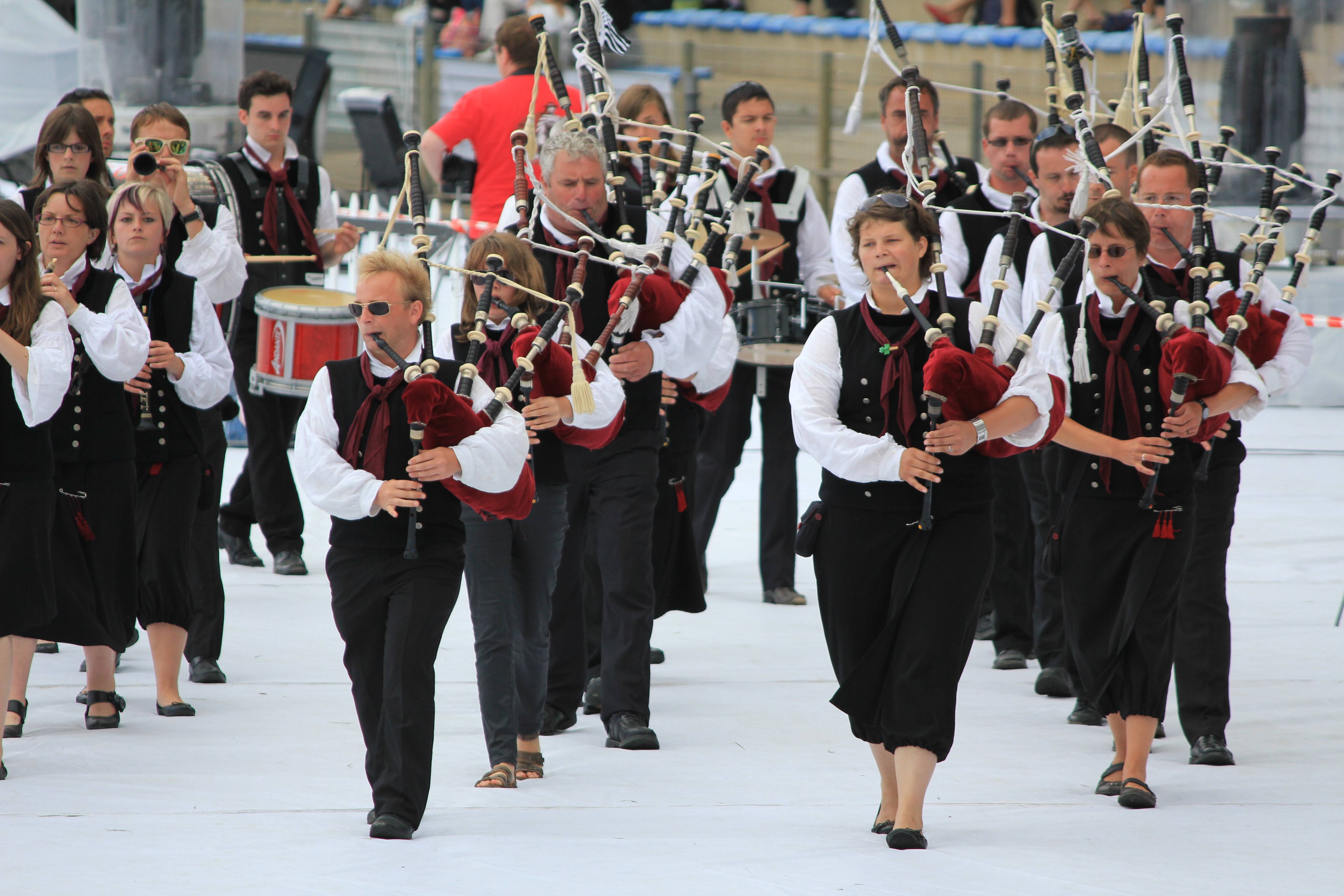
Bagad de Ploërmel.
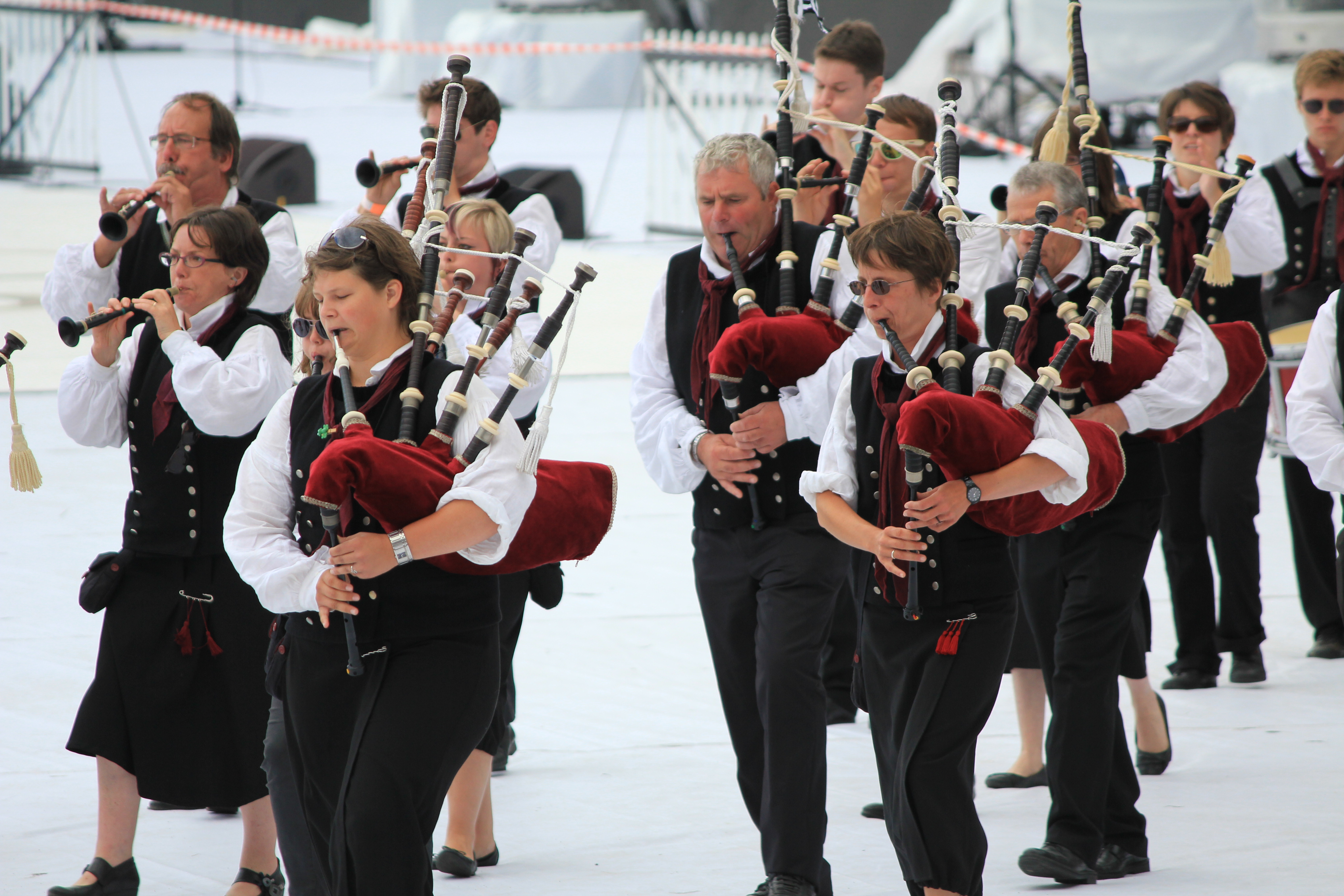
Bagad de Ploërmel.
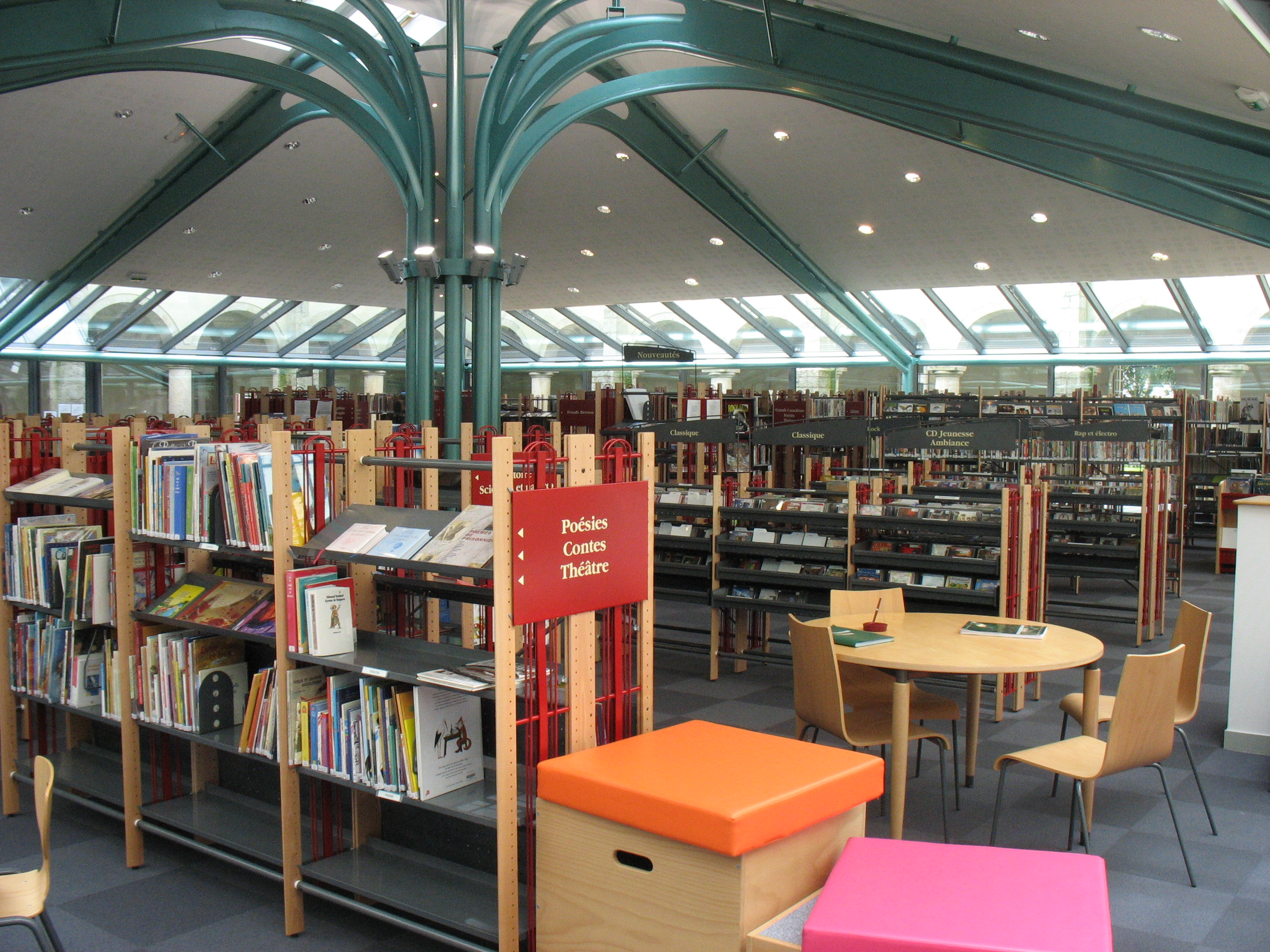
Médiathèque.

### Ploërmel dans les arts

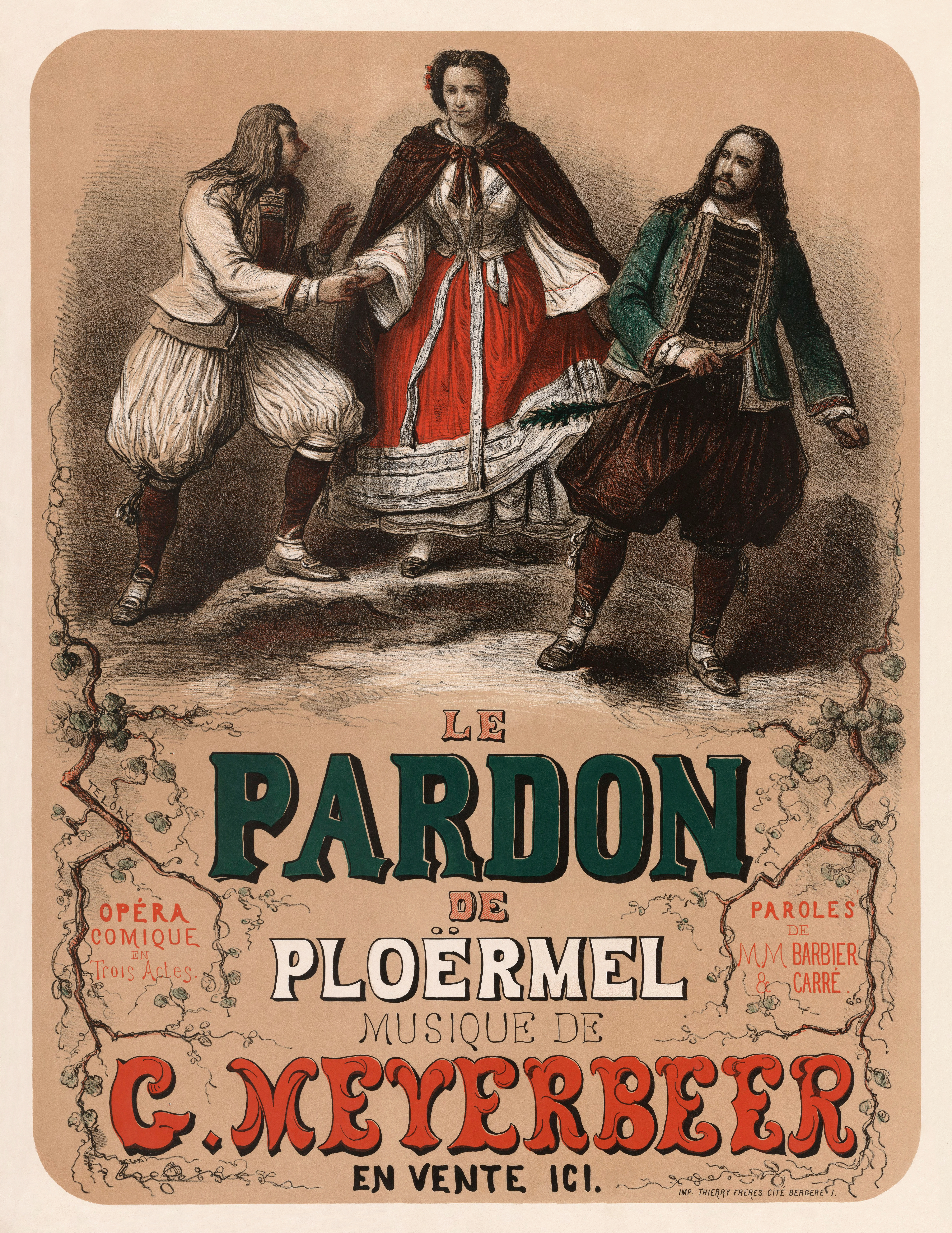
Le Pardon de Ploërmel.

#### Cinéma
Dans Un taxi pour Tobrouk, film réalisé en 1960 par Denys de la Patellière, dont l’action se passe en 1942 dans le désert de Libye où des commandos des Forces françaises libres attaquent les arrières de l'armée allemande, le personnage joué par Lino Ventura informe ses trois camarades, dont Charles Aznavour, que le vœu du lieutenant qui vient d’être tué au combat, était de retourner à Ploërmel : « Vous savez ce qu'il voulait comme oraison funèbre ? Un muscadet à Ploërmel, et on n'y est pas encore ! » Il s'agit peut-être d'un hommage au parachutage en juin 1944, d'un bataillon de Français Libres sur le maquis de Saint-Marcel près de Ploërmel, dans le cadre du débarquement en Normandie.
Dans le film Vipère au poing, le personnage de Folcoche joué par Catherine Frot s'arrête dans la gare de Ploërmel, qui a été reconstituée pour le film dans la commune de Mézières-sur-Oise (Aisne).
Dans le film Le Monocle noir de Georges Lautner avec Paul Meurisse tourné en 1961, quelques scènes ont été tournées dans les vieilles rues de Ploërmel,.

#### Télévision
Le 16 à Kerbriant, feuilleton télévisé français de 25 épisodes de 13 minutes, en noir et blanc, diffusé en 1972 qui raconte l'action de la Résistance dans le Morbihan en 1944, fait état d'un sabotage réalisé sur la ligne SNCF à Ploërmel.

#### Musique
Giacomo Meyerbeer (1791-1864), musicien allemand, a composé l'opéra-comique Le Pardon de Ploërmel. Cet opéra a connu une certaine notoriété à l'étranger dans son adaptation italienne, Dinorah, opéra-comique en trois actes, sur un livret de Jules Barbier et Michel Carré,. La première représentation eut lieu le 4 avril 1859 à Paris à l'Opéra-Comique. Ombre légère (soprano colorature) est son air fameux : l'un des plus beaux et des plus redoutables du répertoire de musique française. Maria Callas, June Anderson, et Mado Robin l'ont interprété, ainsi que, plus récemment, Natalie Dessay.

### Blason et identité visuelle

Blason de 1816, réapproprié comme emblème de la ville en 2014.

Les armoiries de Ploërmel ont été attribuées à la ville par Louis XVIII par lettres patentes du 17 janvier 1816, à sa demande. Elles se blasonnent ainsi : D'hermines au léopard lionné de sable, couronné d'azur, tenant à sa patte gauche un drapeau du même, chargé de cinq mouchetures d'hermine, d'argent.
Les armes dont sont inspirées ces armoiries remontent au xve siècle. Elles peuvent encore être vues derrière le maître-autel de l'église Saint-Armel dont la construction a été commencée entre 1415 et 1440, au temps des Seigneurs de la Gaudinaye, Jean Hattes et son beau-frère Jean Le Bart. Les Hattes s'armaient « d'azur au lion d'argent chapé et couronné de gueules » alors que pour les Le Bart on parlait « d'azur au léopard d'argent ». En 1442, par son mariage avec Jeanne Le Bart, la famille de Coëtlogon devient également Seigneur de la Gaudinaye, avec pour armes « trois écussons d'hermines ». C'est donc en souvenir de ces châtelains de la Gaudinaye que la ville de Ploërmel a pris ces armes, rappelant les armoiries des Hattes, des Le Bart et des Coëtlogon.

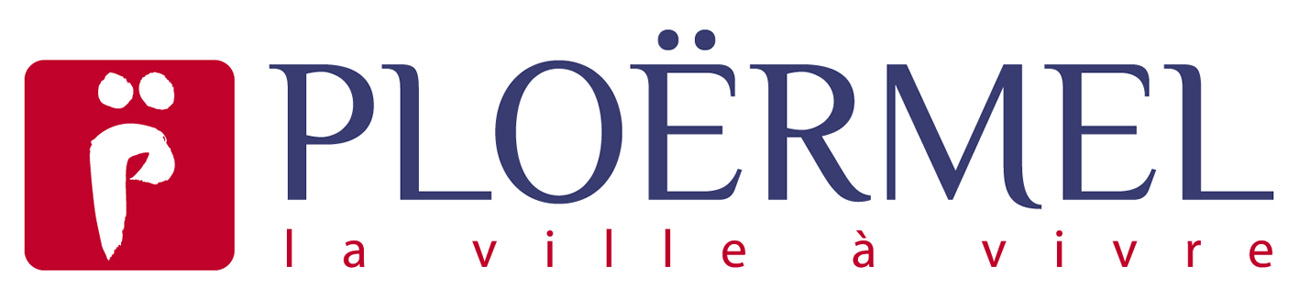
Logo de 2009, abandonné en 2014.

En 2009, la municipalité décide d'une nouvelle identité visuelle en adoptant un logo à deux couleurs, bleu et rouge, et la devise « Ploërmel - La ville à vivre ».
En 2014, la nouvelle municipalité décide de changer d'identité visuelle et de revenir au blason historique. Ainsi dès le numéro 18 du 1er juillet 2014, le magazine municipal n'arbore plus le logo de 2009, mais l'ancien blason de la ville.
En 2018, à l'occasion de la refonte des sites web de la ville et de Ploërmel Communauté, une identité numérique est créée. Celle-ci ne se substitue pas au blason historique mais vient le compléter sur toutes les publications numériques.

### Personnalités liées à la commune
Ploërmel a été la terre d'accueil, de passage ou de naissance de nombreuses personnalités, ayant eu une notoriété nationale ou ayant marqué l’historie locale. Y sont nées des militaires de renom comme Jacques-Pierre Rioust des Villes-Audrains, Jean-Louis Dubreton (1773-1855), général de division de la République et de l'Empire, Joseph-Marie Riallan (1843-1867), sergent aux zouaves pontificaux ou Paul Hervy, Lionel Dorléans et Louis Chérel, résistants lors de la Seconde Guerre mondiale, mais aussi des personnalités civiles comme Alphonse Guérin (1817-1895), inventeur du pansement ouaté, Charles Saffray, médecin explorateur, Gérald Mesny (né à Ploërmel, professeur à l'école impériale de médecine de Tien-Tsin, décédé le 14 janvier 1911 victime d'une épidémie de peste contre laquelle il luttait ou religieuses comme Louis Prévoteau (1922-2014), prêtre catholique, fondateur de la « Madone des motards », ou artistes : Dorig Le Voyer (1914-1987), artisan luthier à Ploërmel, l'un des principaux artisans de la renaissance de la musique bretonne, Raoul de Navery (1829-1885) et Ludovic Jan (1864-1894), tous deux poètes, et Léon Le Goaesbe de Bellée, peintre (1846-1891) ou sportifs comme Jean-Charles Gicquel, athlète international illustre en saut en hauteur.
Ont marqué l’historie locale : Jean II de Bretagne, (1239-1305), fondateur du couvent des Carmes en 1273, Tuault de la Bouverie, dernier sénéchal de la ville et maréchaussée de Ploërmel, fonction qu'il a assurée pendant 23 ans, Jean-Marie de La Mennais, (1780 -1860), fondateur de la congrégation des Frères de l'instruction chrétienne de Ploërmel en 1819, Marc-Antoine de La Boëssière de Lennuic, marquis de La Boëssière puis député du Morbihan, né en 1766, mort en 1846 en son château de Malleville. Les Arthur de Préaudeau père et fils qui furent l'un maire de Ploërmel (1850-1871), l'autre conseiller général (1895-1907). Louis Guillois (1872-1952), maire de Ploërmel pendant quarante-huit ans (1904-1952), la plus longue mandature de la commune. Son petit fils, André Fauve né à Ploërmel, était le commandant du sous-marin Minerve disparu en mer en 1968.

Personnalités liées à Ploërmel (sélection).
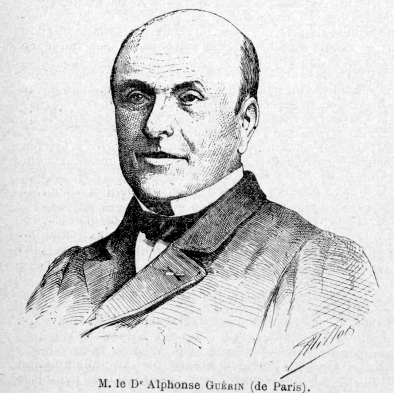
Alphonse Guérin, inventeur du pansement ouaté.
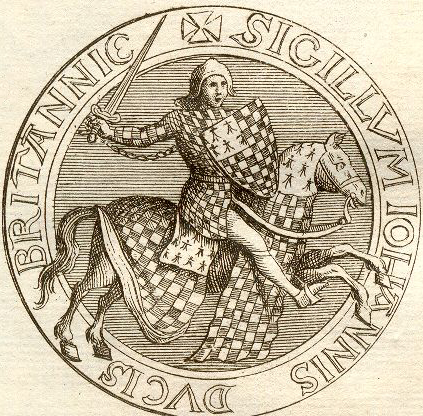
Sceau de Jean II de Bretagne.
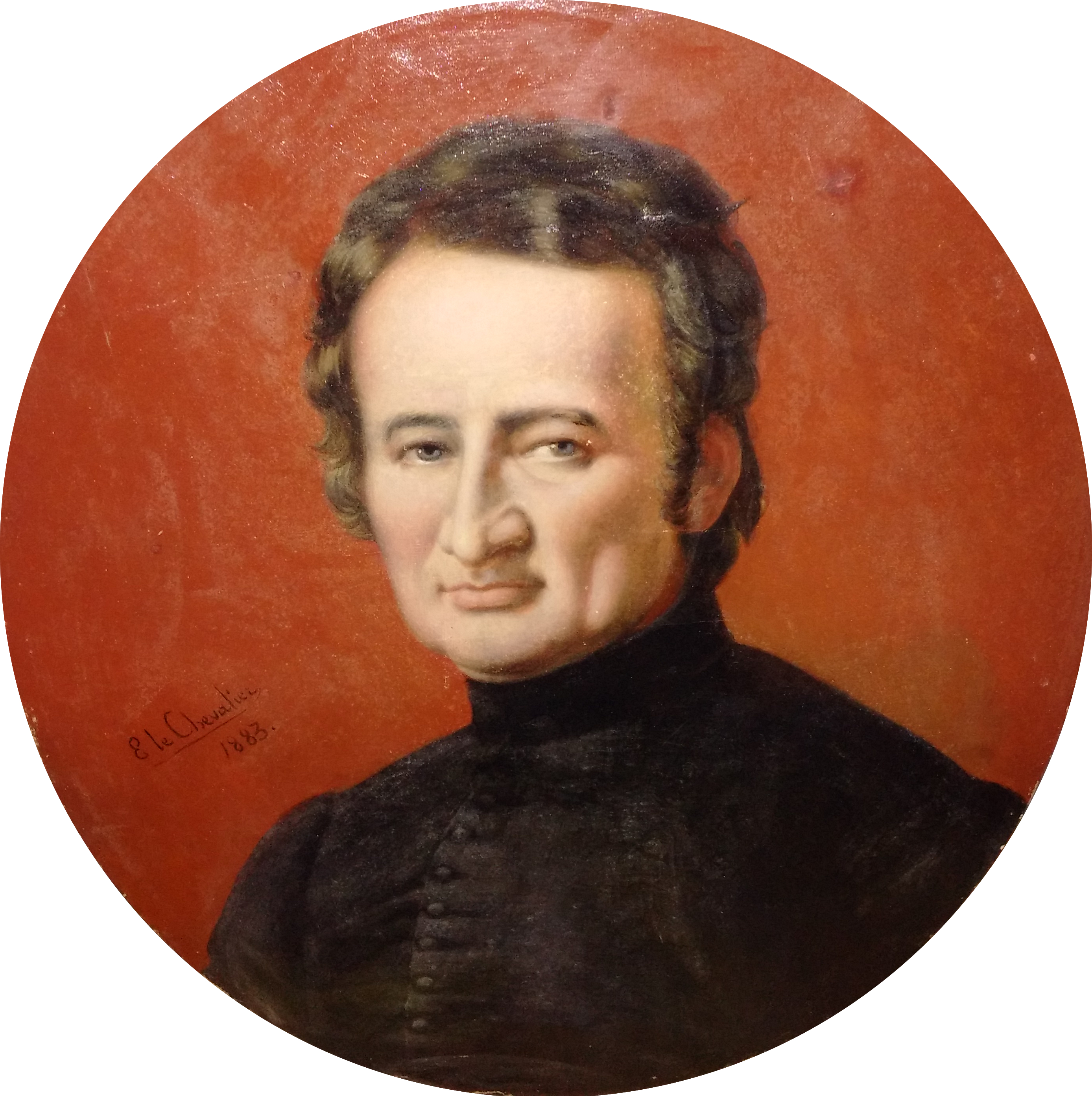
Jean-Marie de La Mennais (par E. Le Chevalier en 1883).
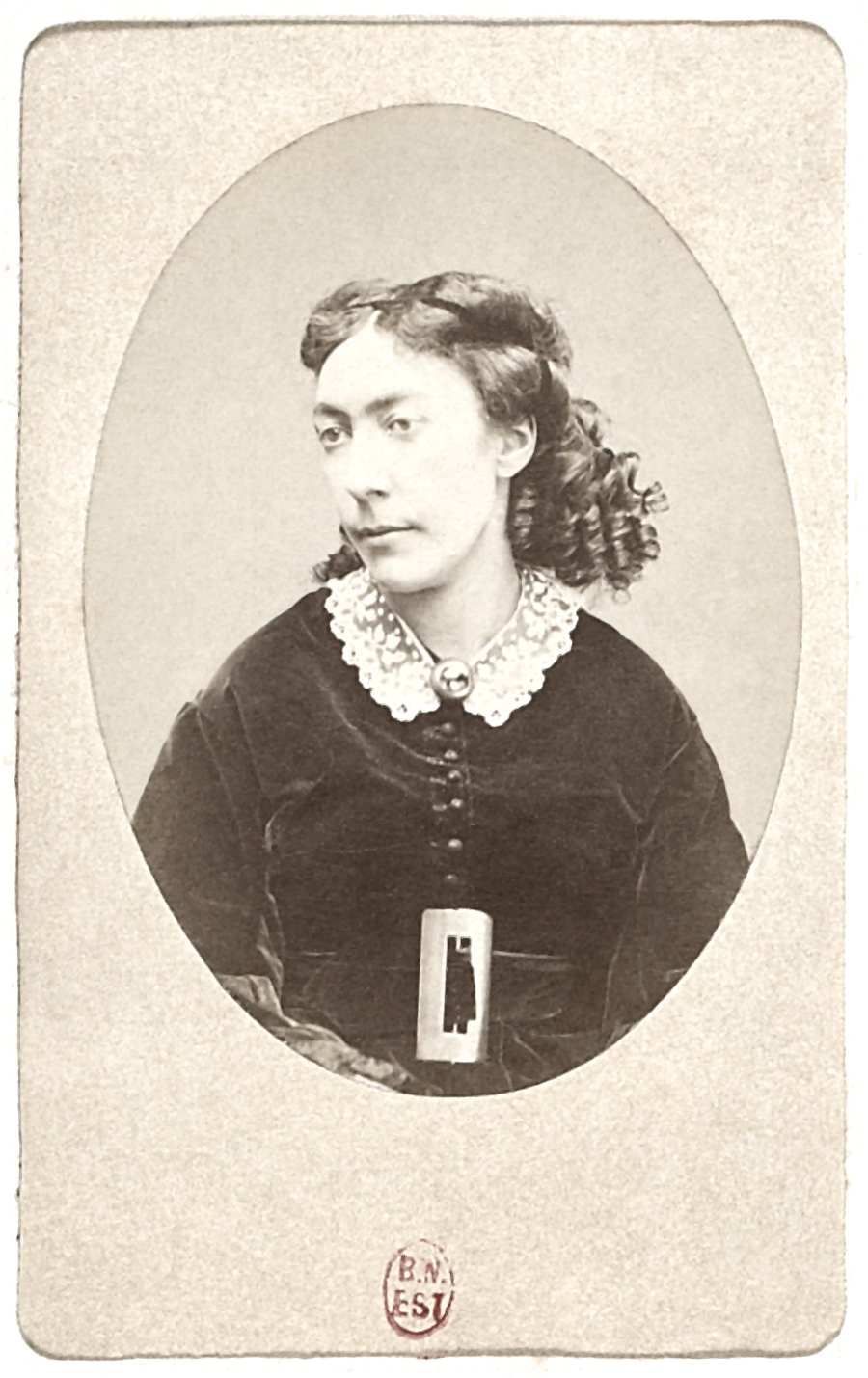
Raoul de Navery, vers 1875.
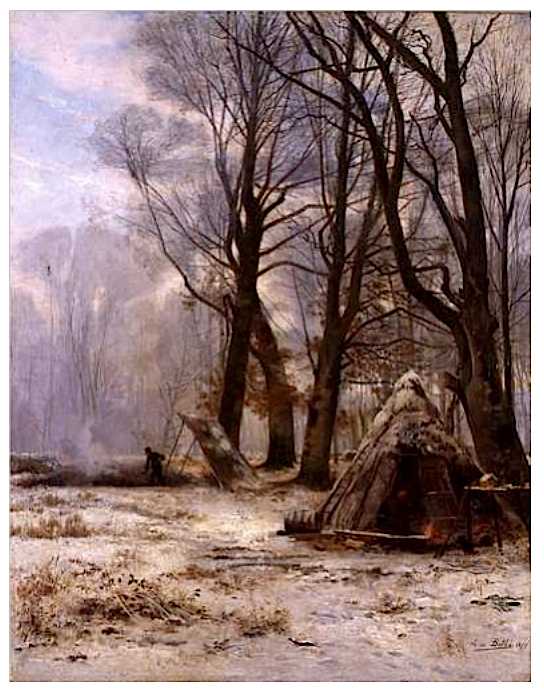
Léon Le Goaesbe de Bellée : En forêt, le givre.